# 1999 dans les parcs de loisirs
| Années des parcs de loisirs : 1996 - 1997 - 1998 - 1999 - 2000 - 2001 - 2002    |
| Décennies des parcs de loisirs : 1960 - 1970 - 1980 - 1990 - 2000 - 2010 - 2020 |

## Parcs d'attractions

### Ouverture
- Branson USA ( États-Unis)
- DippieDoe ( Pays-Bas)
- Gulliver's Land ( Royaume-Uni)
- Legoland California ( États-Unis)
- Skyline Park ( Allemagne)
- Universal's Islands of Adventure ( États-Unis)

### Fermeture
- Frontierland ( Royaume-Uni)
- Meli Park ( Belgique)

### Changement de nom
- Port Aventura devient Universal's Port Aventura ( Espagne)
- Adventure World devient Six Flags America ( États-Unis)
- Darien Fun Country devient Six Flags Darien Lake ( États-Unis)
- New Marine World Theme Park devient Six Flags Marine World ( États-Unis)

## Événements
- Avril
  - 2 avril -  États-Unis - Ouverture au public de Medusa (aujourd'hui connu sous le nom Bizarro), à Six Flags Great Adventure ; le premier modèle de montagnes russes sans sol au monde[1].

## Attractions
Ces listes sont non exhaustives.

### Montagnes russes

#### Délocalisations
| Nom                            | Type/Modèle        | Constructeur      | Parc             | Pays        | Anciennement                            |
| ------------------------------ | ------------------ | ----------------- | ---------------- | ----------- | --------------------------------------- |
| Galaxy                         | Assises            | S.D.C.            | Loudoun Castle   | Royaume-Uni | Galaxy à Codona's Amusement Park        |
| Katapul                        | Navette            | Anton Schwarzkopf | Hopi Hari        | Brésil      | Thunderlooper à Alton Towers            |
| Nightmare at Crack Axle Canyon | Assises / Jet Star | Anton Schwarzkopf | The Great Escape | États-Unis  | Nightmare At Phantom Cave à Darien Lake |

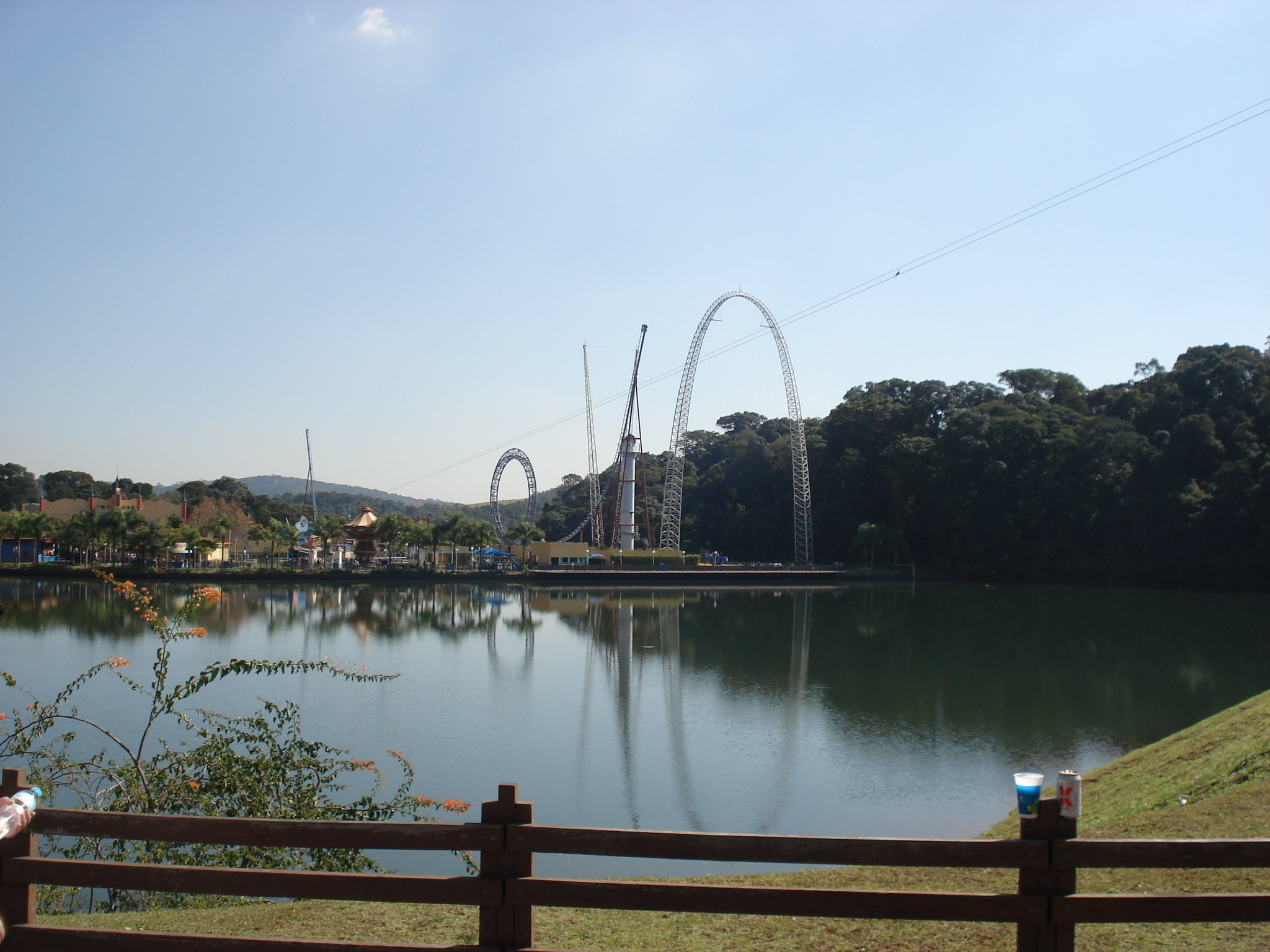
Katapul à Hopi Hari
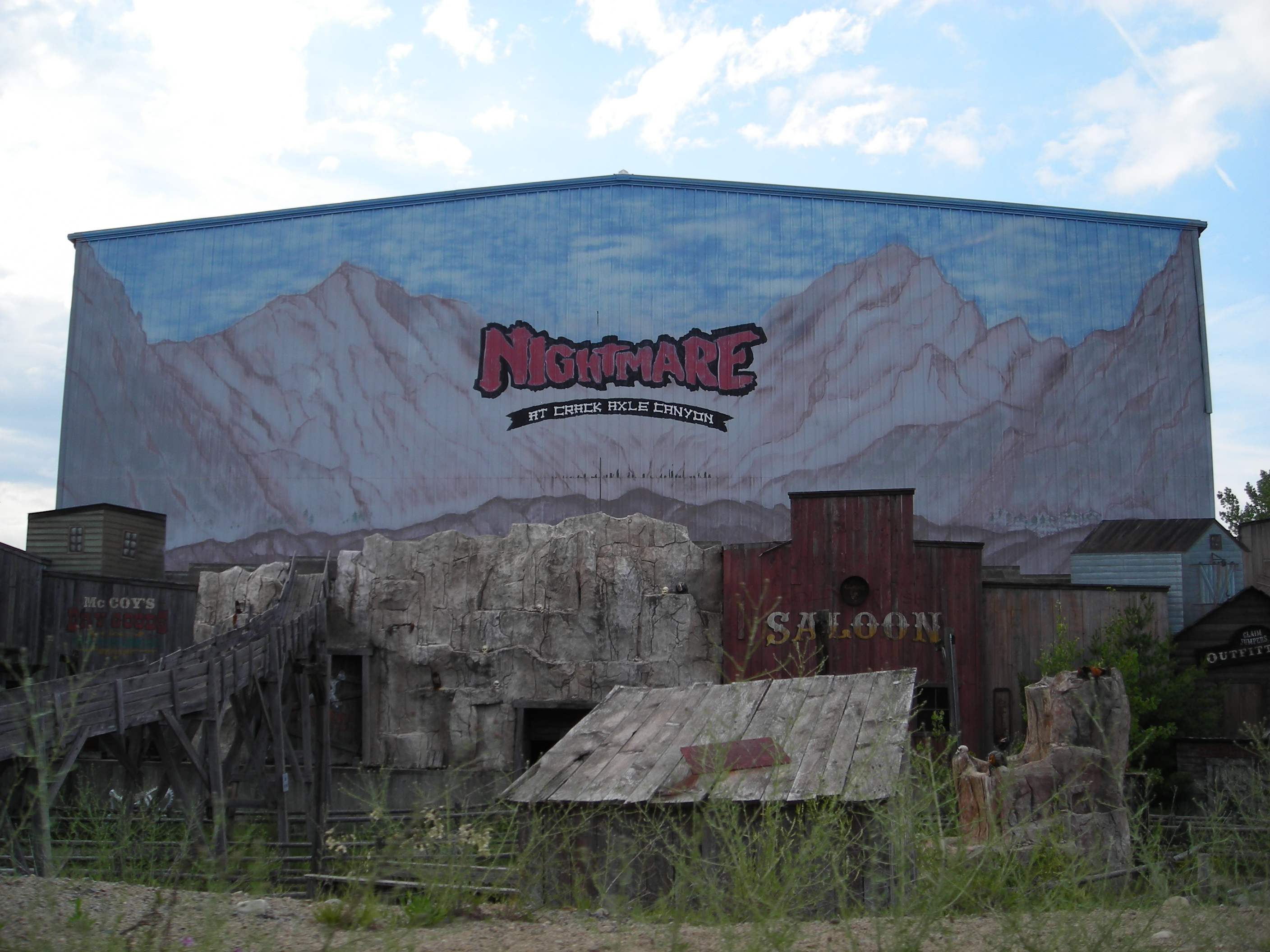
Nightmare at Crack Axle Canyon à The Great Escape

#### Nouveautés
| Nom                                                   | Type/Modèle                          | Constructeur                          | Parc                             | Pays           |
| ----------------------------------------------------- | ------------------------------------ | ------------------------------------- | -------------------------------- | -------------- |
| Achterbahn                                            | Junior                               | Anton Schwarzkopf                     | Skyline Park                     | Allemagne      |
| Anaconda                                              | Inversées                            | Giovanola                             | Gold Reef City                   | Afrique du Sud |
| Apollo's Chariot                                      | Hyper montagnes russes               | Bolliger & Mabillard                  | Busch Gardens Williamsburg       | États-Unis     |
| Batman: The Ride                                      | Inversées                            | Bolliger & Mabillard                  | Six Flags Over Texas             | États-Unis     |
| Big Dipper                                            | Junior                               | Chance Rides                          | Michigan's Adventure             | États-Unis     |
| Billi-Billi                                           | Junior                               | Zamperla                              | Hopi Hari                        | Brésil         |
| Blackbeard's Lost Treasure Train                      | Junior                               | Zierer                                | Six Flags Great Adventure        | États-Unis     |
| Boomerang                                             | Navette / Boomerang                  | Vekoma                                | Six Flags Elitch Gardens         | États-Unis     |
| Boomerang                                             | Navette / Boomerang                  | Vekoma                                | Six Flags Fiesta Texas           | États-Unis     |
| BuzzSaw Falls Devenu Powder Keg en 2005               | Lancées                              | Premier Rides, S&S Worldwide          | Silver Dollar City               | États-Unis     |
| Canyon Blaster                                        | Junior                               | Miler Coaster                         | Six Flags Magic Mountain         | États-Unis     |
| Coccinelle                                            | Junior                               | Zierer                                | Walibi Wavre                     | Belgique       |
| Dragon                                                | Junior / Vekoma Junior Coaster       | Vekoma                                | Legoland California              | États-Unis     |
| Dragon's Apprentice                                   | Junior                               | WGH Transportation                    | Legoland Windsor                 | Royaume-Uni    |
| Dueling Dragons Devenu Dragon Challenge en 2010       | Inversées en duel                    | Bolliger & Mabillard                  | Universal's Islands of Adventure | États-Unis     |
| Exterminator                                          | Wild Mouse tournoyantes en intérieur | Reverchon Industries                  | Kennywood                        | États-Unis     |
| Face/Off Devenu Invertigo en 2008                     | Navette inversées / Invertigo        | Vekoma                                | Paramount's Kings Island         | États-Unis     |
| Firestorm Devenu Thunderbolt en 2003                  | Assises / Hurricane                  | S&MC                                  | Branson USA                      | États-Unis     |
| Fly                                                   | Wild Mouse                           | Mack Rides                            | Paramount Canada's Wonderland    | Canada         |
| Flying Dragon Wagon                                   | Junior                               | Wisdom Rides                          | Branson USA                      | États-Unis     |
| Georgia Scorcher                                      | Debout                               | Bolliger & Mabillard                  | Six Flags Over Georgia           | États-Unis     |
| Gold Rush                                             | Junior                               | Chance Rides                          | Wild Adventures                  | États-Unis     |
| Great Chase                                           | Junior                               | Zamperla                              | Six Flags America                | États-Unis     |
| Green Scream                                          | Junior                               | Zierer                                | Adventure Island                 | Royaume-Uni    |
| Gwazi                                                 | Bois / Duel                          | Great Coasters International          | Busch Gardens Tampa              | États-Unis     |
| Hangman                                               | Inversées                            | Vekoma                                | Wild Adventures                  | États-Unis     |
| High Altitude Rolling Sliding Coaster                 | Assises                              | Sameco                                | Window of the World              | Japon          |
| Howler                                                | Junior                               | Zamperla                              | Holiday World                    | États-Unis     |
| Humlebien                                             | Assises                              |                                       | Fårup Sommerland                 | Danemark       |
| Incredible Hulk Coaster                               | Assises                              | Bolliger & Mabillard                  | Universal's Islands of Adventure | États-Unis     |
| The Joker's Jinx                                      | Lancées                              | Premier Rides                         | Six Flags America                | États-Unis     |
| Limit                                                 | Inversées / SLC                      | Vekoma                                | Heide Park                       | Allemagne      |
| Mad Mouse                                             | Wild Mouse                           | Arrow                                 | Michigan's Adventure             | États-Unis     |
| Matterhorn-Blitz                                      | Wild Mouse                           | Mack Rides                            | Europa-Park                      | Allemagne      |
| Medusa devenu Bizarro en 2009                         | Sans sol                             | Bolliger & Mabillard                  | Six Flags Great Adventure        | États-Unis     |
| Millennium Roller Coaster                             | Assises / MK-1200                    | Vekoma                                | Fantasy Island (en)              | Royaume-Uni    |
| Monte Aurora                                          | Junior                               | Zamperla                              | Terra Encantada                  | Brésil         |
| Montezum                                              | Bois                                 | Roller Coaster Corporation of America | Hopi Hari                        | Brésil         |
| Poltergeist                                           | Lancées                              | Premier Rides                         | Six Flags Fiesta Texas           | États-Unis     |
| Pteranodon Flyers                                     | À véhicules suspendus                | Caripro                               | Universal's Islands of Adventure | États-Unis     |
| Raging Bull                                           | Hyper montagnes russes               | Bolliger & Mabillard                  | Six Flags Great America          | États-Unis     |
| Ratón Loco                                            | Wild Mouse tournoyante               | Reverchon Industries                  | La Feria Chapultepec Mágico      | Mexique        |
| Roadrunner Express                                    | Junior                               | Zamperla                              | Six Flags Marine World           | États-Unis     |
| Road Runner Railway                                   | Junior                               | Zamperla                              | Six Flags Great Adventure        | États-Unis     |
| Roar                                                  | Bois                                 | Great Coasters International          | Six Flags Marine World           | États-Unis     |
| Rock 'N Roll Duncan                                   | Junior                               | Sansei Yusoki (en)                    | Fuji-Q Highland                  | Japon          |
| Rock 'n' Roller Coaster                               | Assises                              | Vekoma                                | Disney-MGM Studios               | États-Unis     |
| Rollies Coaster                                       | Junior / Zyklon                      | Pinfari                               | Morey's Piers                    | États-Unis     |
| Serial Thriller Devenu Ednör - L'attaque en 2010      | Inversées / SLC                      | Vekoma                                | Six Flags Astroworld             | États-Unis     |
| Steel Eel                                             | Assises                              | Chance Rides                          | SeaWorld San Antonio             | États-Unis     |
| Superman - Ride Of Steel Devenu Ride of Steel en 2007 | Méga montagnes russes                | Intamin                               | Six Flags Darien Lake            | États-Unis     |
| Tacot Express                                         | E-Powered                            | Soquet                                | Jardin d'acclimatation (Paris)   | France         |
| Taxi Jam                                              | Junior                               | Miler Coaster Inc.                    | Paramount's Great America        | États-Unis     |
| Tennessee Tornado                                     | Assises                              | Arrow Dynamics                        | Dollywood                        | États-Unis     |
| Top Gun - The Jet Coaster                             | Inversées                            | Bolliger & Mabillard                  | Paramount's Carowinds            | États-Unis     |
| Tornado                                               | Inversées                            | Intamin                               | Parque de Atracciones de Madrid  | Espagne        |
| Traumatizer                                           | Inversées / SLC                      | Vekoma                                | Pleasureland Southport           | Royaume-Uni    |
| Tremors                                               | Bois / Twister                       | Custom Coasters International         | Silverwood Theme Park            | États-Unis     |
| Twister                                               | Bois                                 | Philadelphia Toboggan Company         | Knoebels                         | États-Unis     |
| Two-Face: The Flip Side                               | Navette inversées / Invertigo        | Vekoma                                | Six Flags America                | États-Unis     |
| Vampire                                               | Inversées / SLC                      | Vekoma                                | Walibi Wavre                     | Belgique       |
| Vurang                                                | Tournoyantes en intérieur            | Intamin                               | Hopi Hari                        | Brésil         |
| Wild Mouse                                            | Wild Mouse                           | Mack Rides                            | Hersheypark                      | États-Unis     |
| Wild Mouse                                            | Wild Mouse                           | Maurer Rides                          | Dorney Park                      | États-Unis     |
| Wild West Mine Train                                  | Train de la mine                     | Zamperla                              | Ocean Park Hong Kong             | Chine          |
| Wild Wild West Devenu Bandit en 2005                  | Bois                                 | Roller Coaster Corporation of America | Warner Bros. Movie World Germany | Allemagne      |
| Woodstock's Express                                   | Junior / Vekoma Junior Coaster       | Vekoma                                | Cedar Point                      | États-Unis     |
| Woody Woodpecker's Nuthouse Coaster                   | Junior / Vekoma Junior Coaster       | Vekoma                                | Universal Studios Florida        | États-Unis     |
| Zoooooom                                              | Assises                              | E&F Miler Industries                  | Oaks Amusement Park              | États-Unis     |

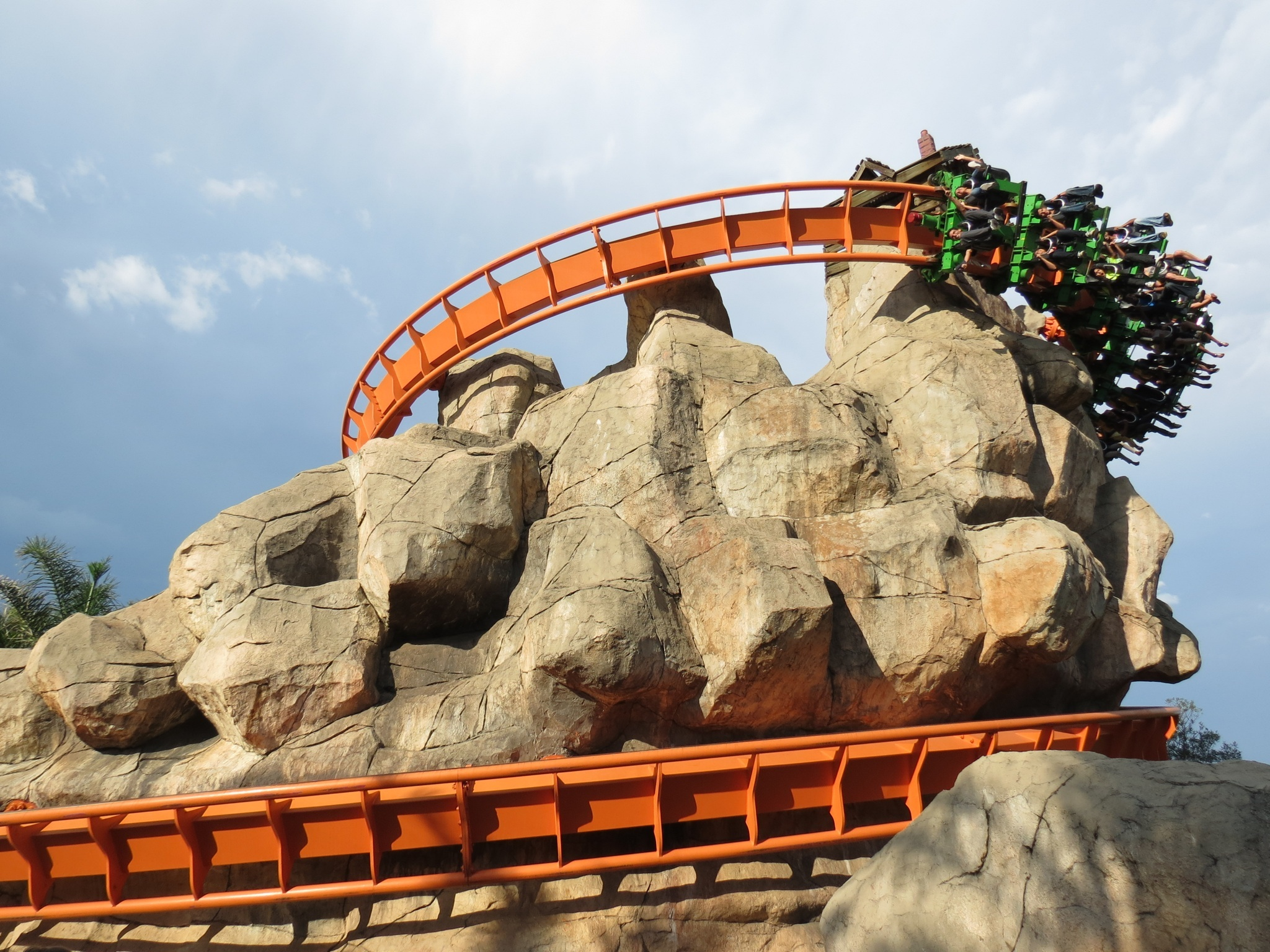
Anaconda à Gold Reef City
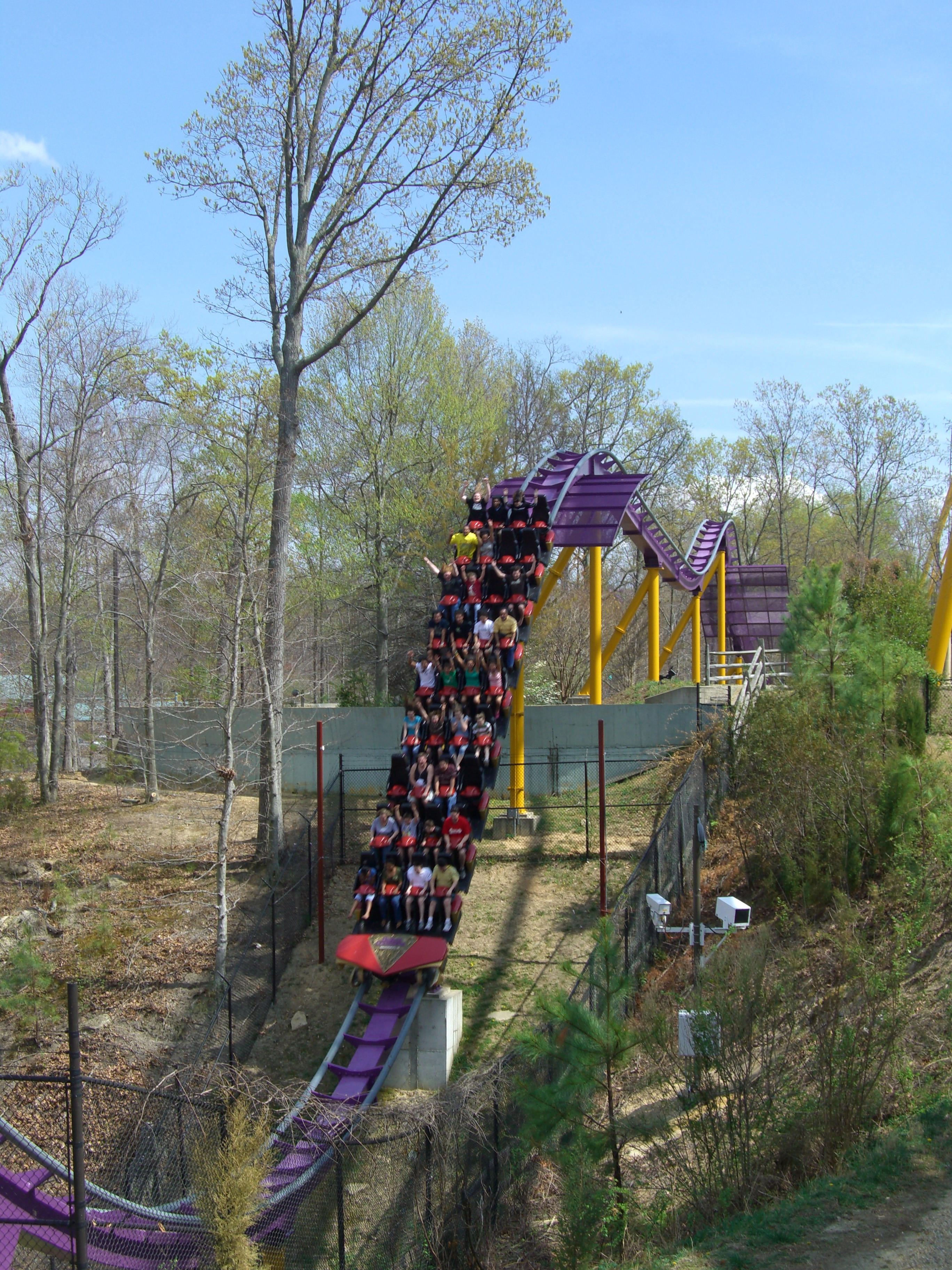
Apollo's Chariot à Busch Gardens Williamsburg
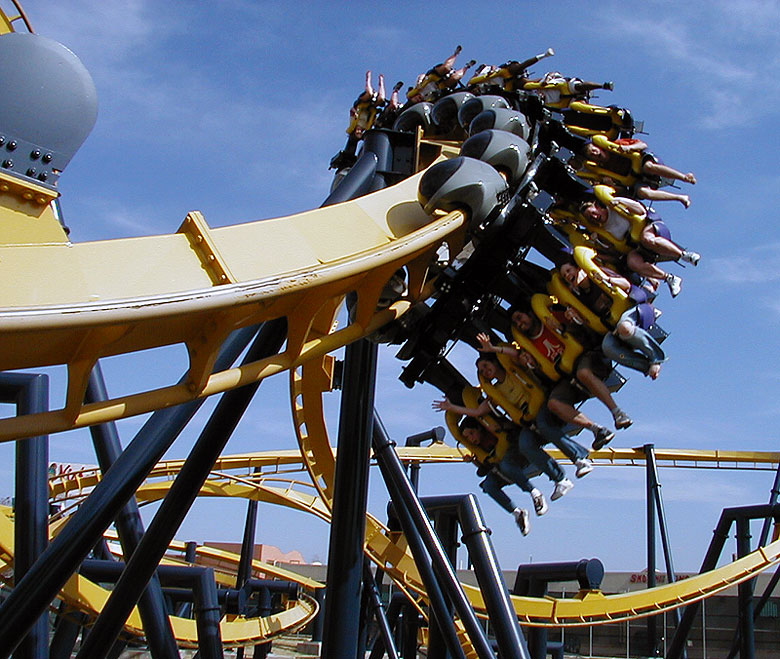
Batman: The Ride à Six Flags Over Texas
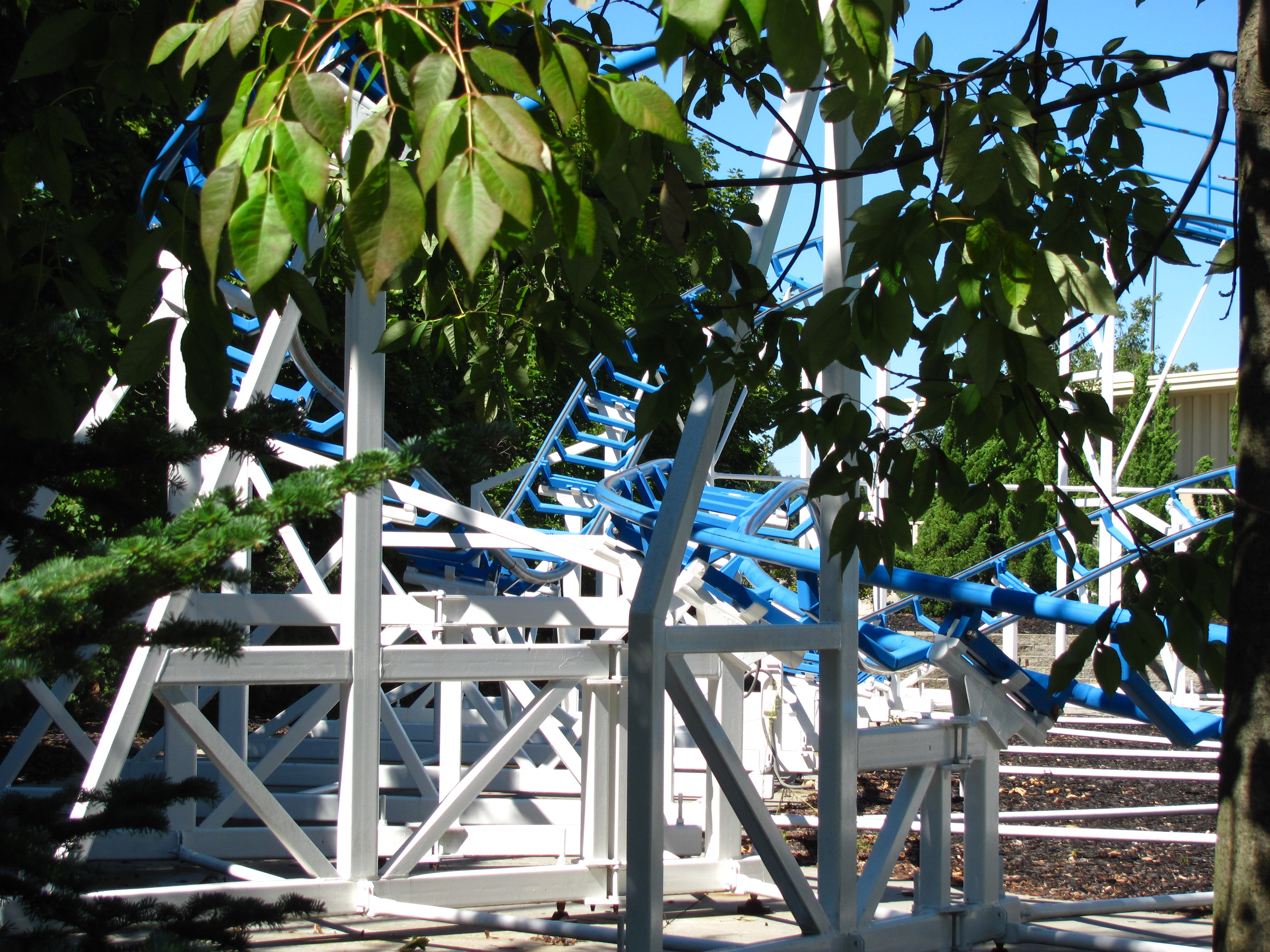
Big Dipper à Michigan's Adventure
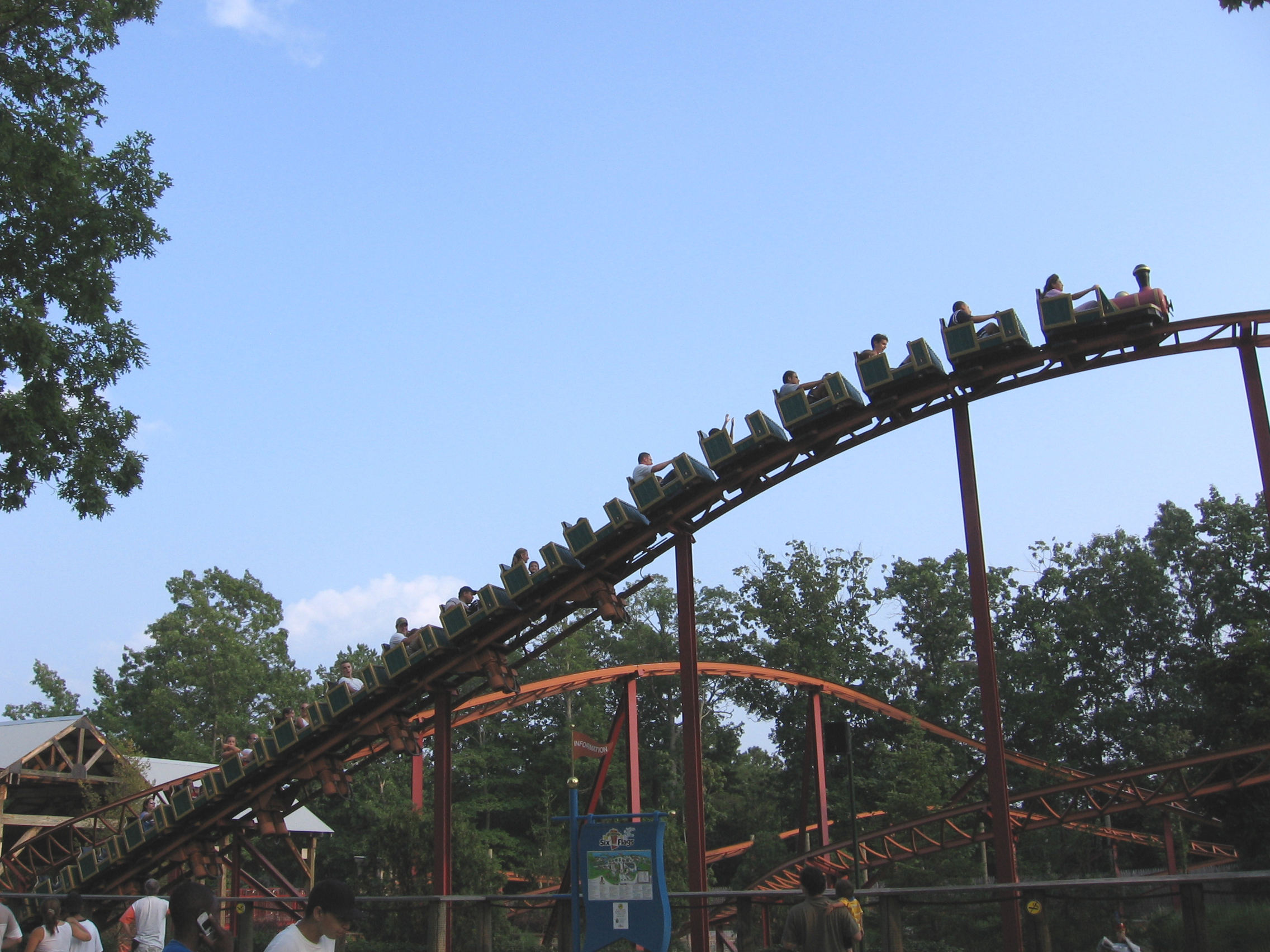
Blackbeard's Lost Treasure Train à Six Flags Great Adventure
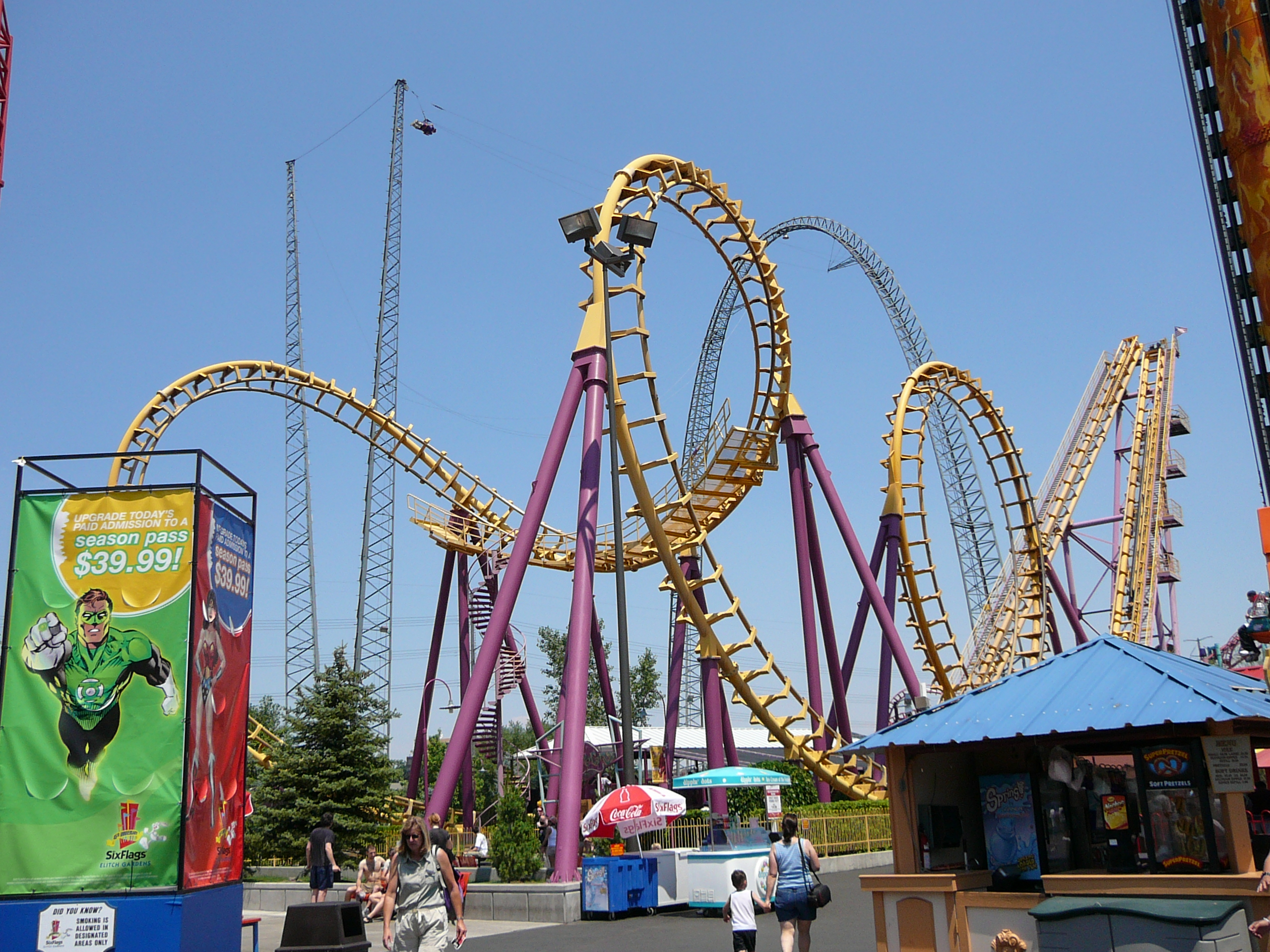
Boomerang à Elitch Gardens
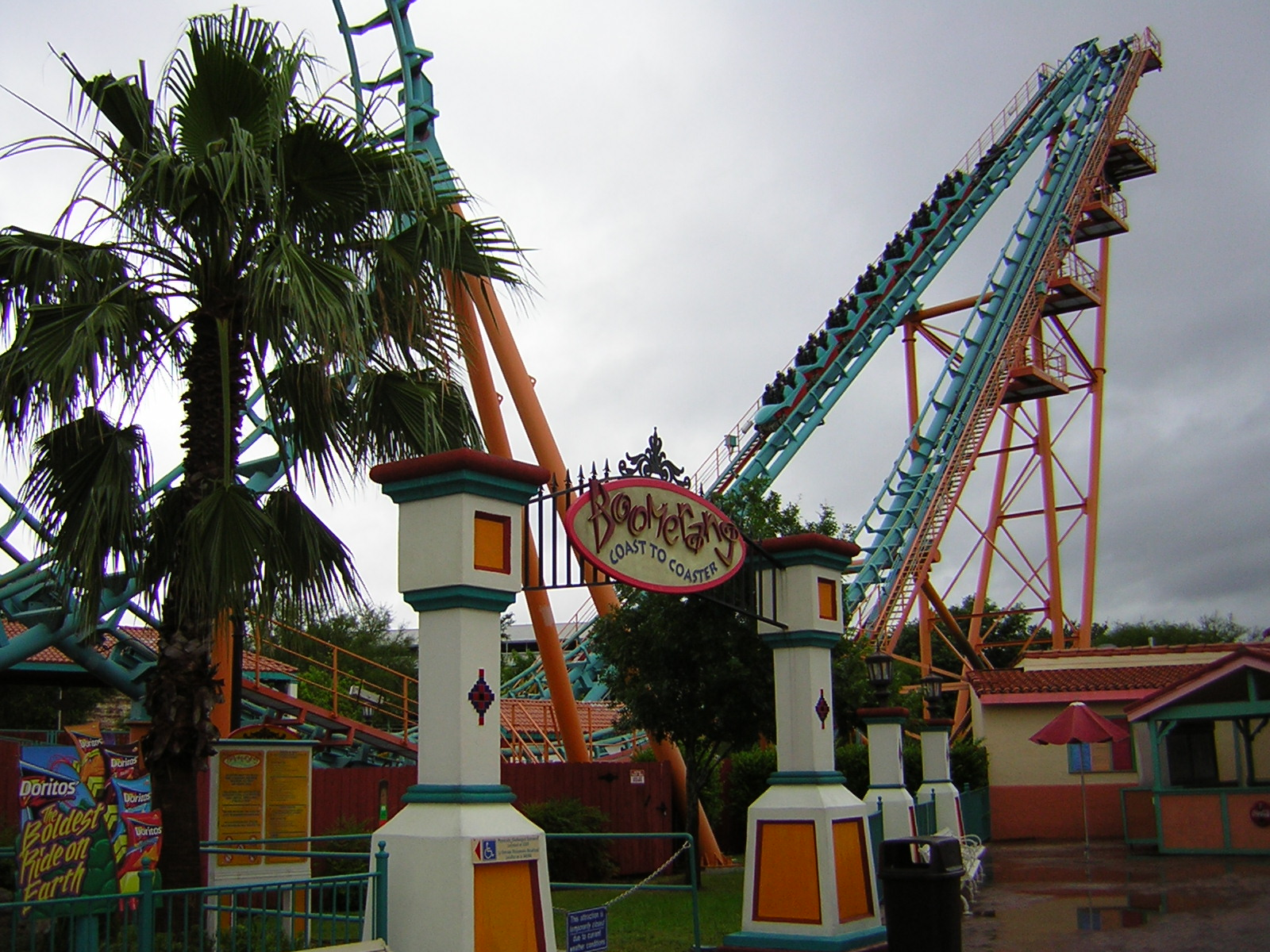
Boomerang à Six Flags Fiesta Texas
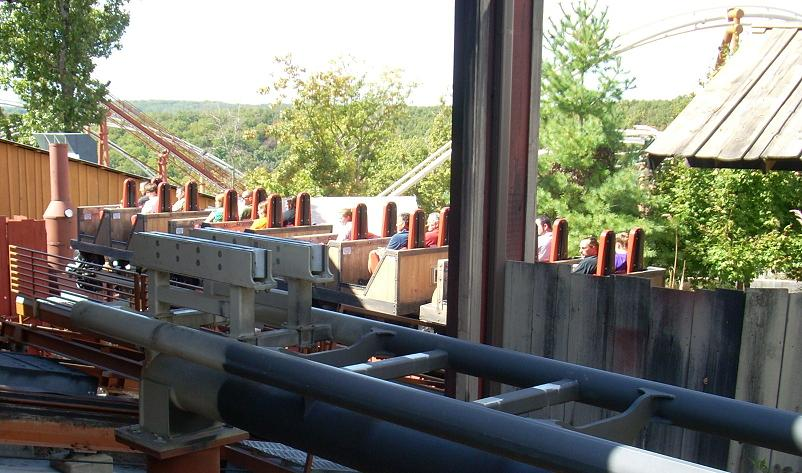
BuzzSaw Falls à Silver Dollar City
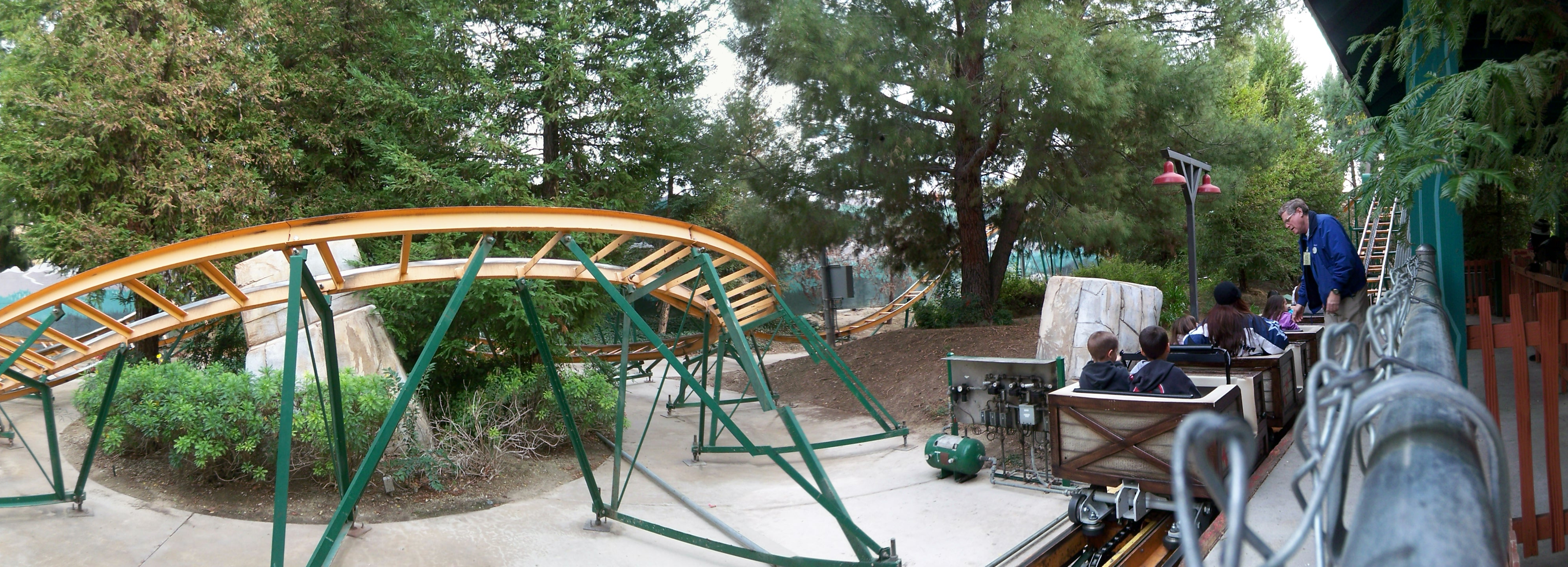
Canyon Blaster à Six Flags Magic Mountain
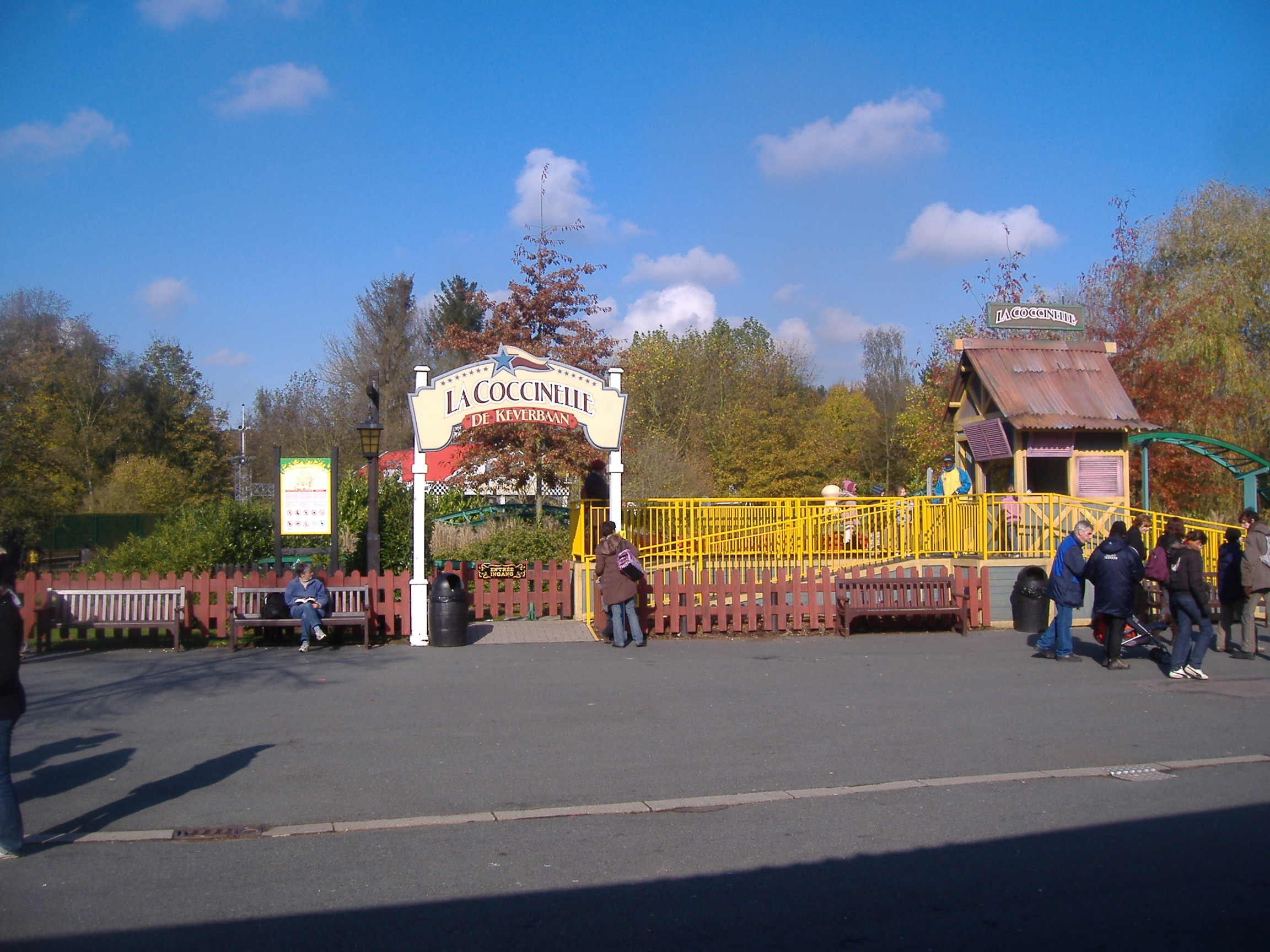
La Coccinelle à Walibi Wavre
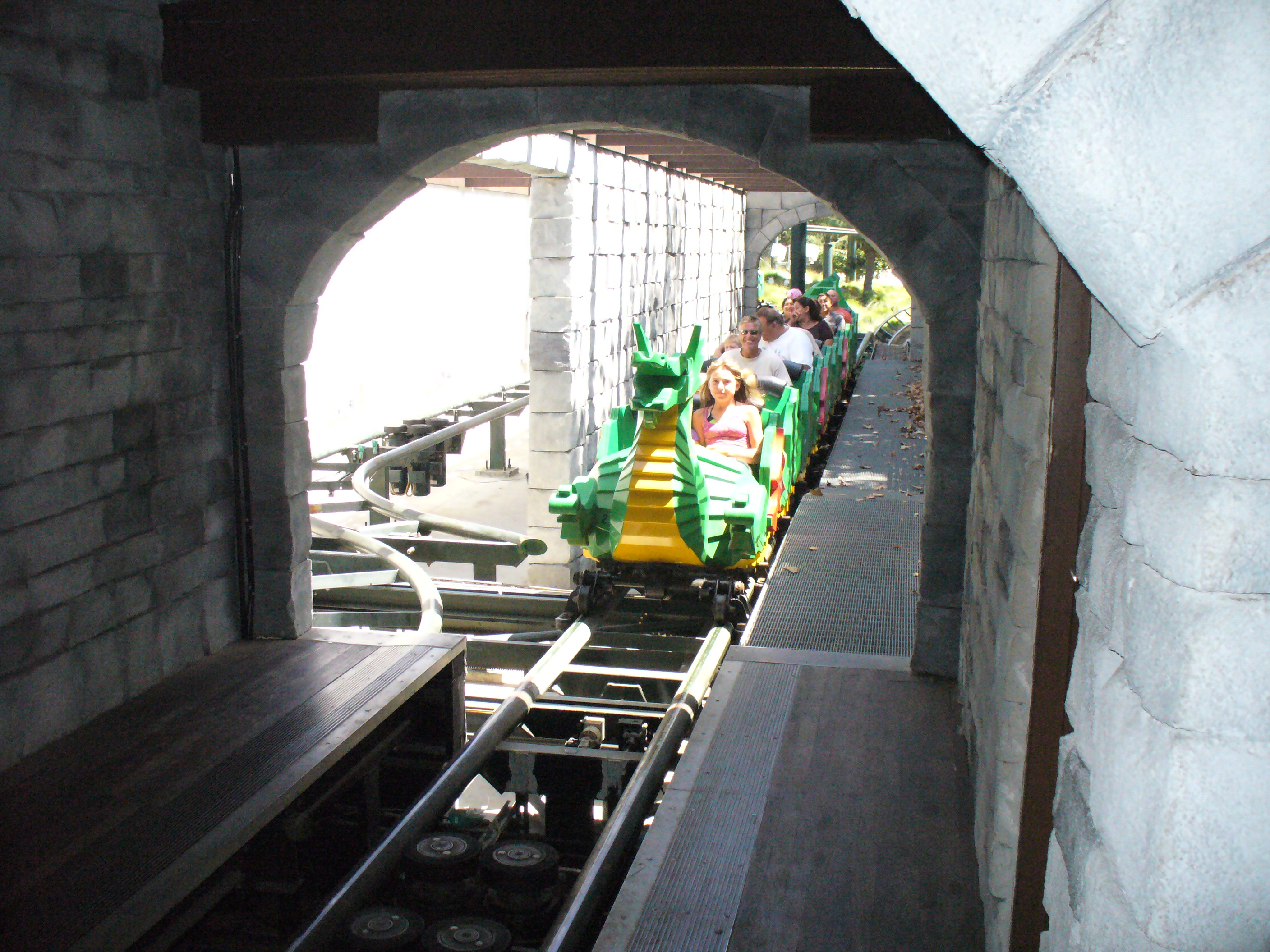
Dragon à Legoland California
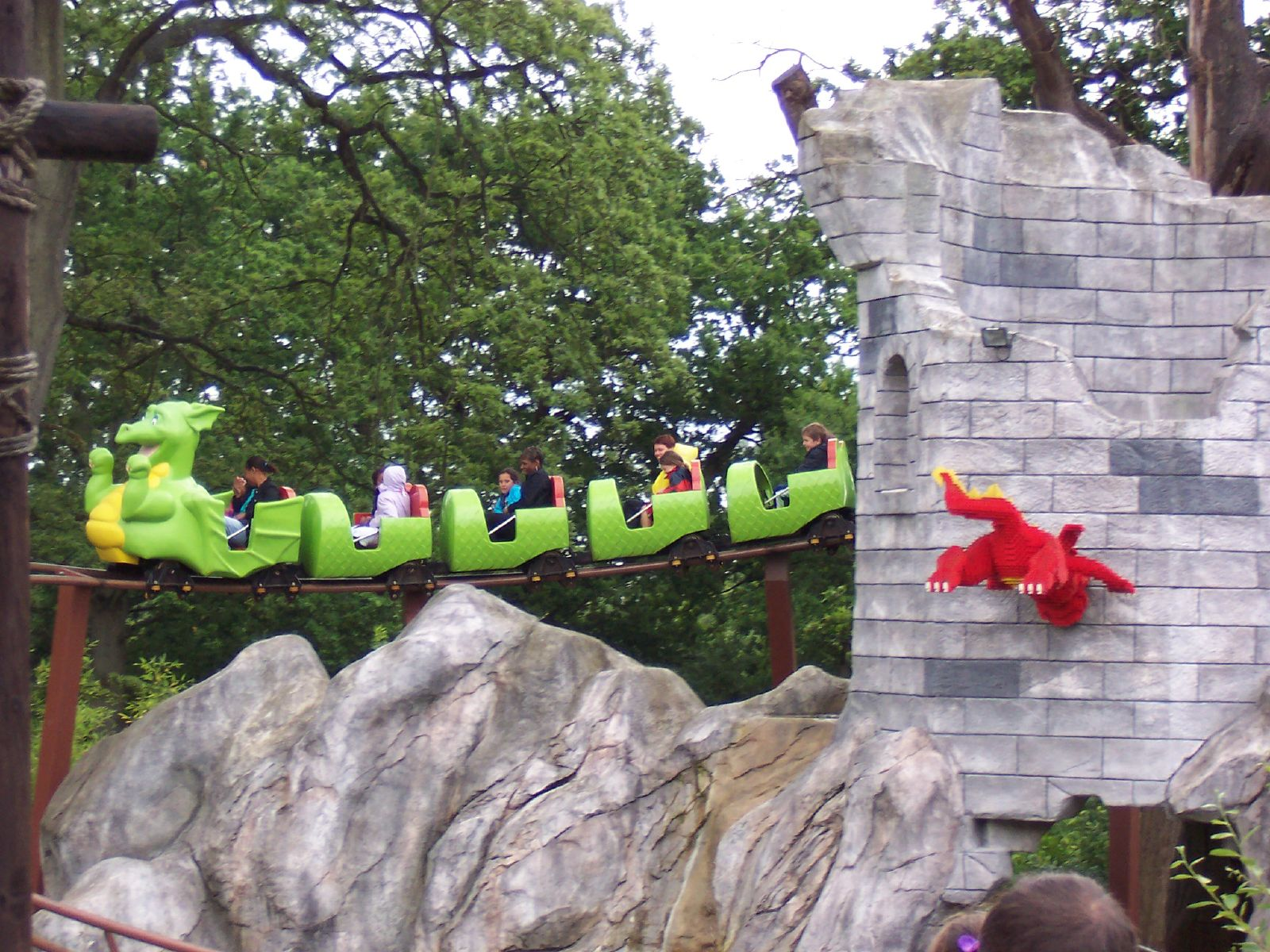
Dragon's Apprentice à Legoland Windsor
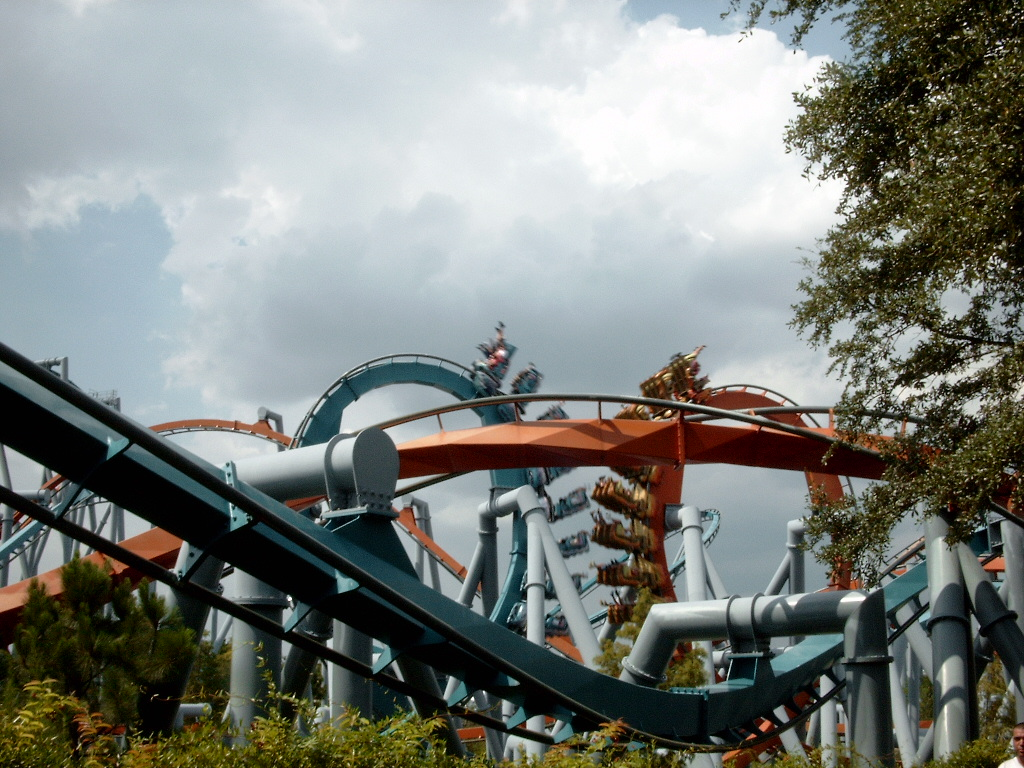
Dueling Dragons à Universal's Islands of Adventure
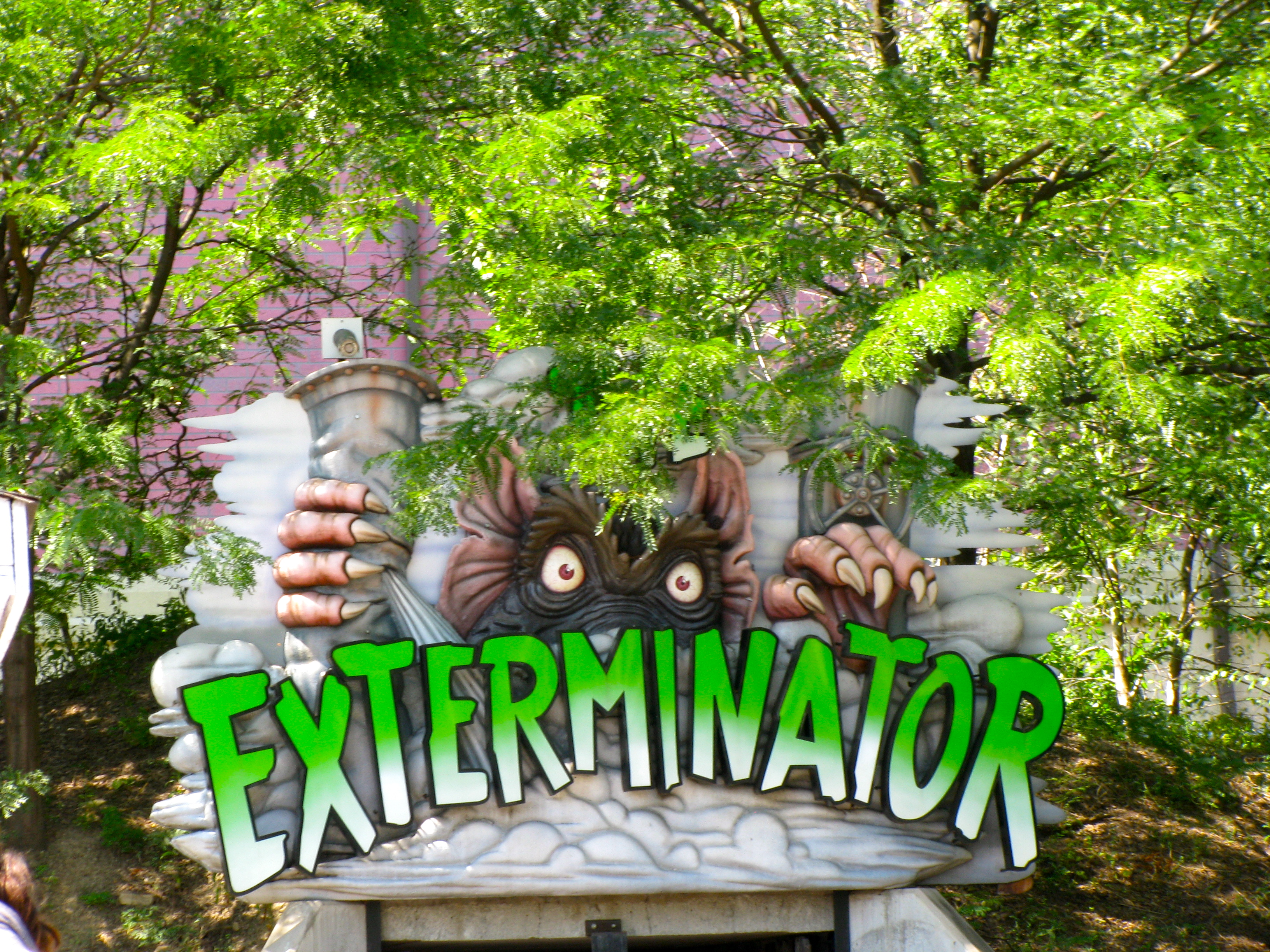
Exterminator à Kennywood
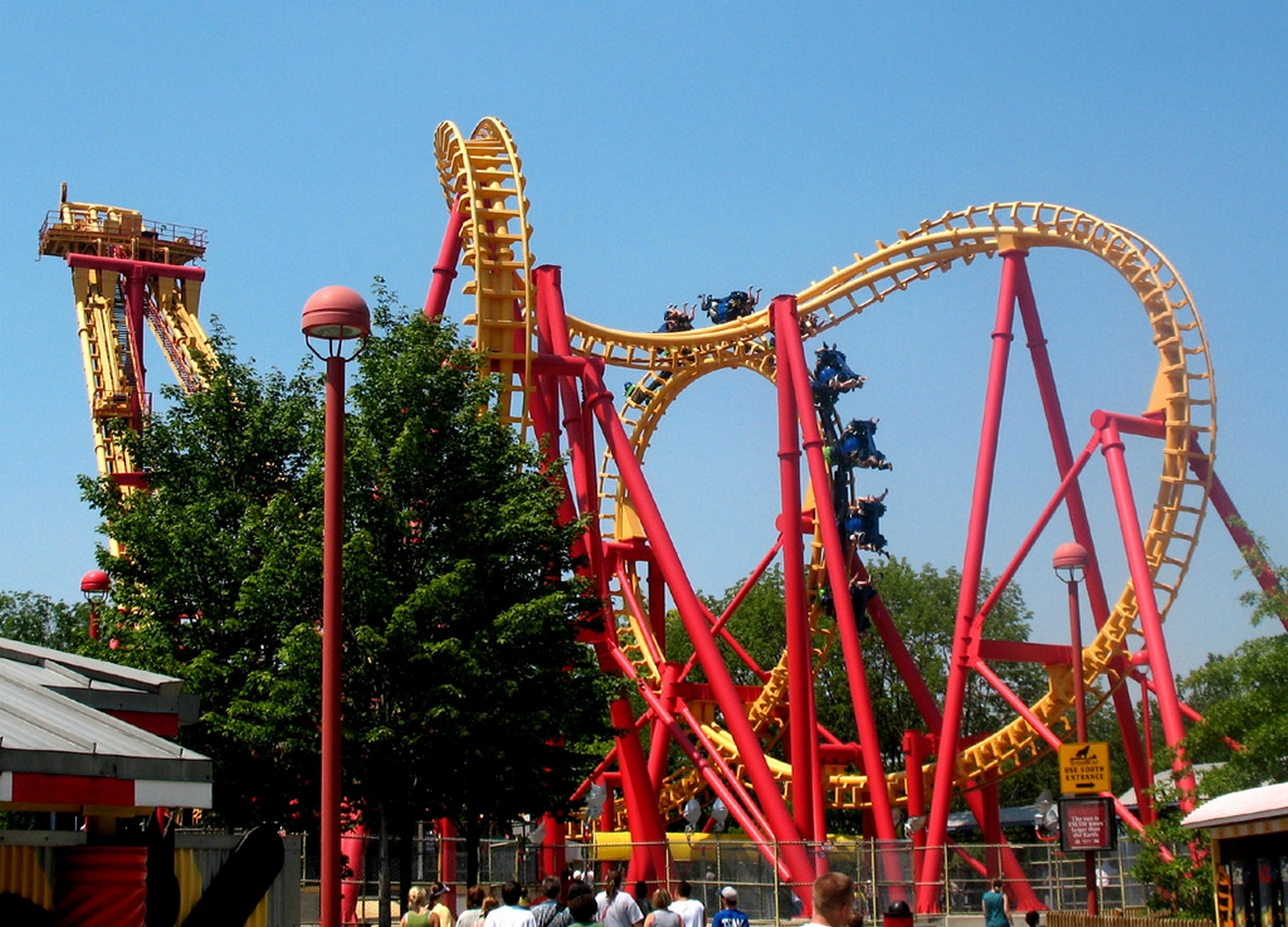
Face/Off à Paramount's Kings Island
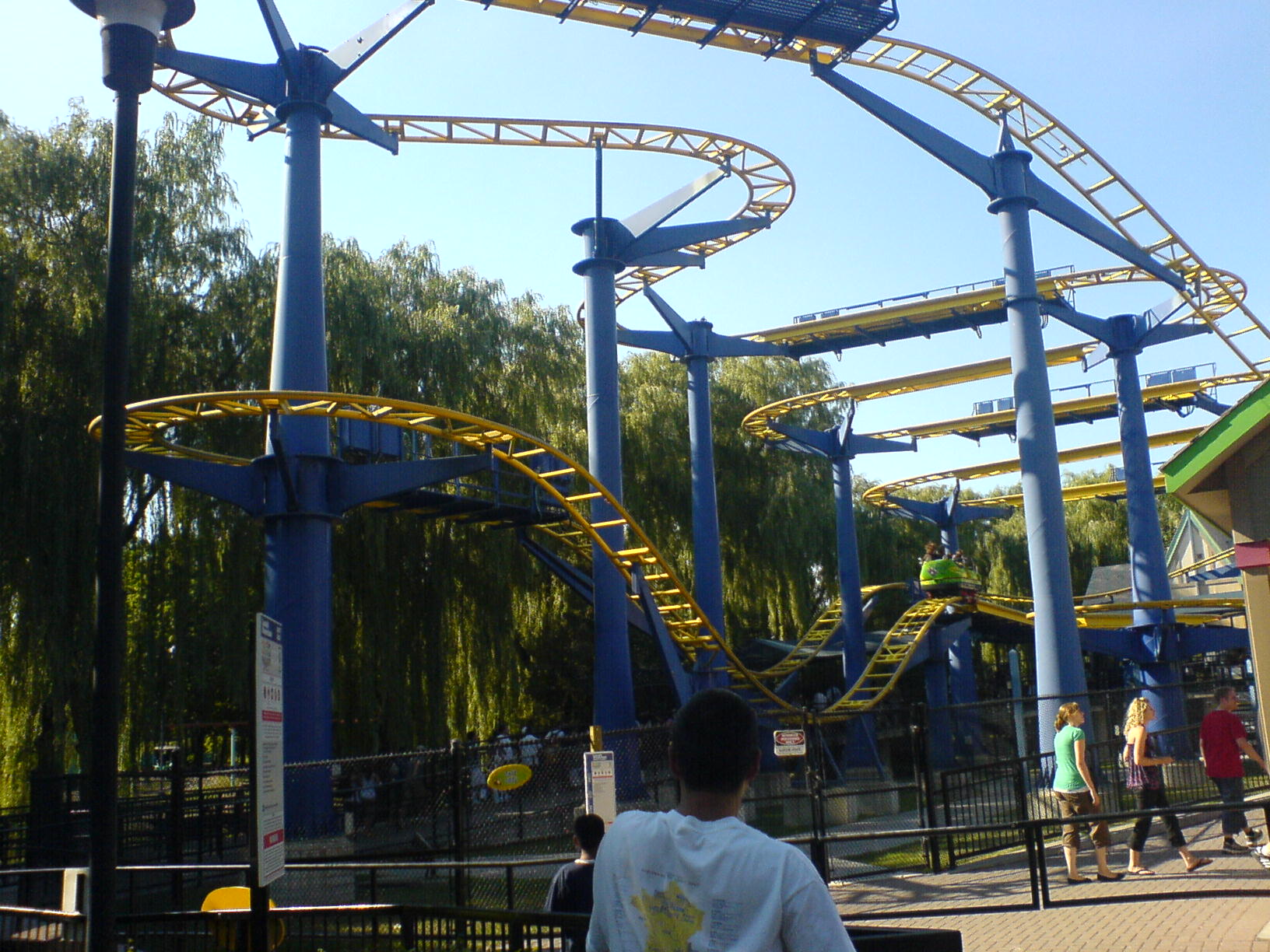
Fly à Paramount Canada's Wonderland
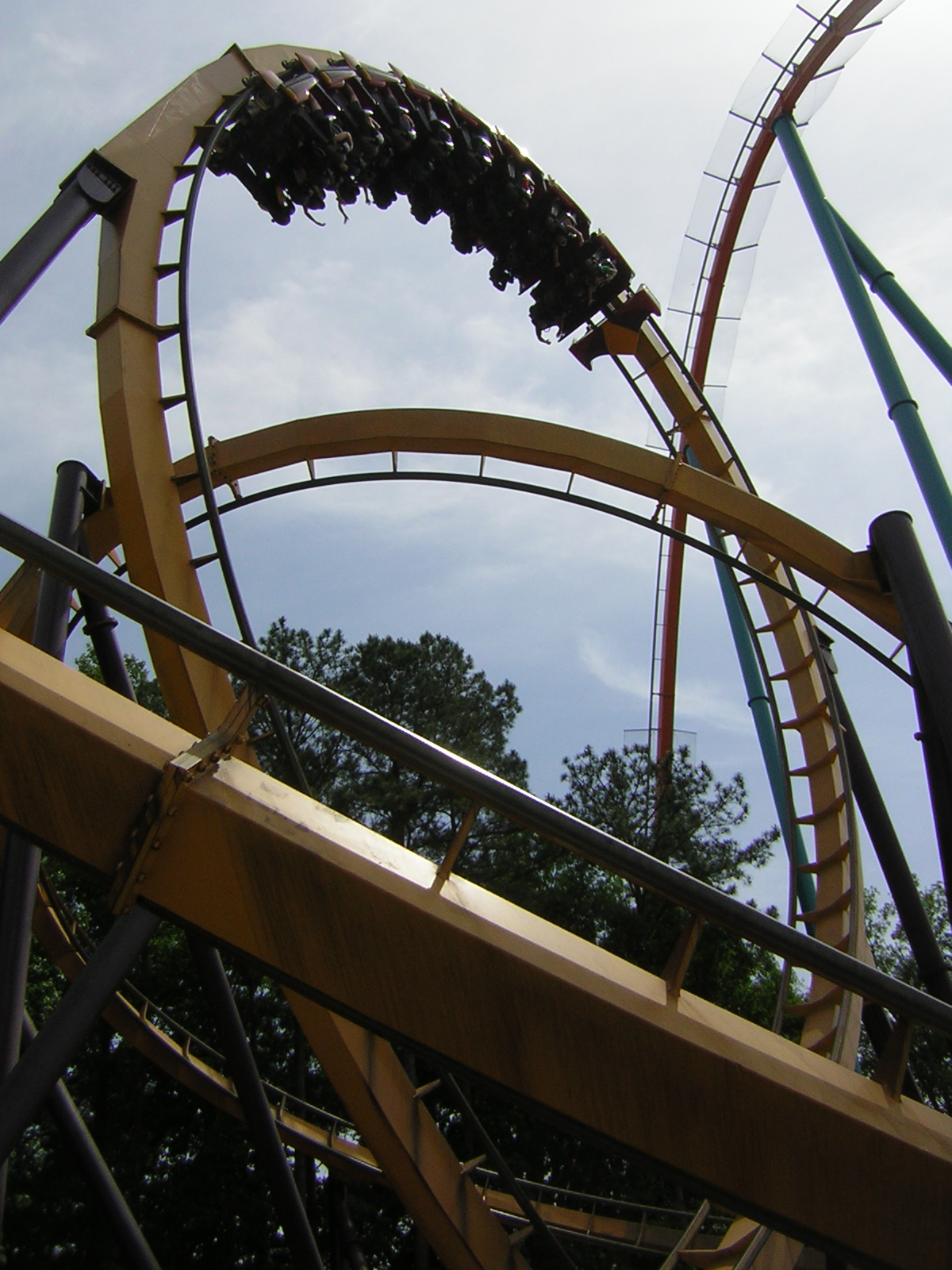
Georgia Scorcher à Six Flags Over Georgia
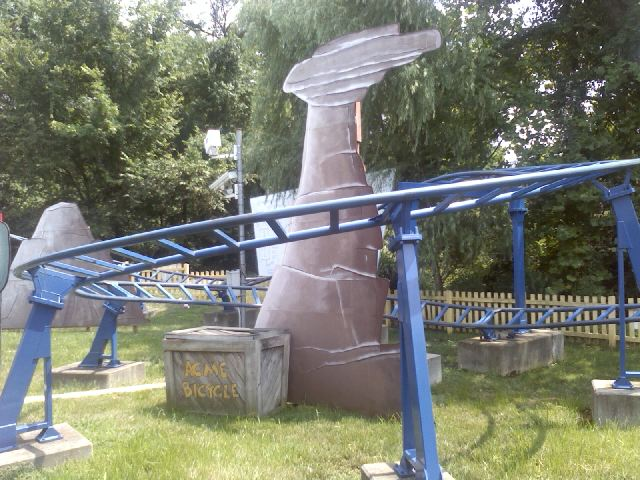
Great Chase à Six Flags America
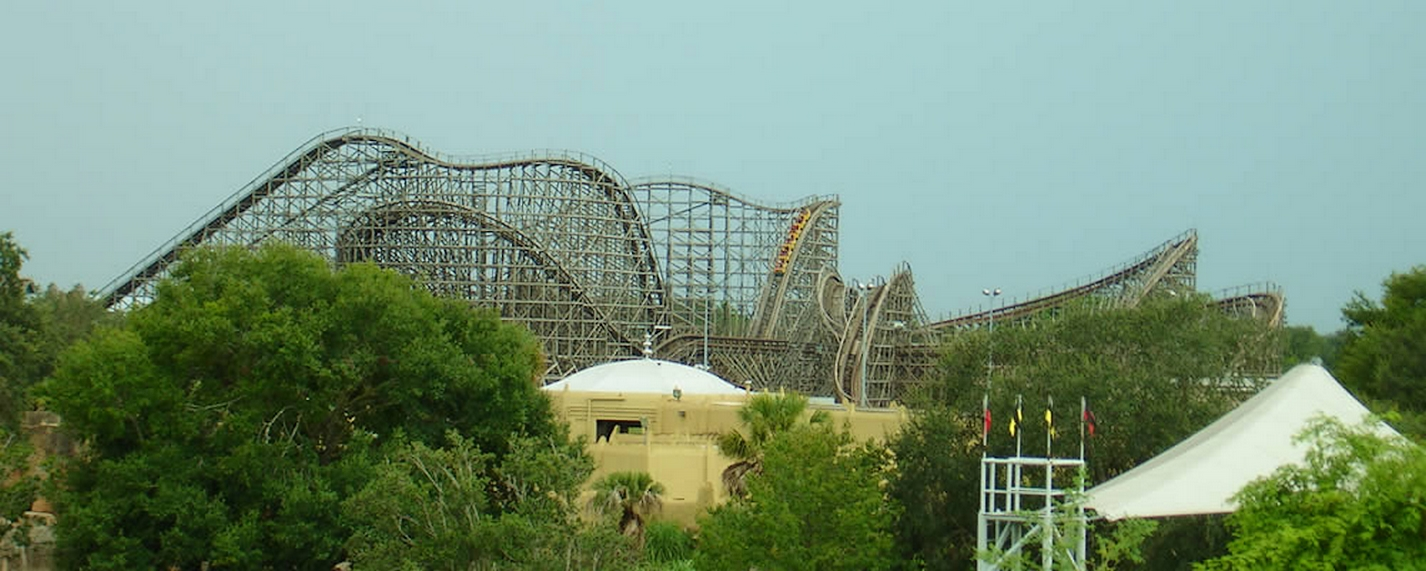
Gwazi à Busch Gardens Tampa
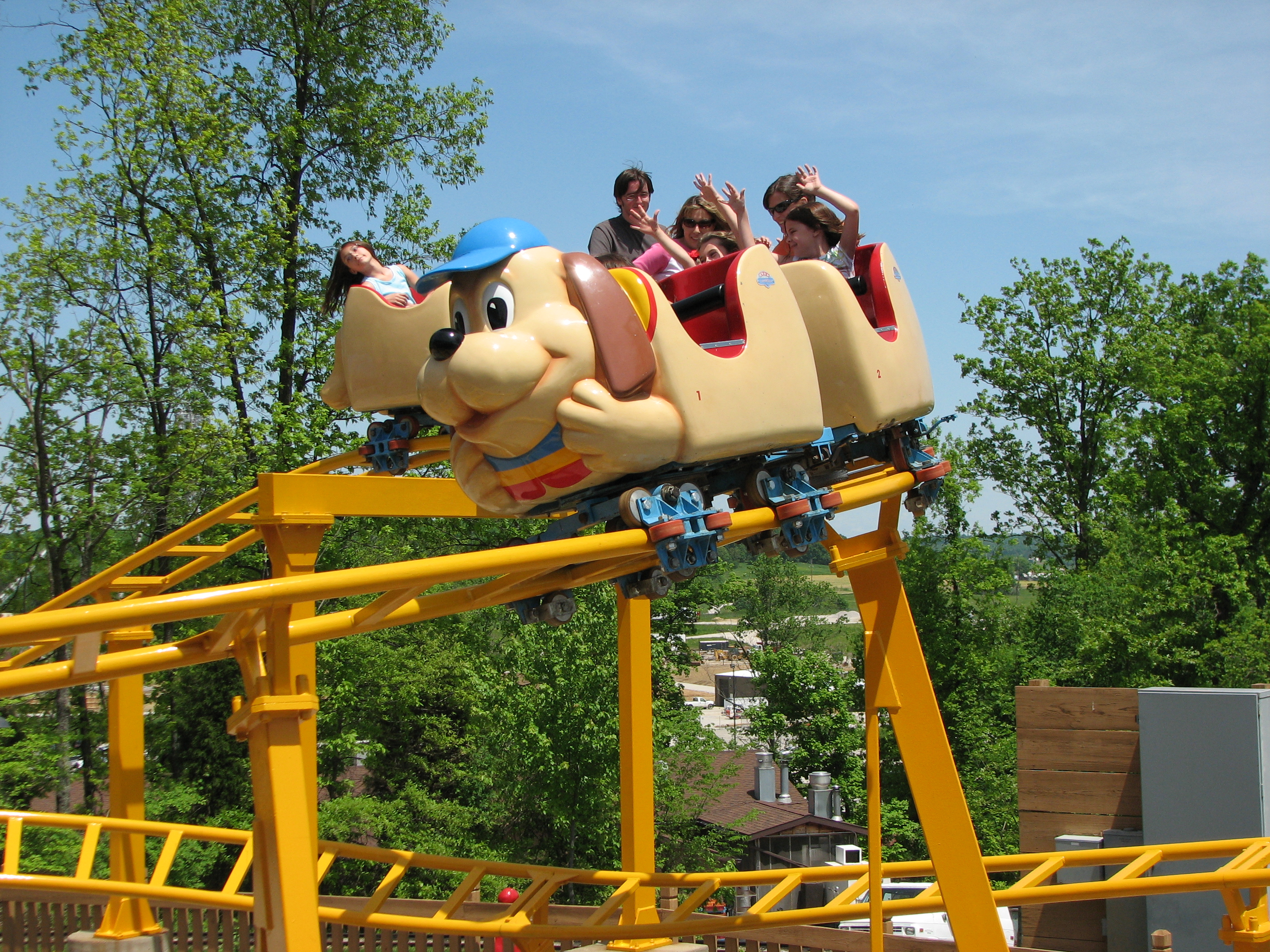
Howler
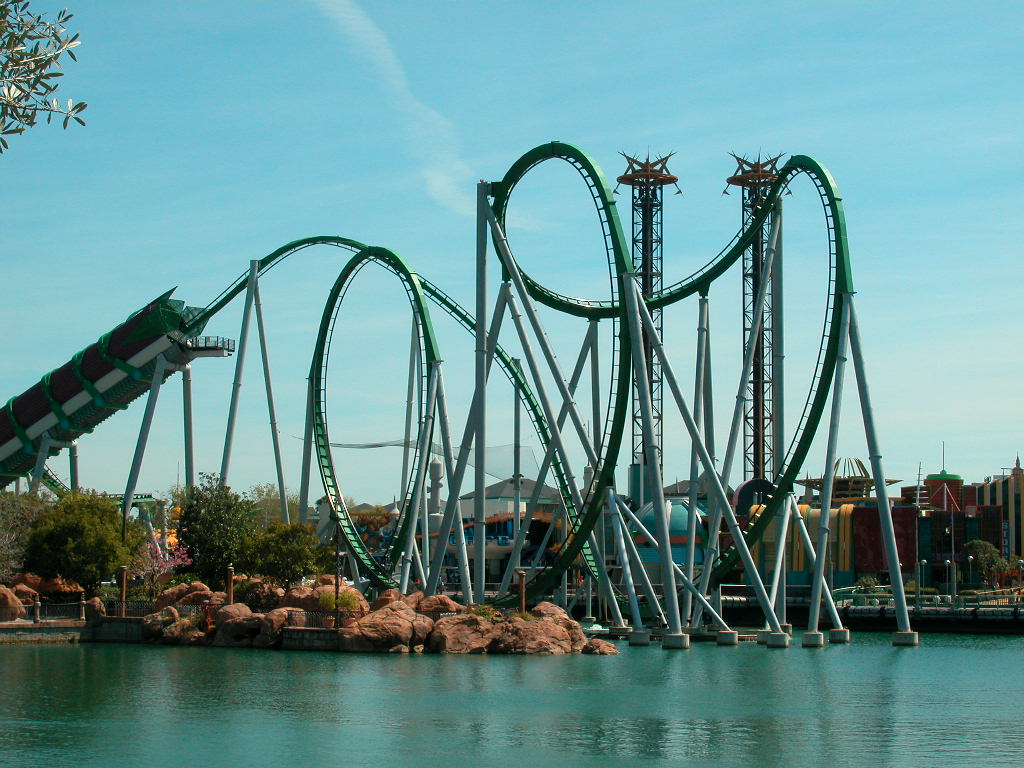
Incredible Hulk Coaster à Universal's Islands of Adventure
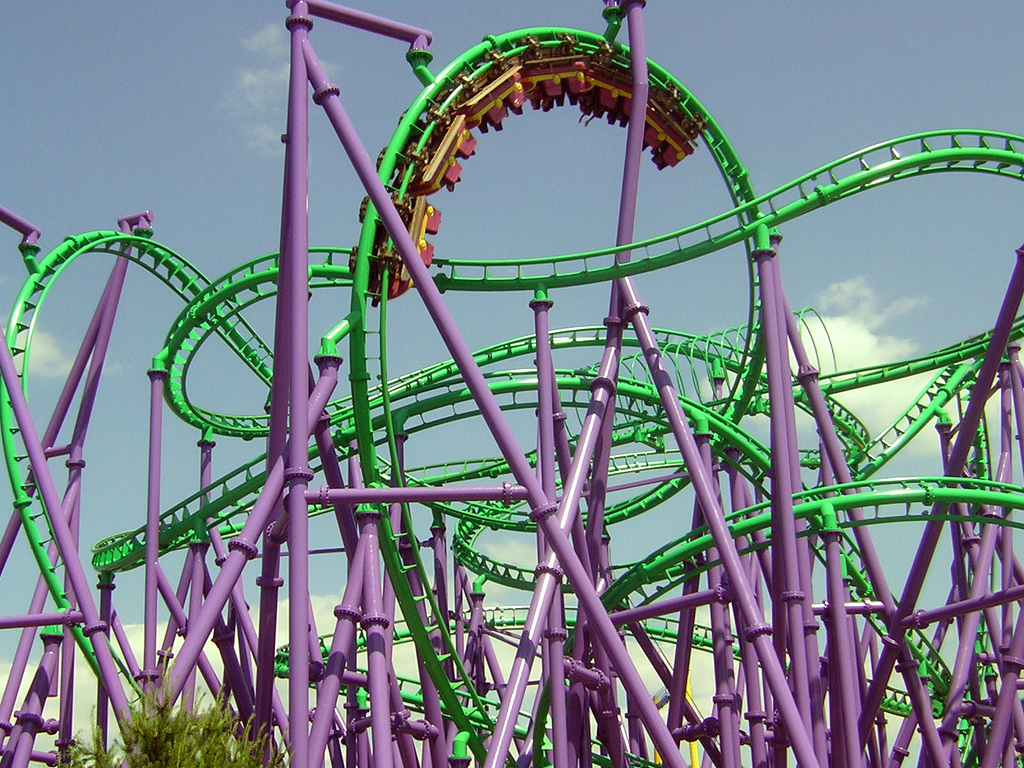
The Joker's Jinx à Six Flags America
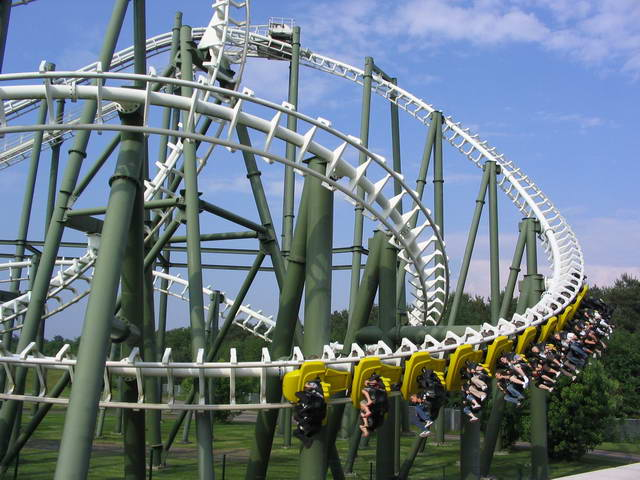
Limit à Heide Park
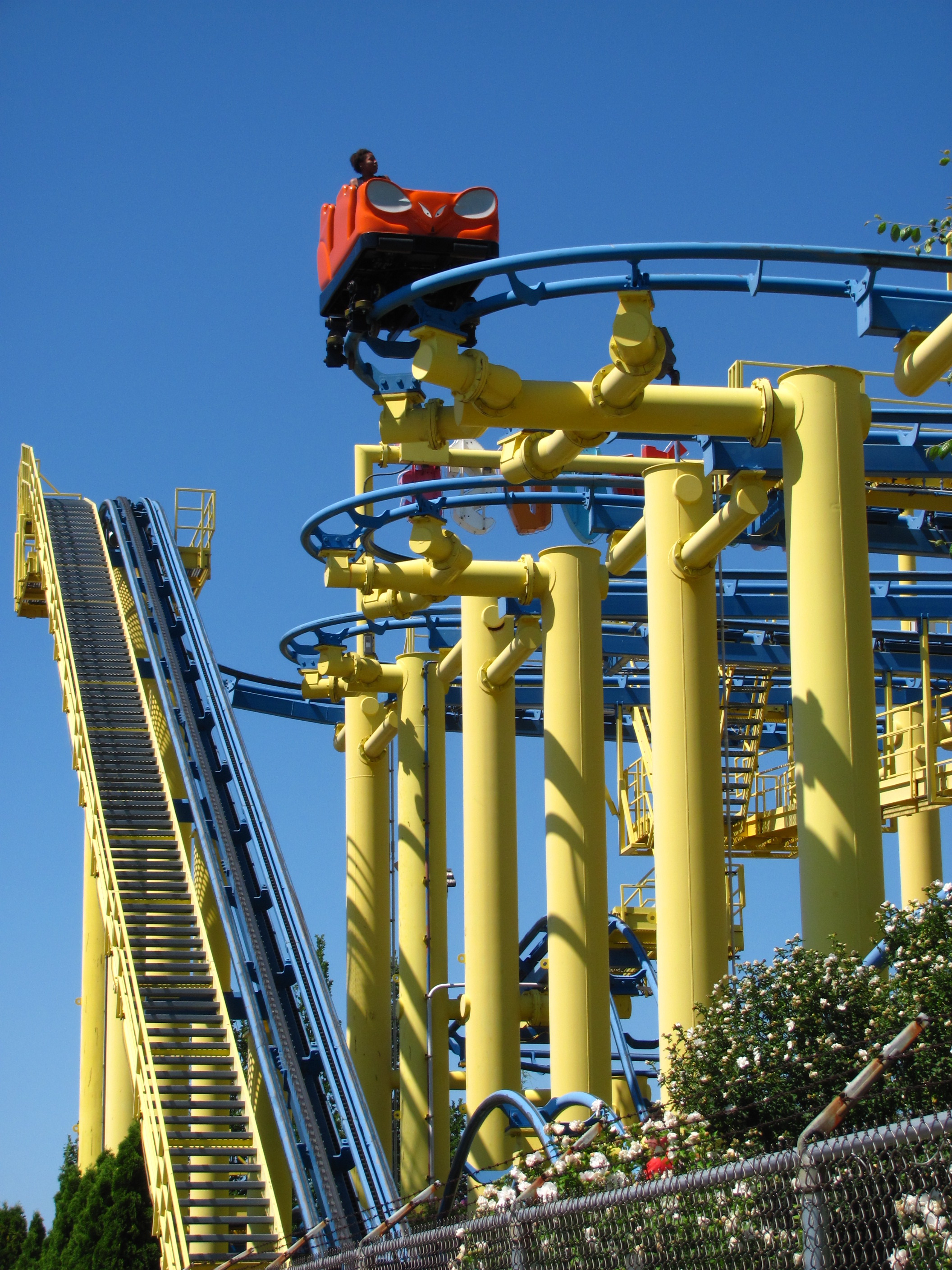
Mad Mouse à Michigan's Adventure
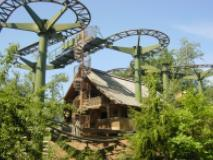
Matterhorn-Blitz à Europa-Park
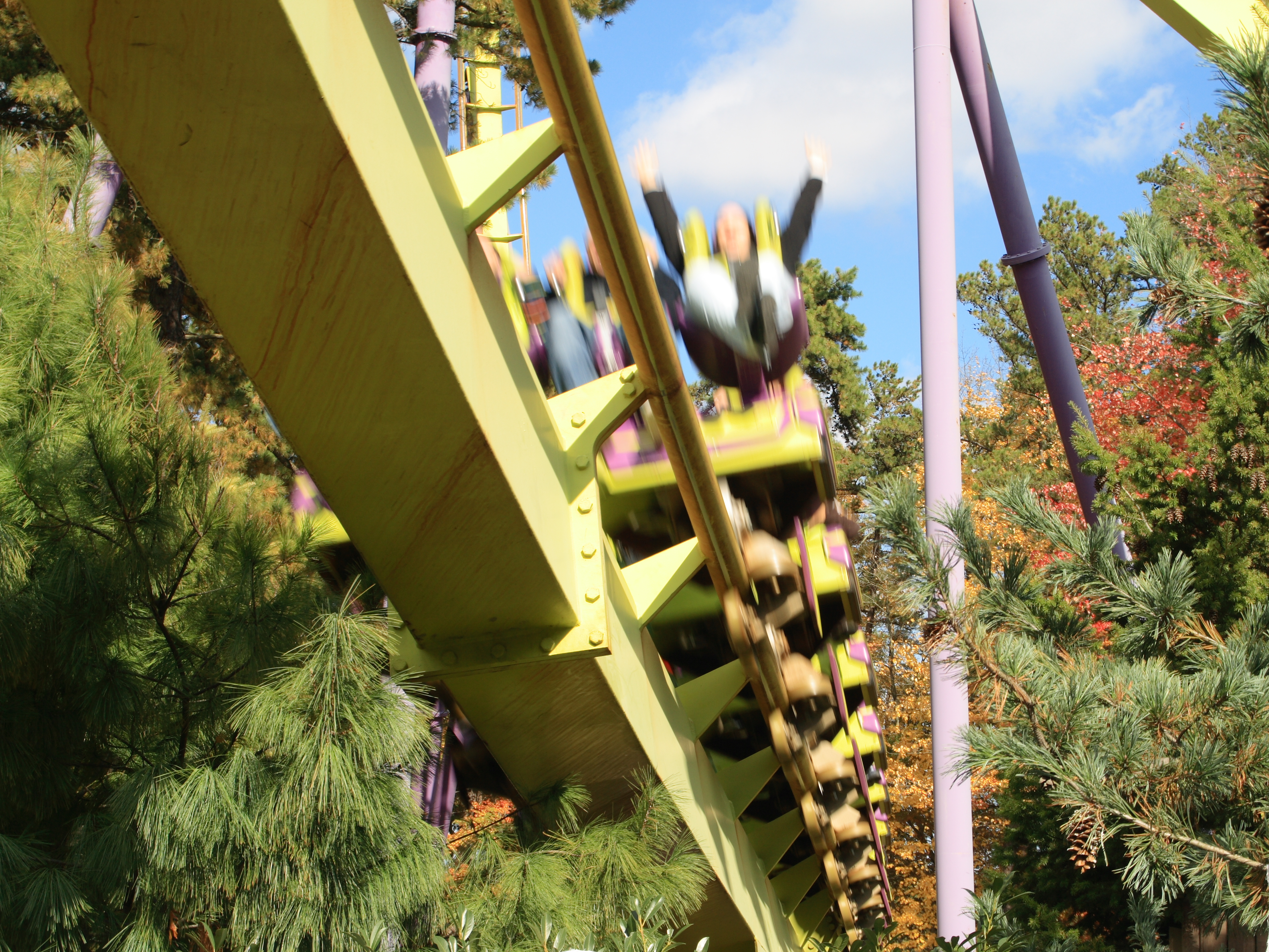
Medusa à Six Flags Great Adventure
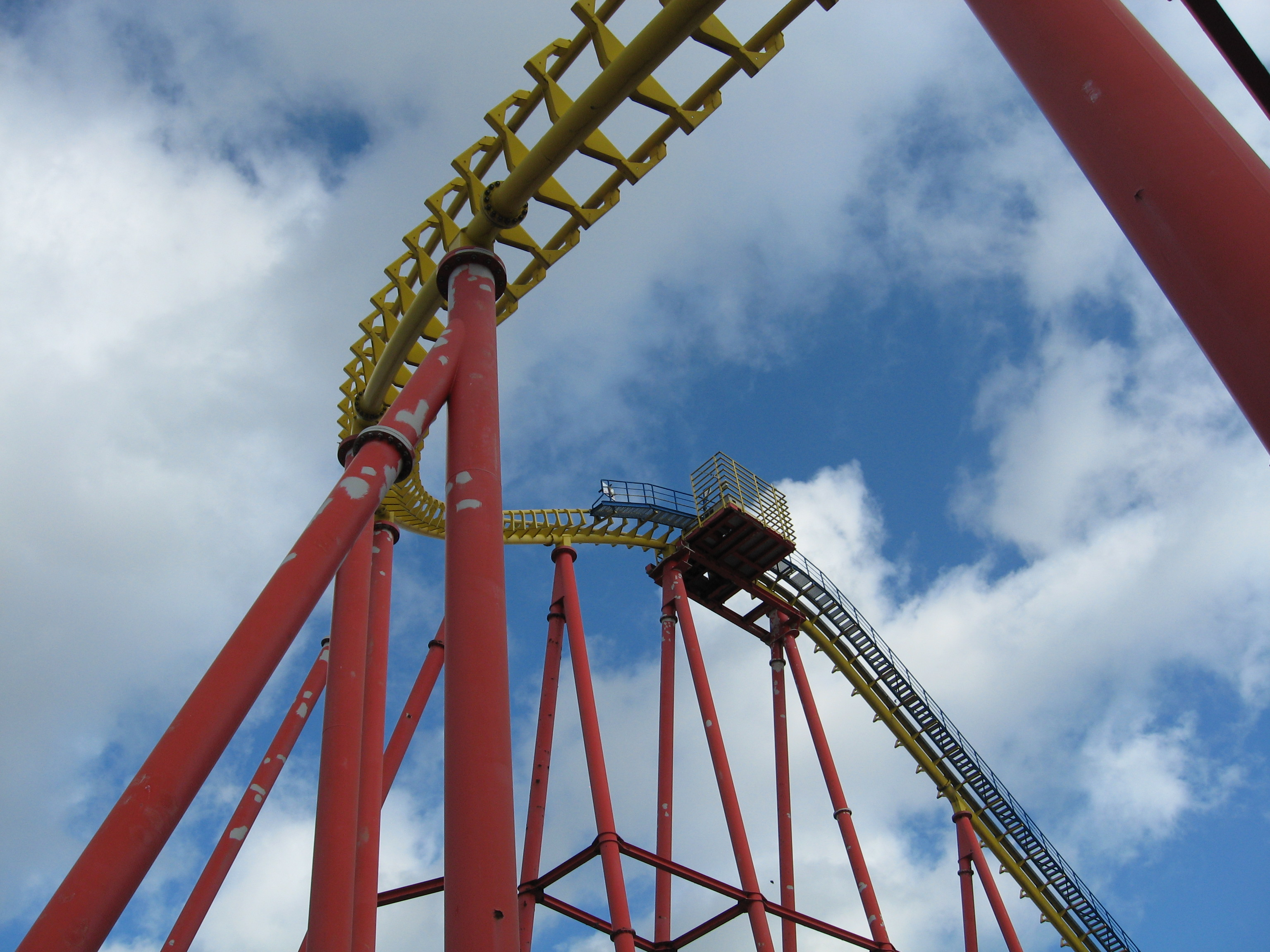
Millennium Roller Coaster à Fantasy Island
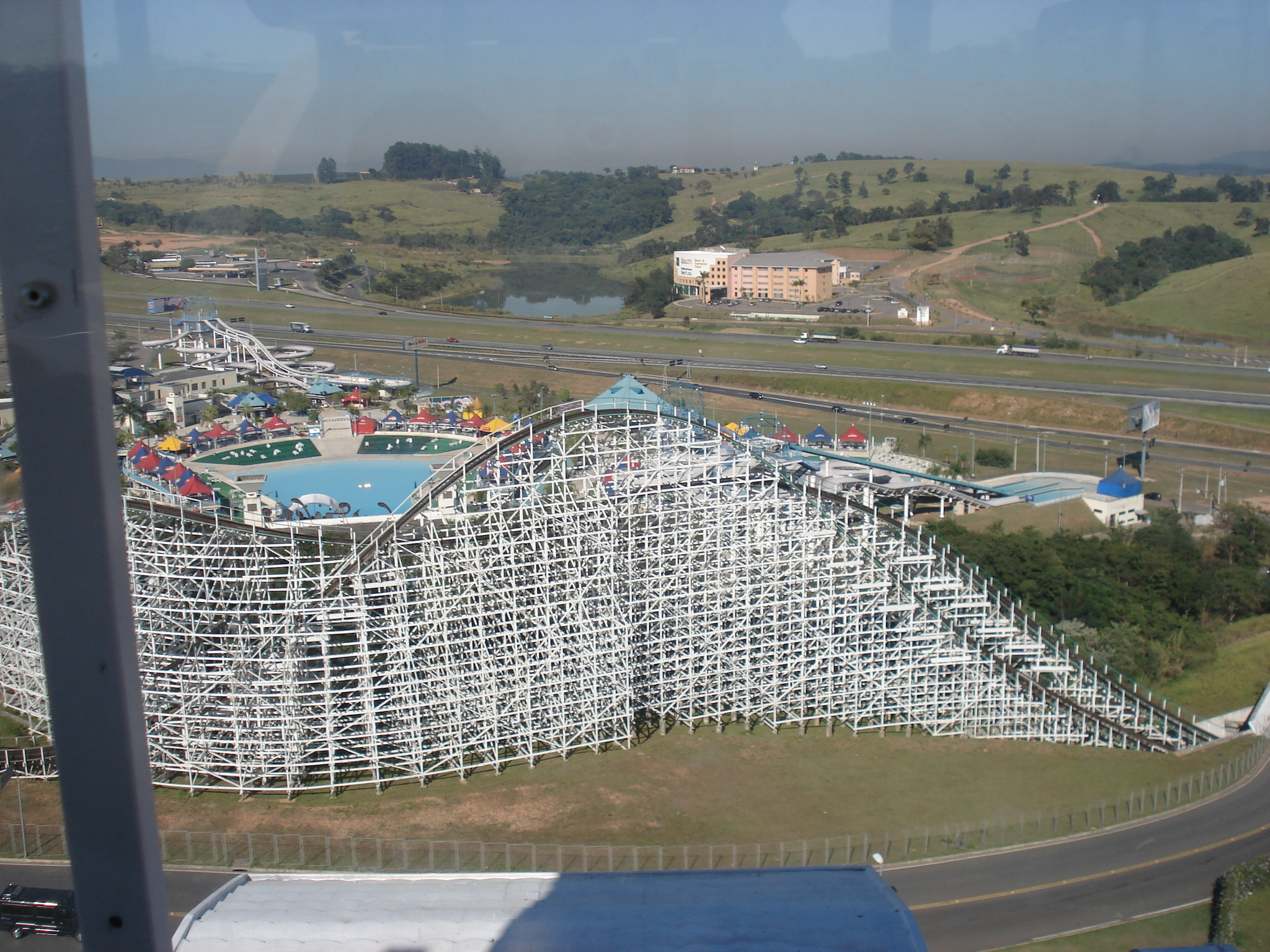
Montezum à Hopi Hari
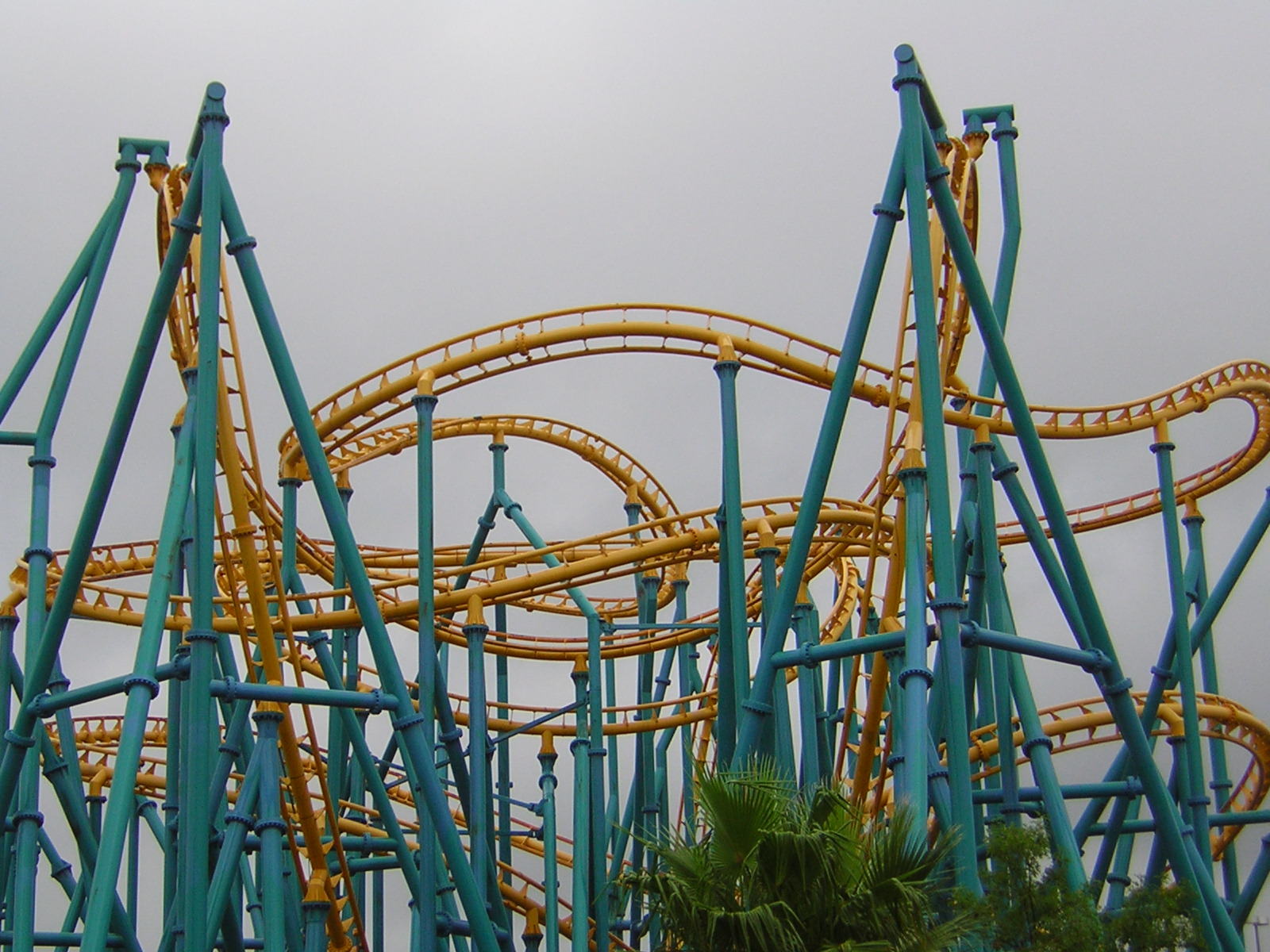
Poltergeist à Six Flags Fiesta Texas
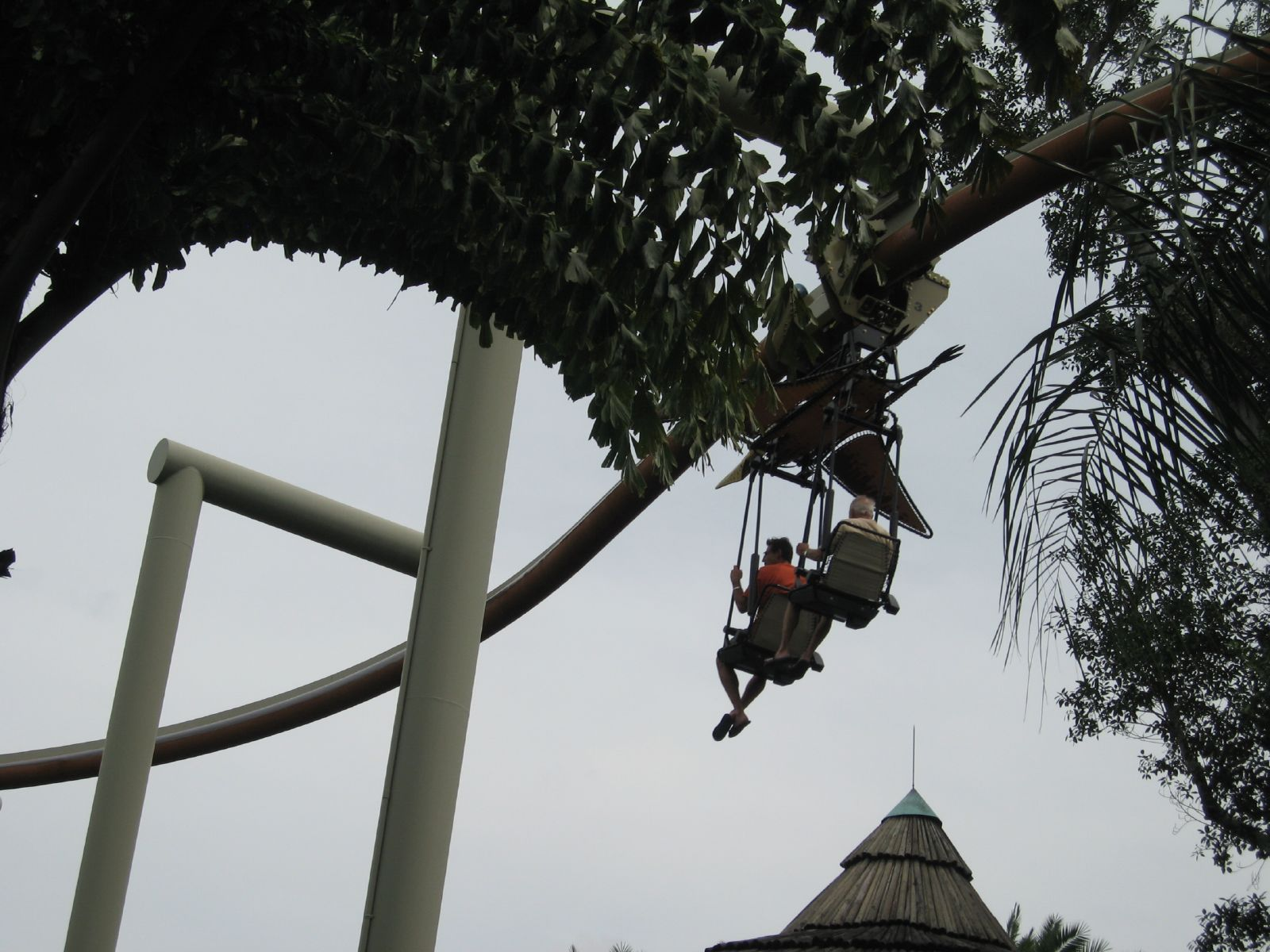
Pteranodon Flyers à Universal's Islands of Adventure
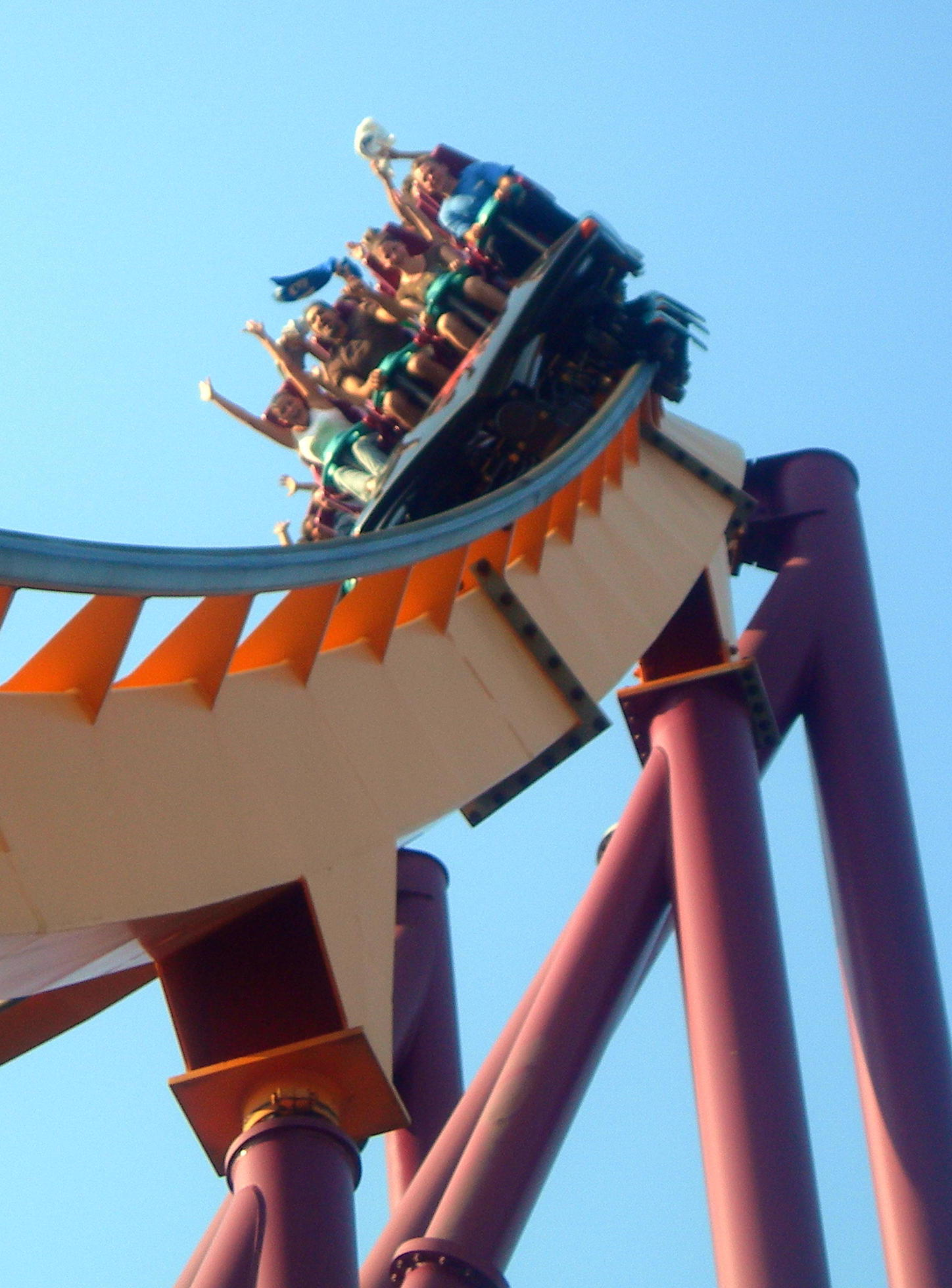
Raging Bull à Six Flags Great America
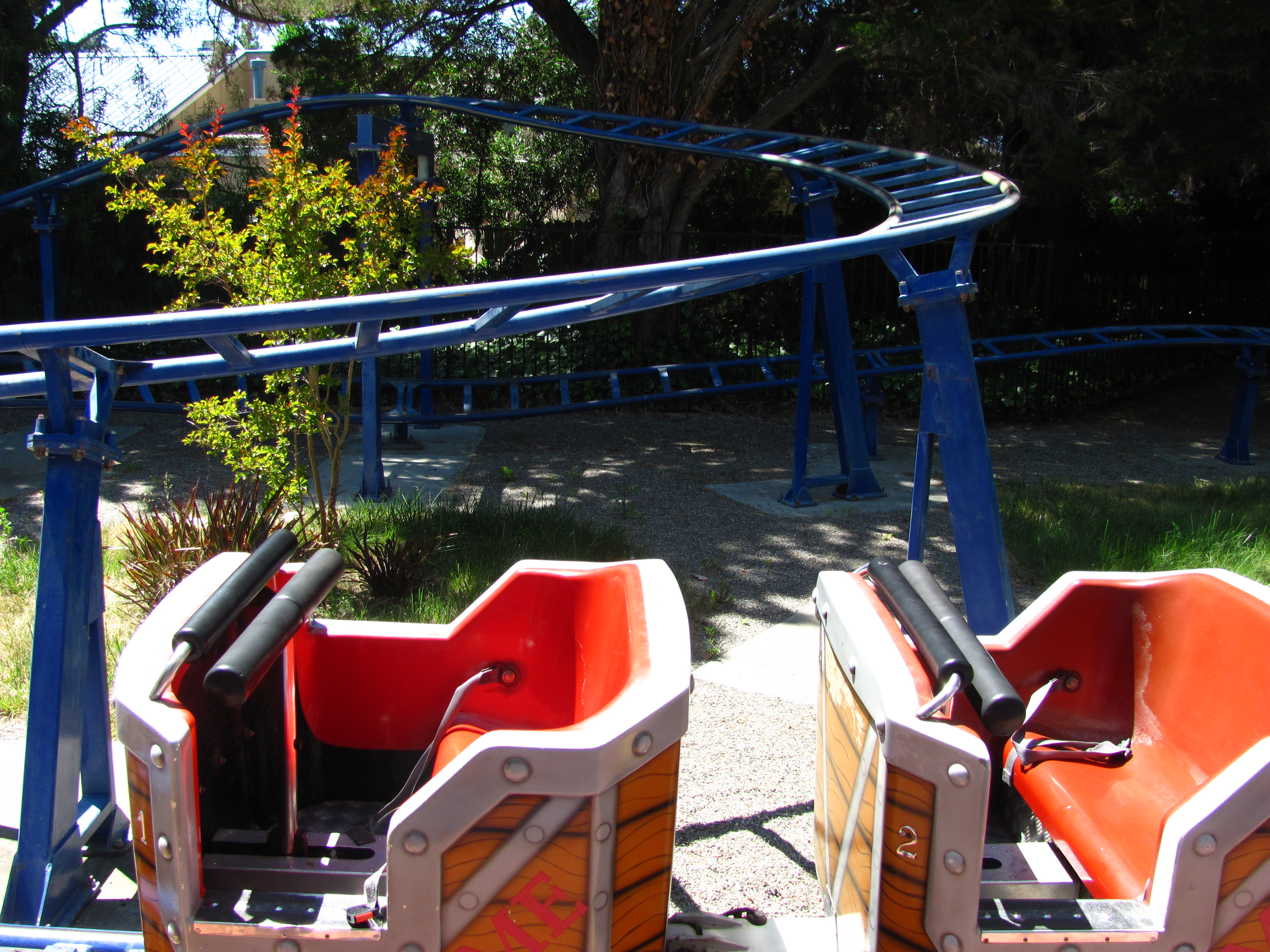
Roadrunner Express à Six Flags Marine World
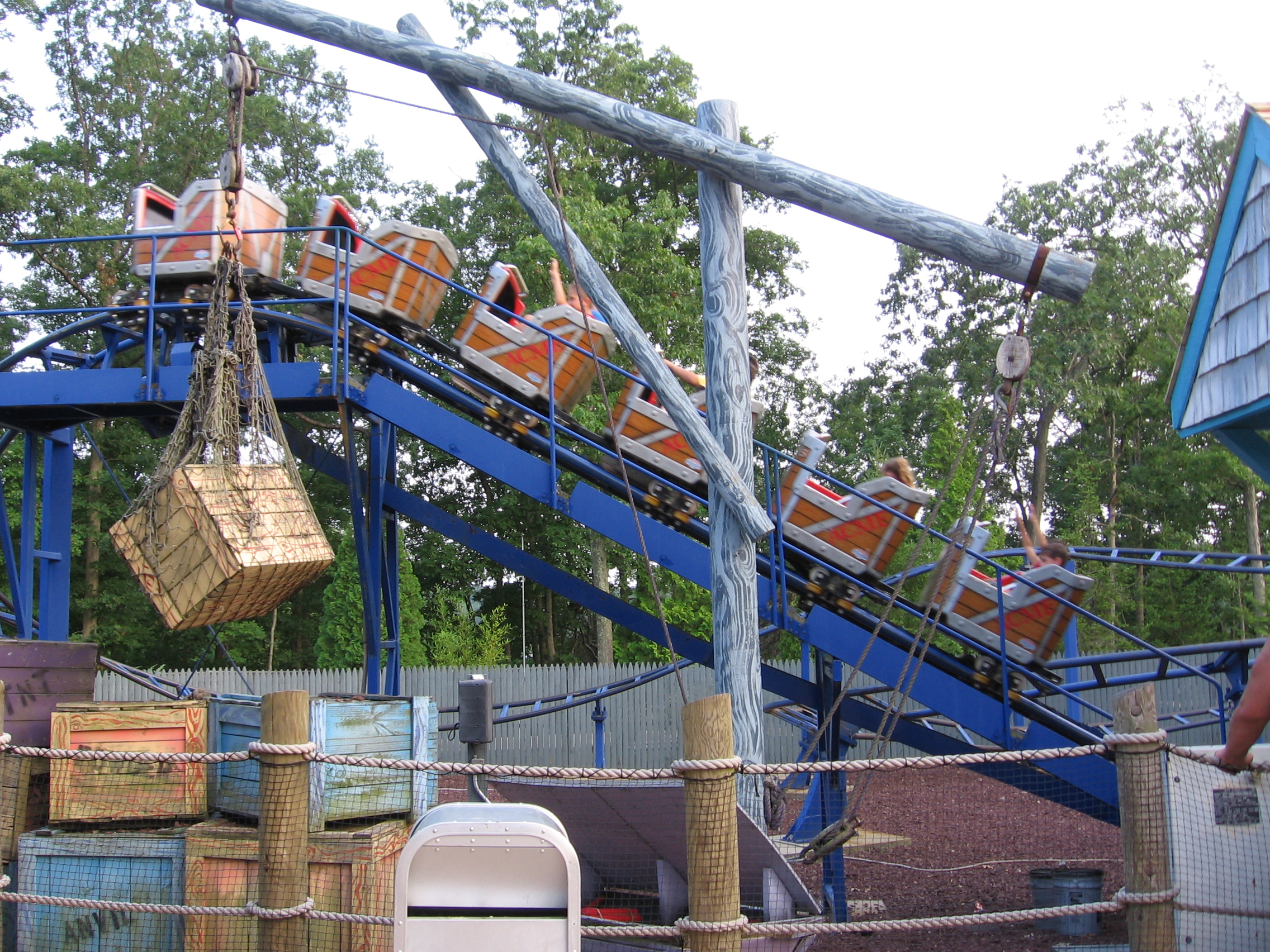
Road Runner Railway à Six Flags Great Adventure
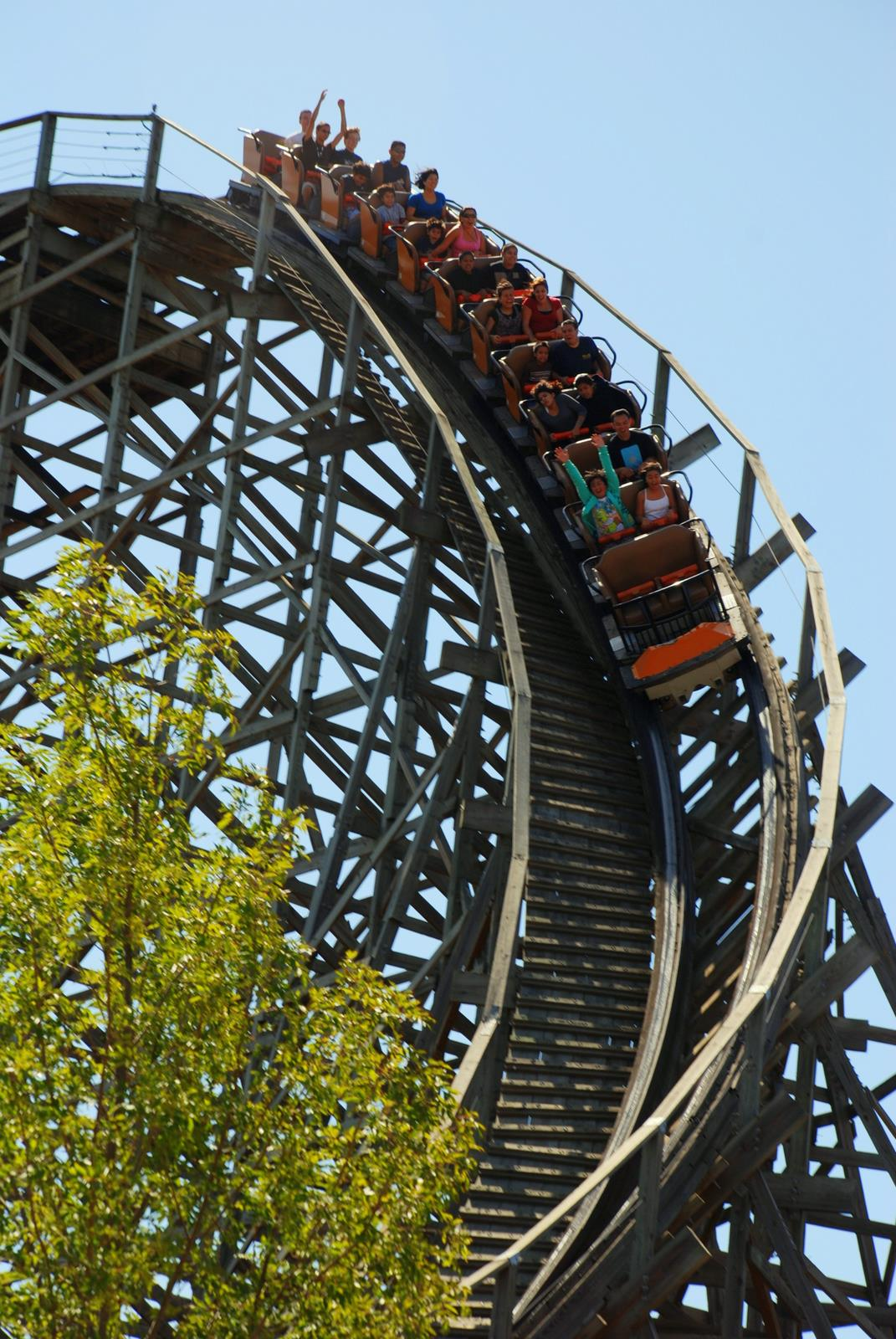
Roar à Six Flags Marine World
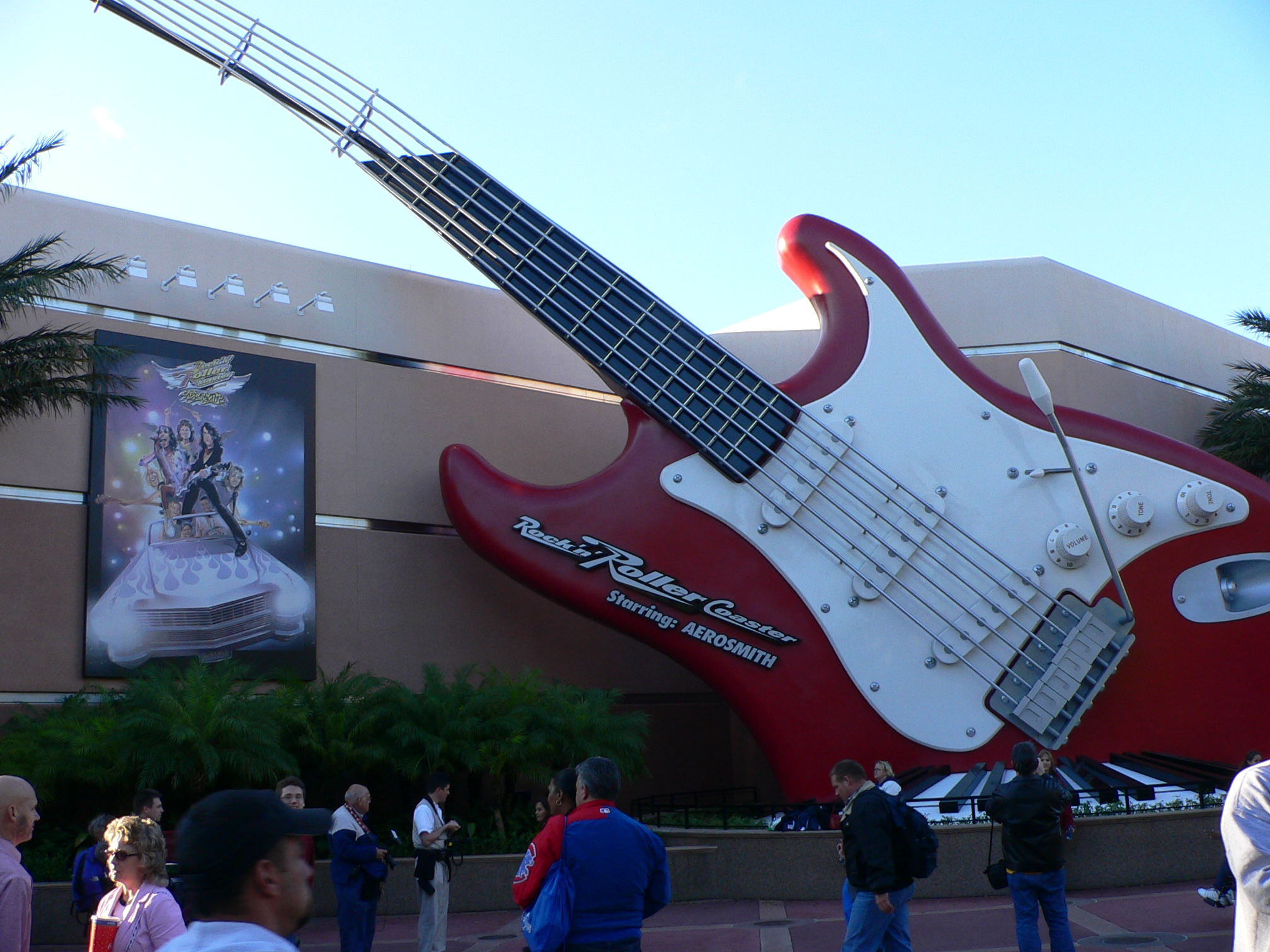
Rock 'n' Roller Coaster à Disney-MGM Studios
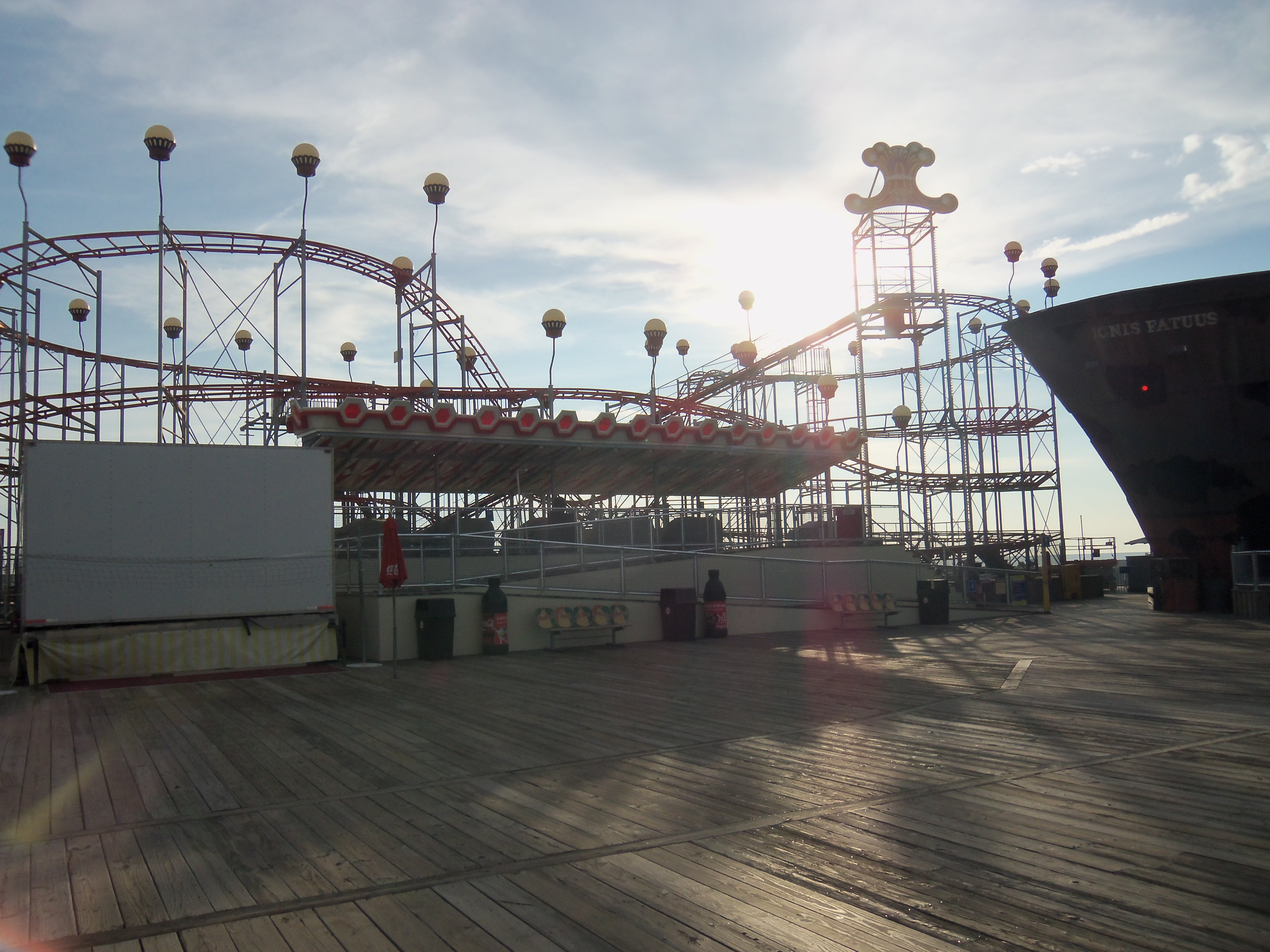
Rollies Coaster à Morey's Piers
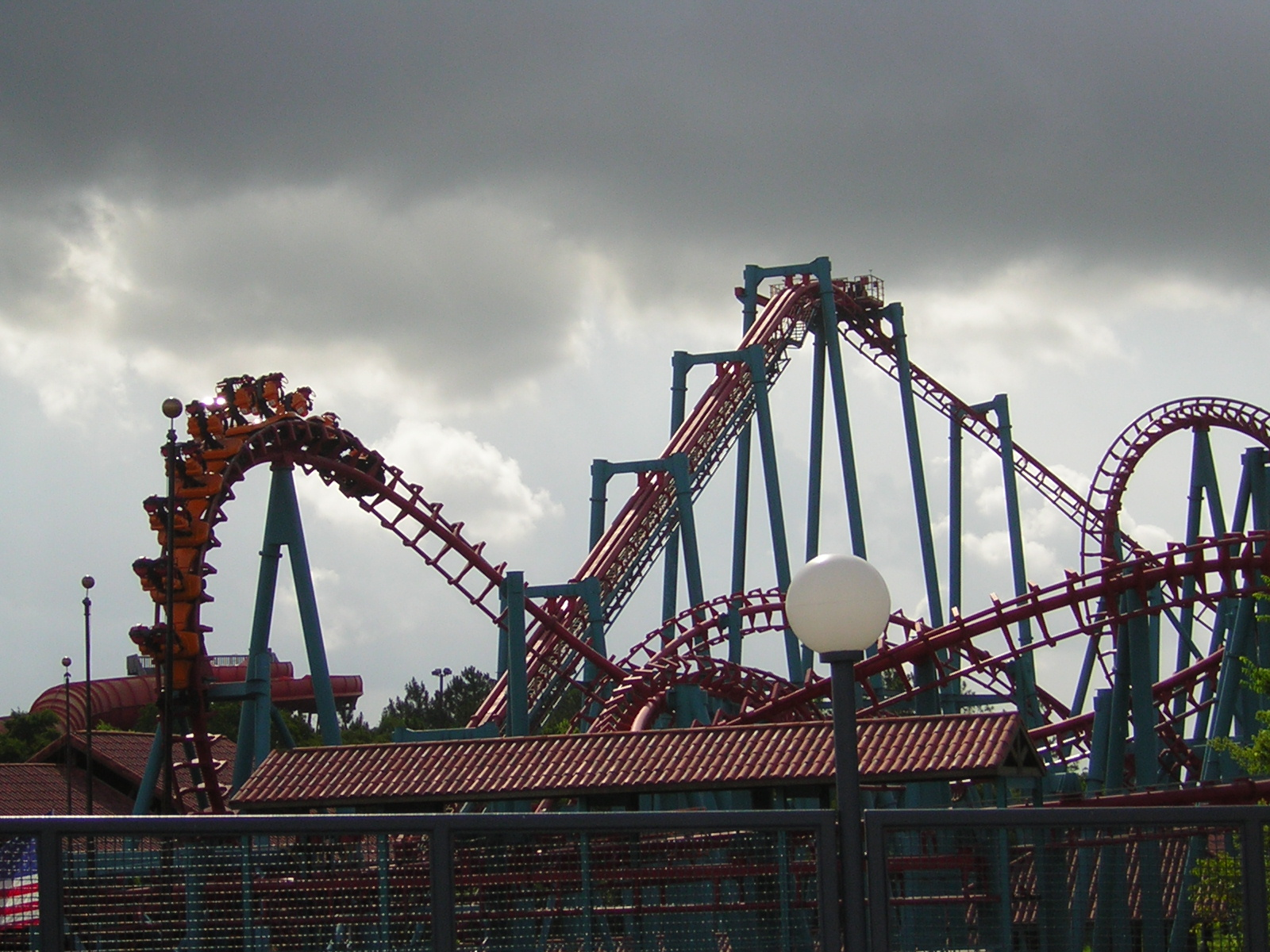
Serial Thriller à Six Flags Astroworld
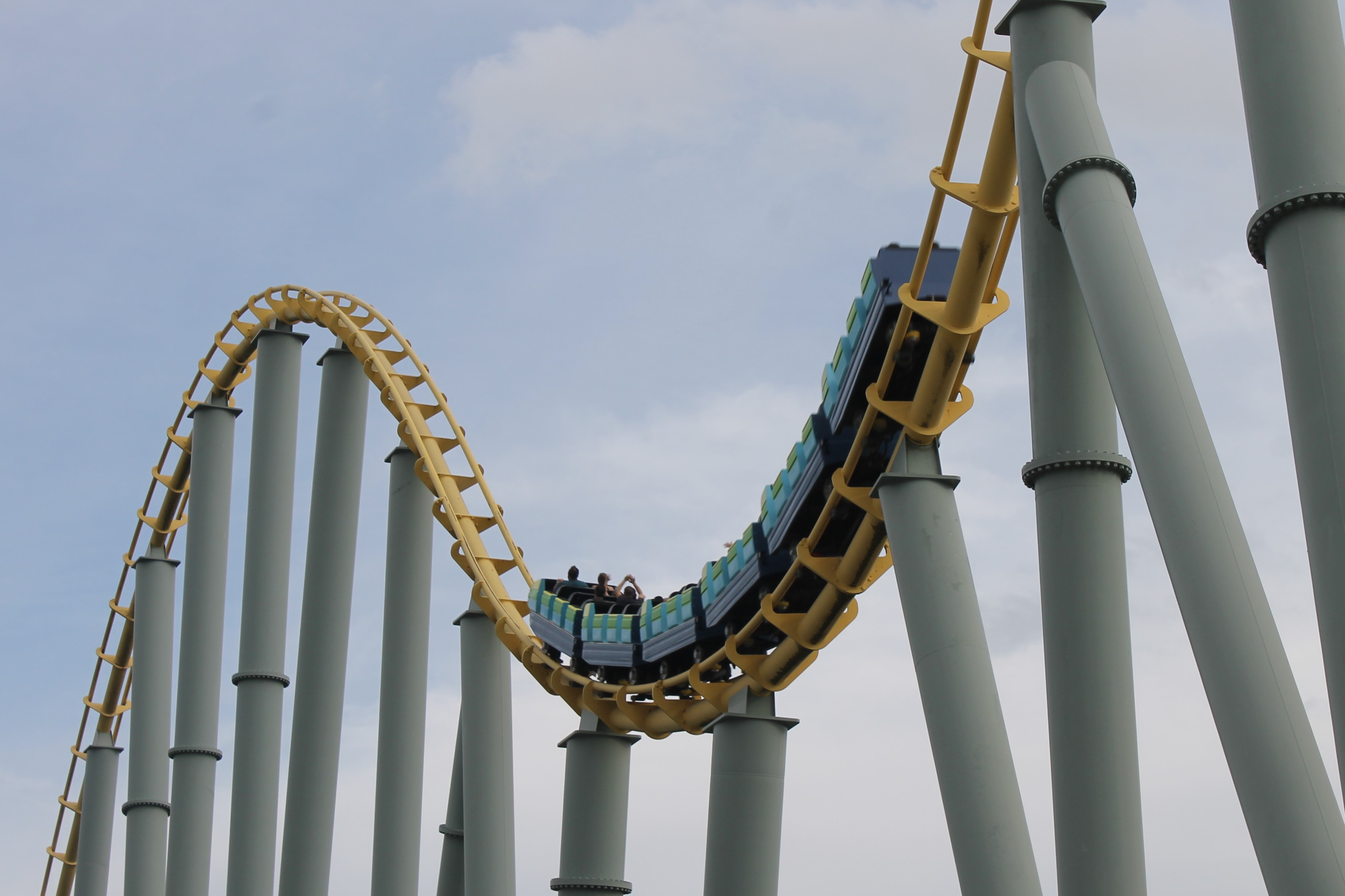
Steel Eel à SeaWorld San Antonio
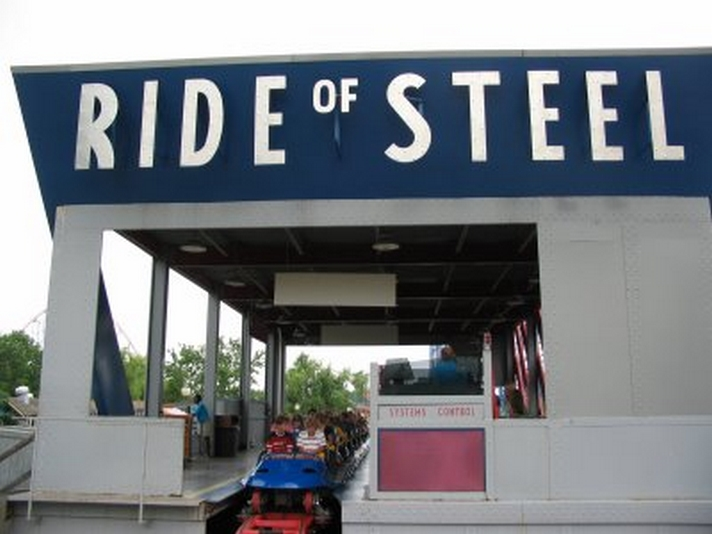
Superman - Ride of Steel à Six Flags Darien Lake
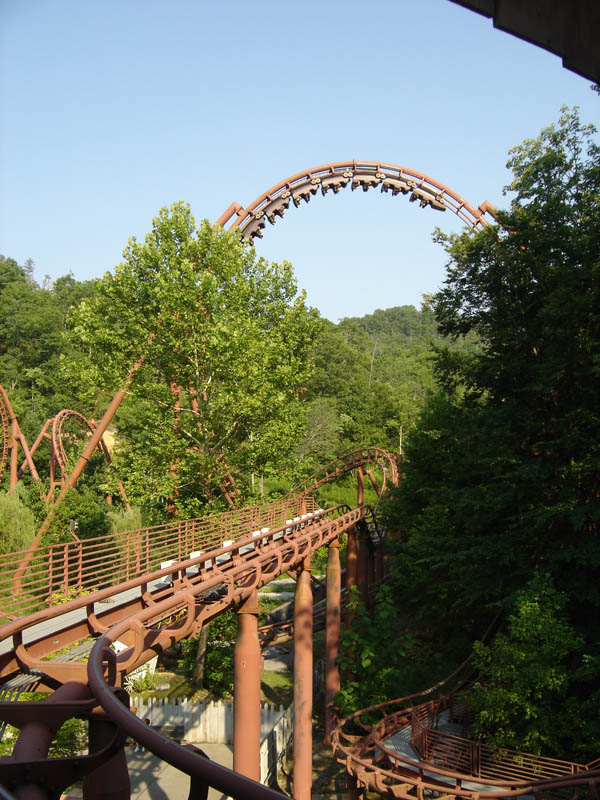
Tennessee Tornado à Dollywood
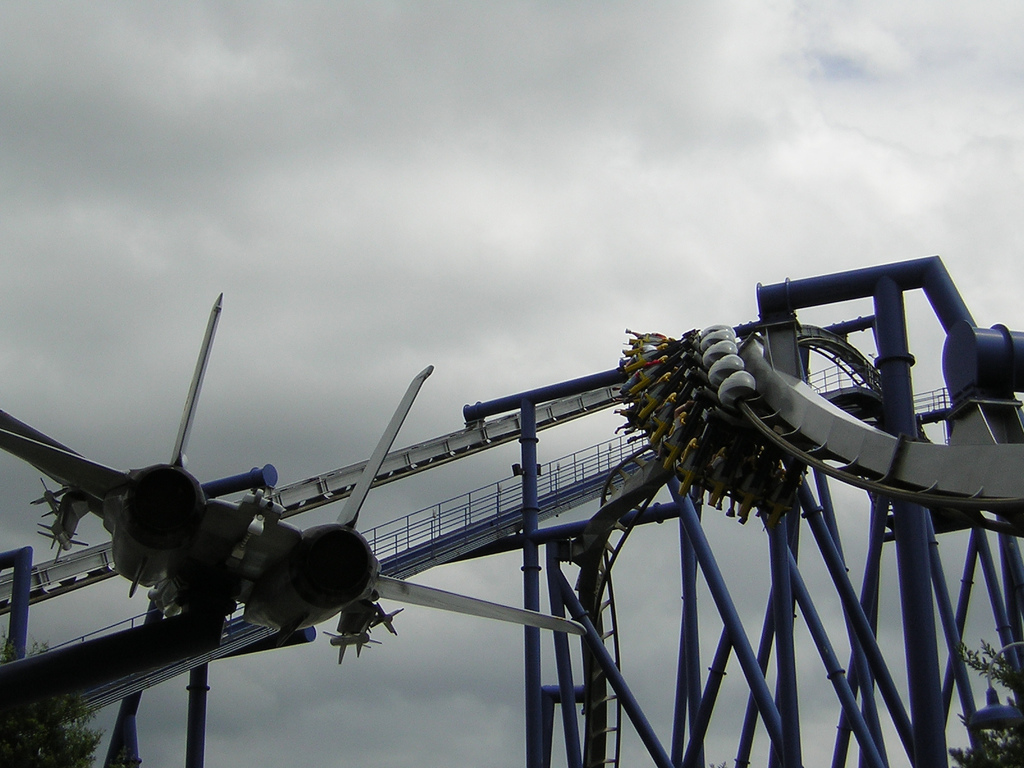
Top Gun - The Jet Coaster à Paramount's Carowinds
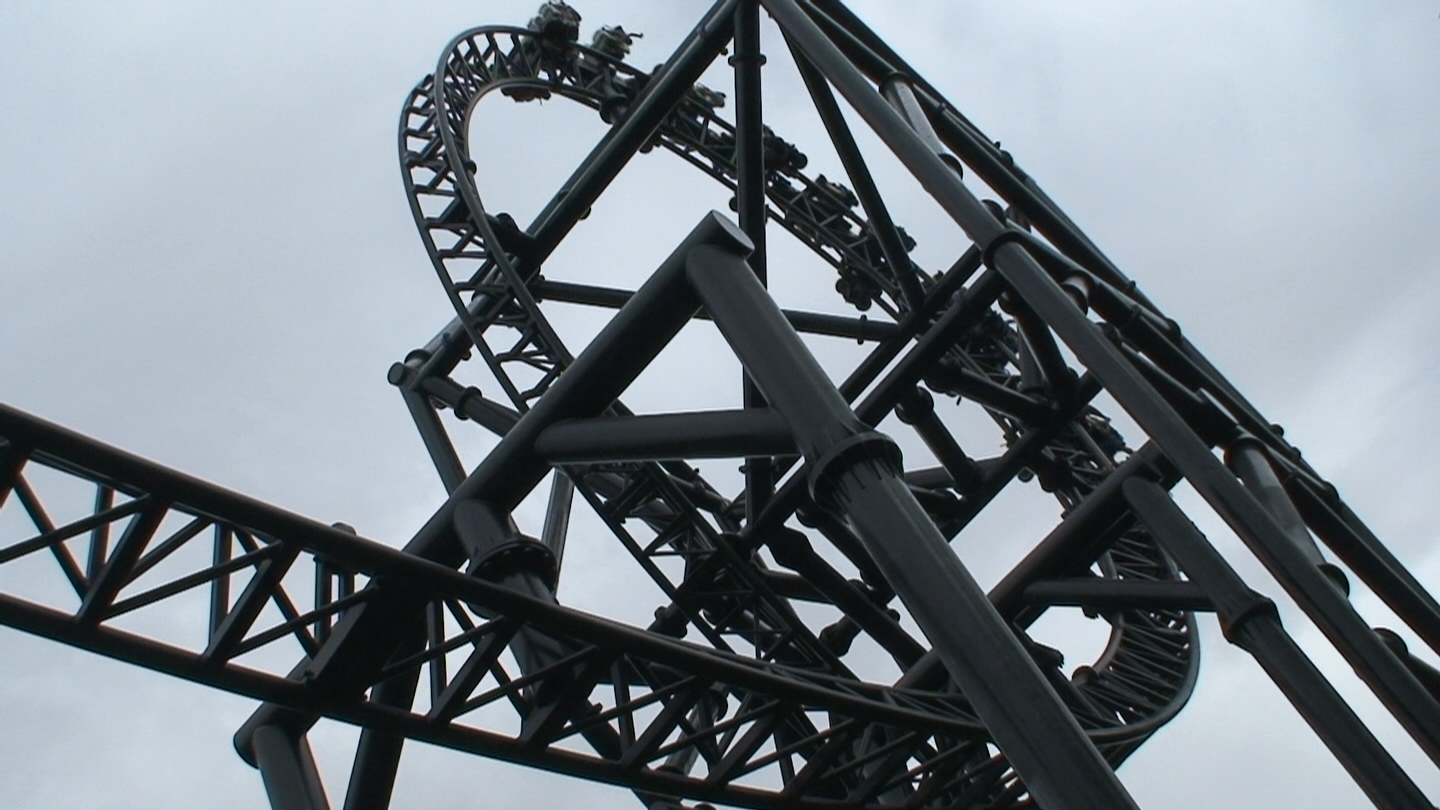
Tornado à Parque de Atracciones de Madrid
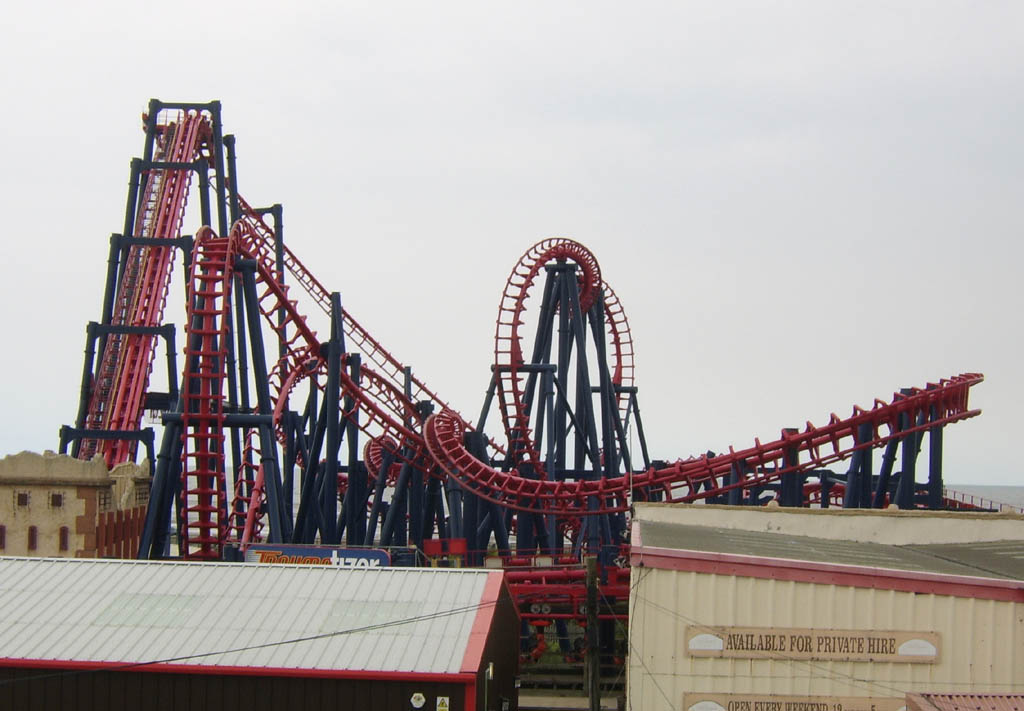
Traumatizer à Pleasureland Southport
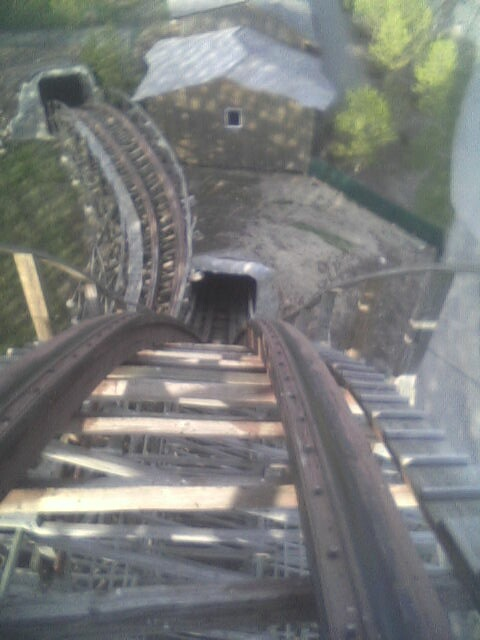
Tremors à Silverwood Theme Park
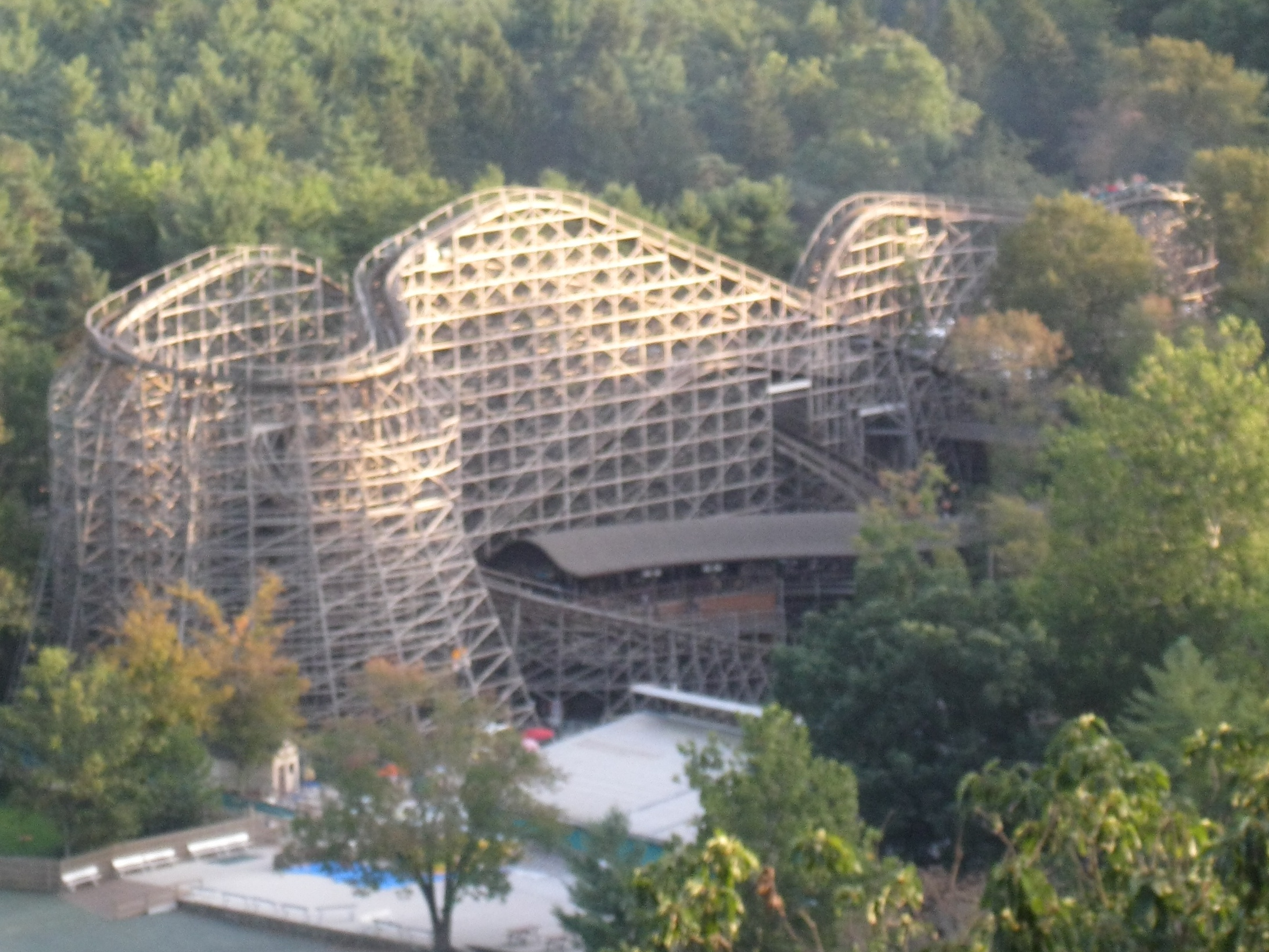
Twister à Knoebels
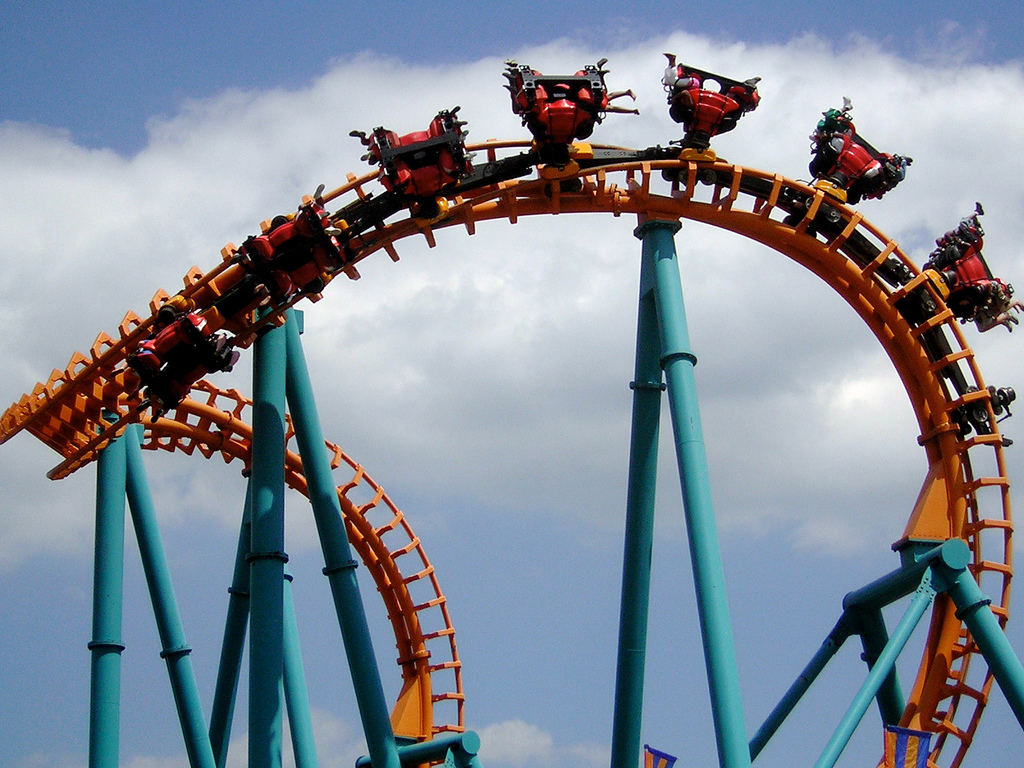
Two-Face: The Flip Side à Six Flags America
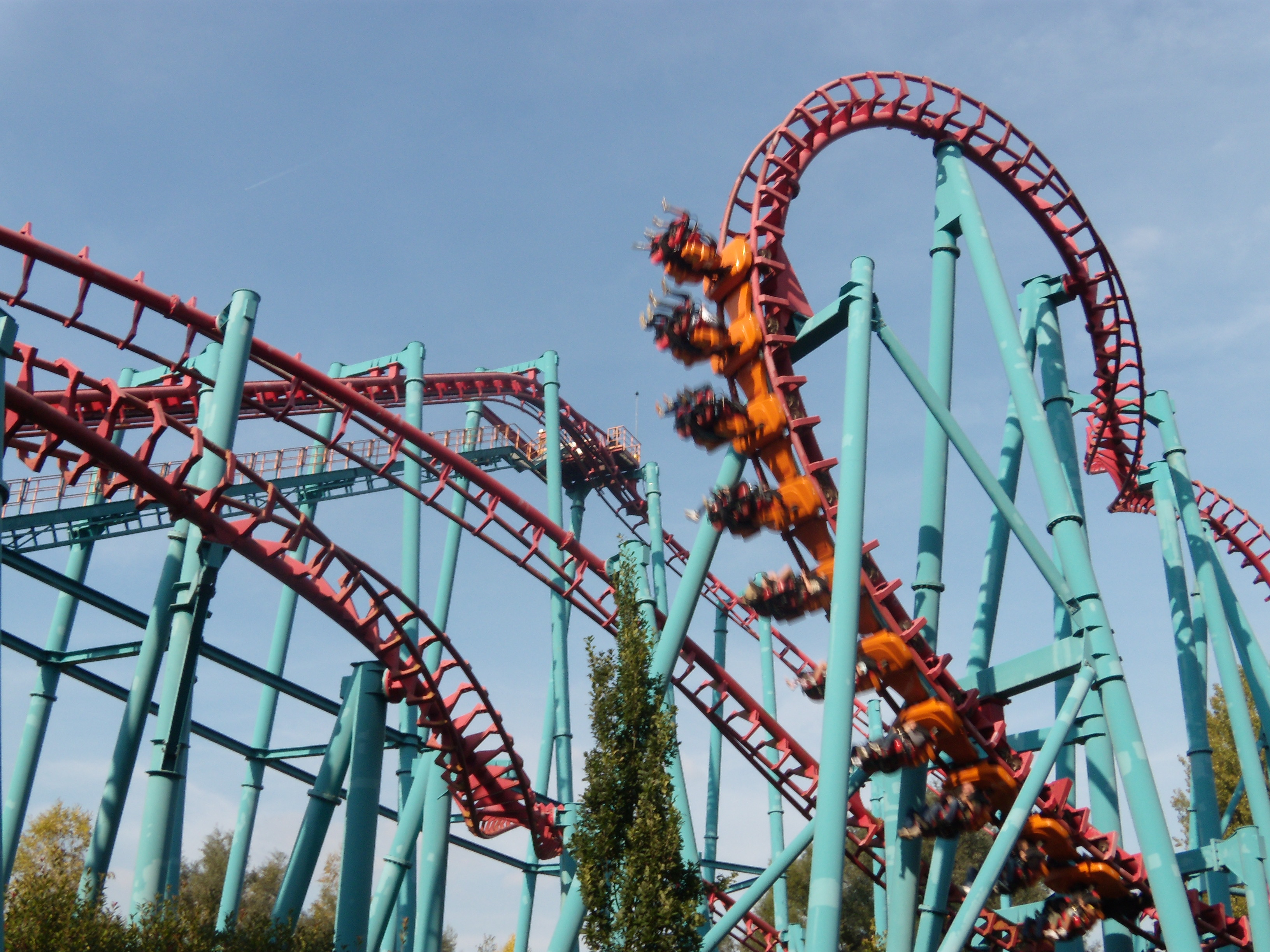
Vampire à Walibi Wavre
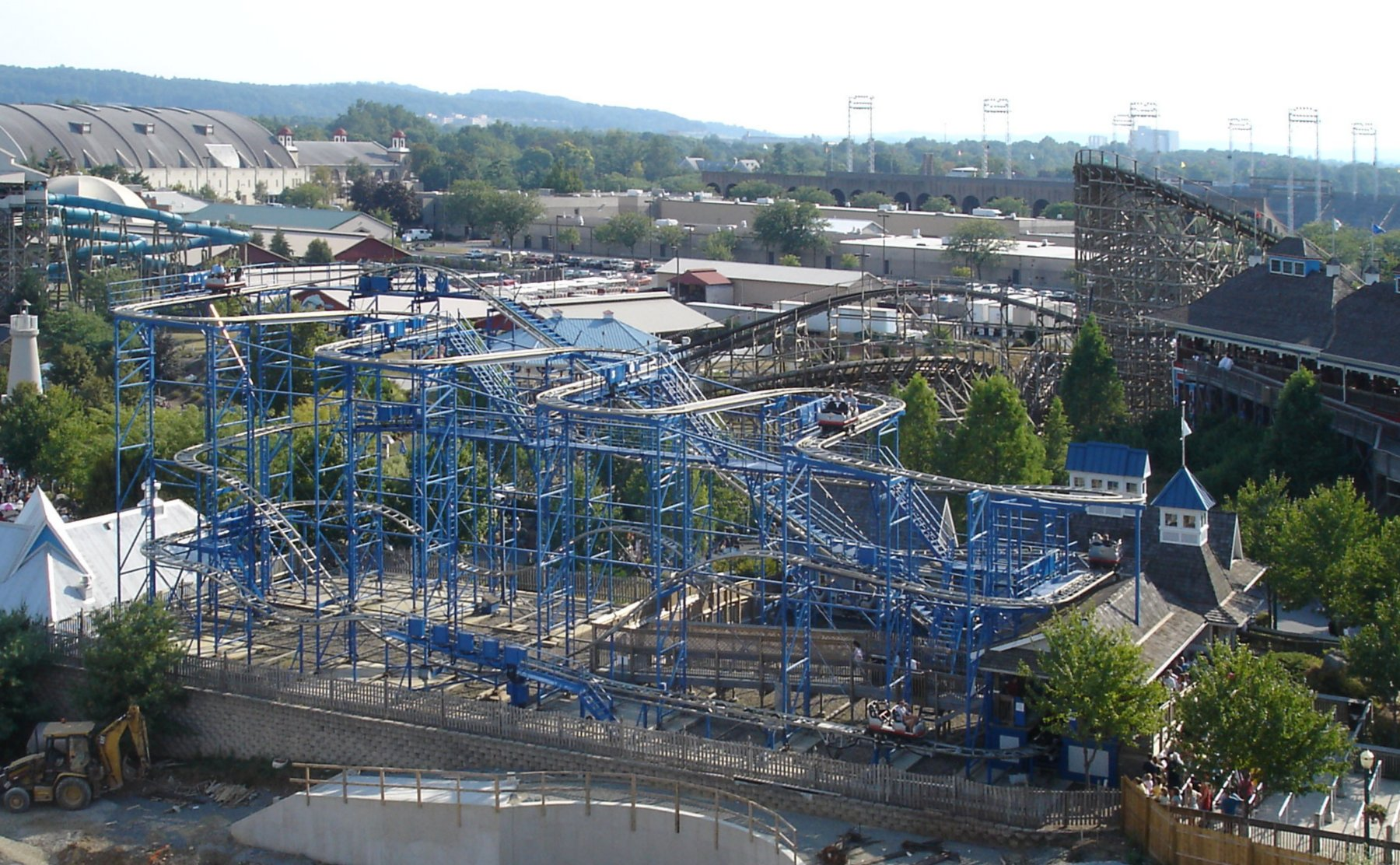
Wild Mouse à Hersheypark
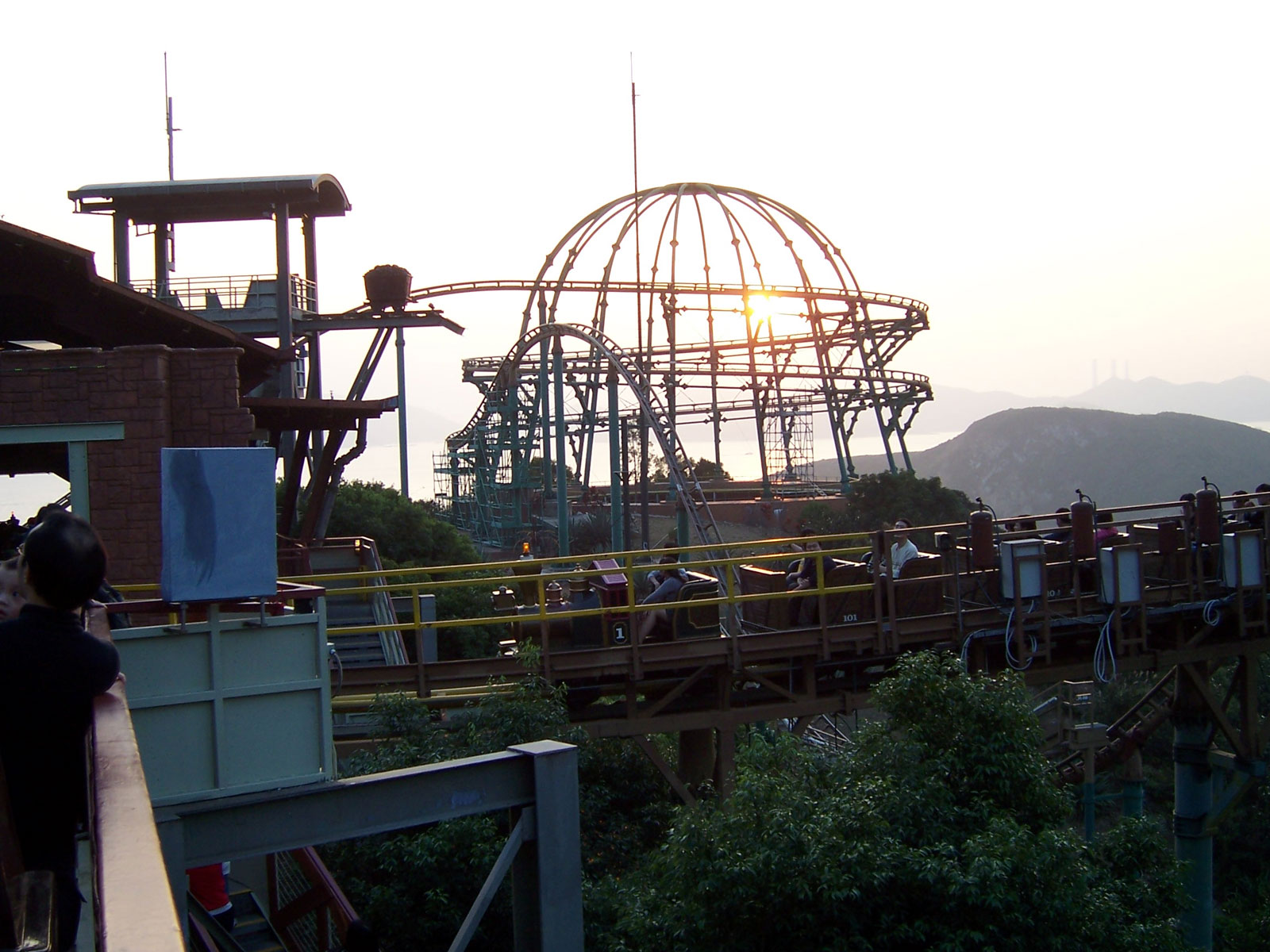
Wild West Mine Train à Ocean Park Hong Kong
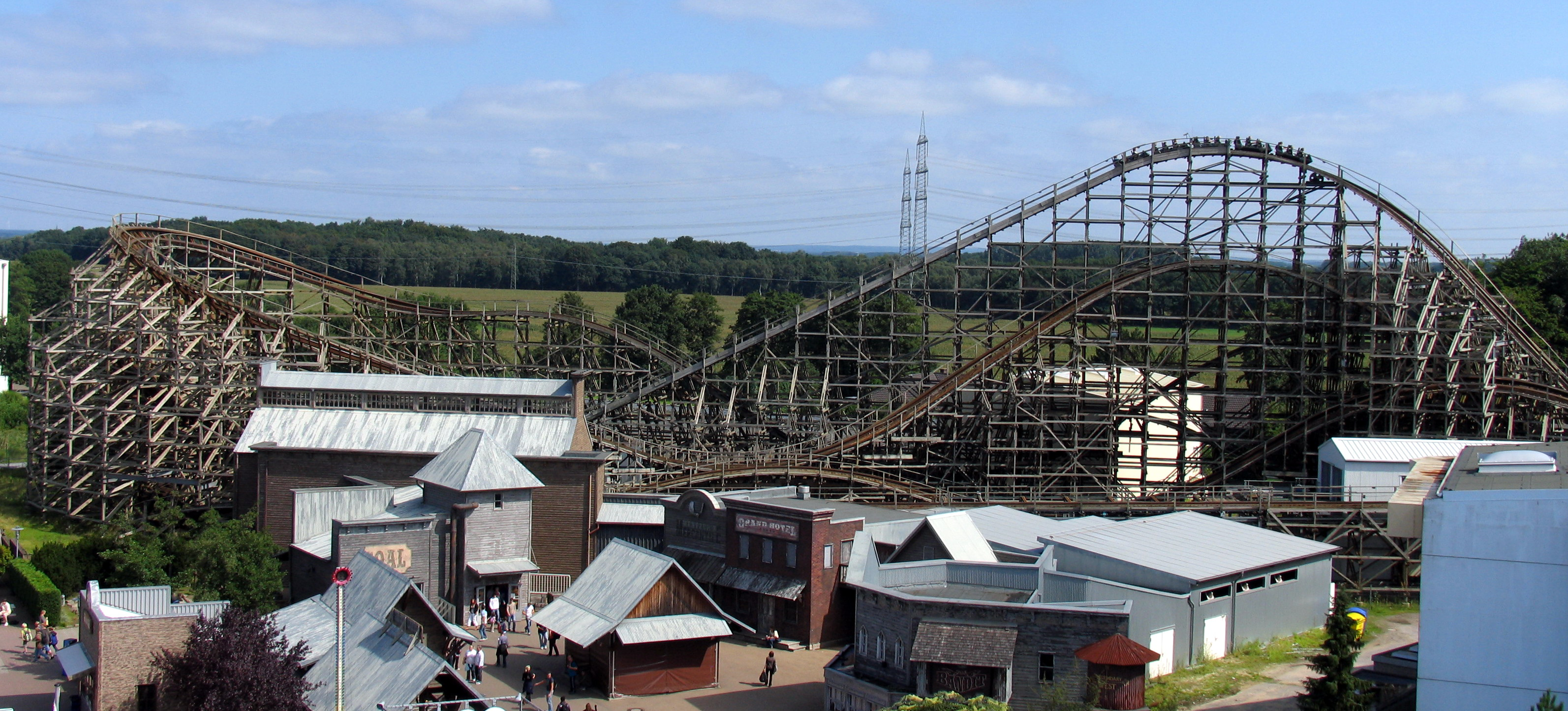
Wild Wild West à Warner Bros. Movie World Germany
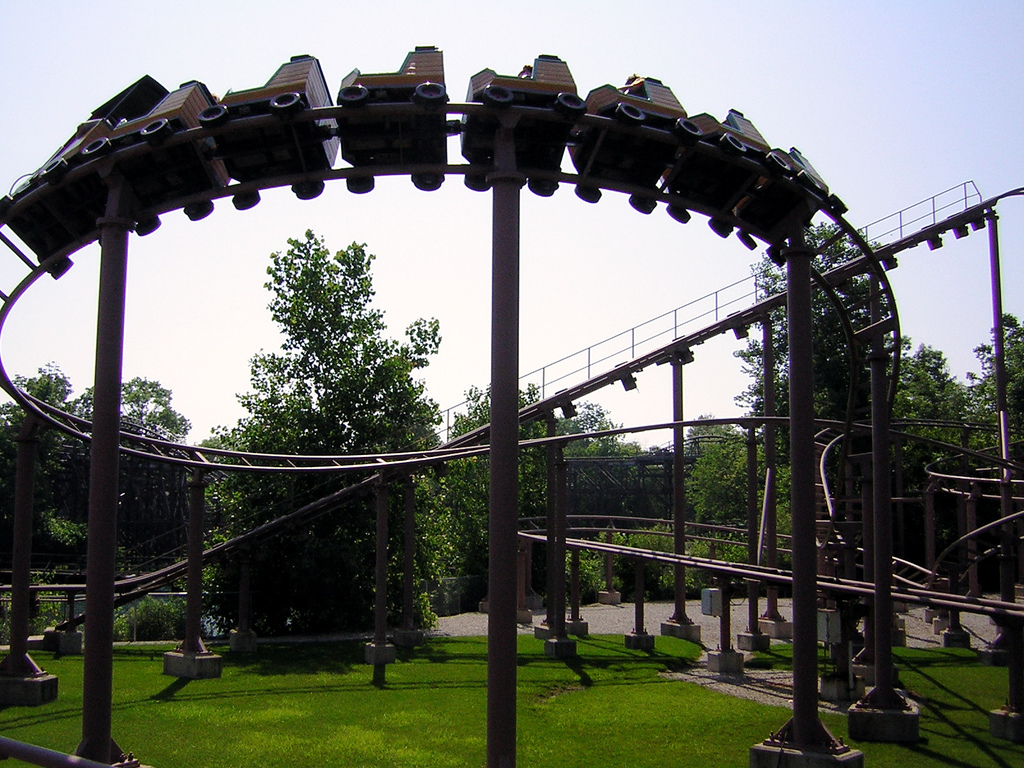
Woodstock Express à Cedar Point
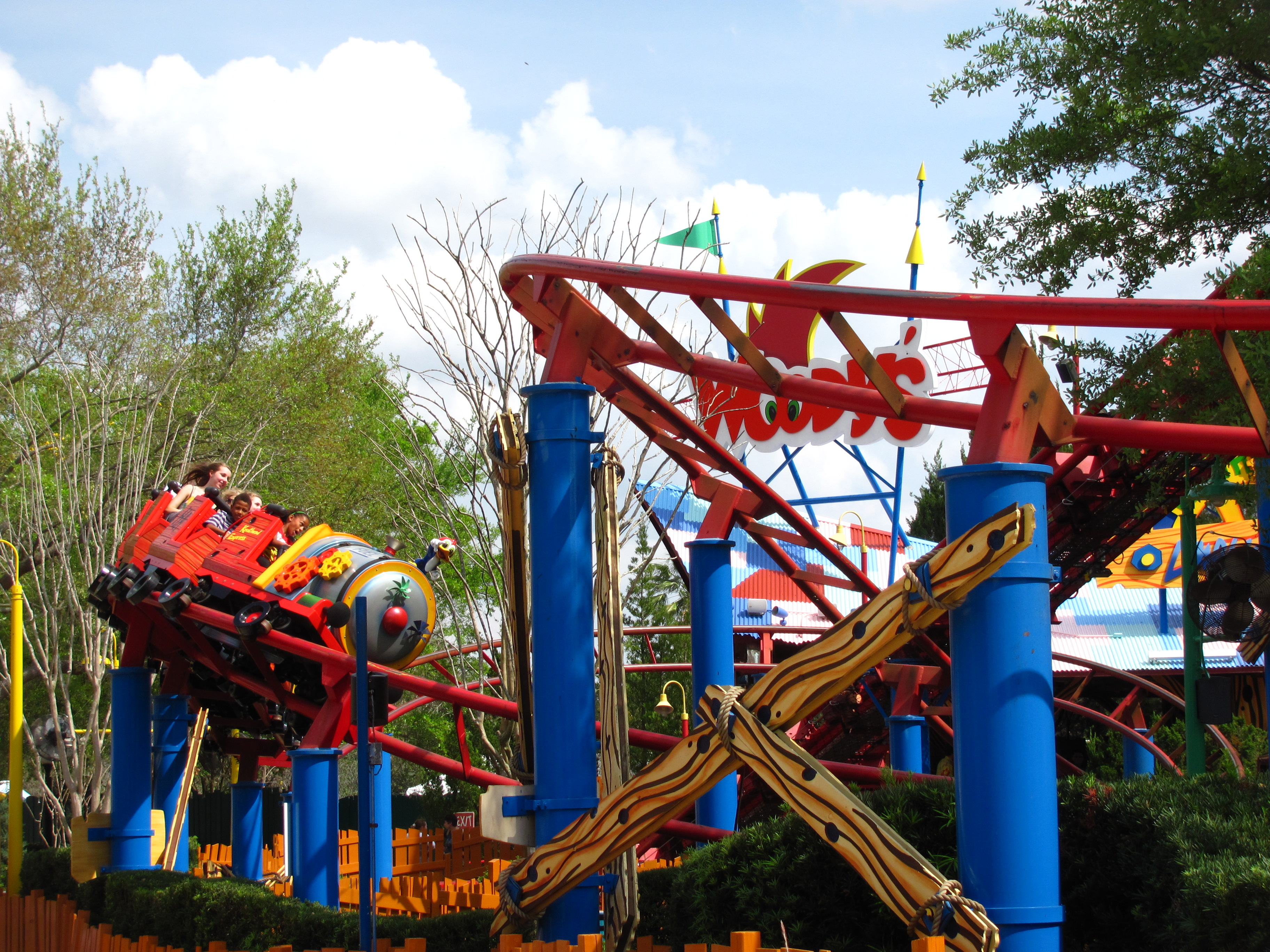
Woody Woodpecker's Nuthouse Coaster à Universal Studios Florida
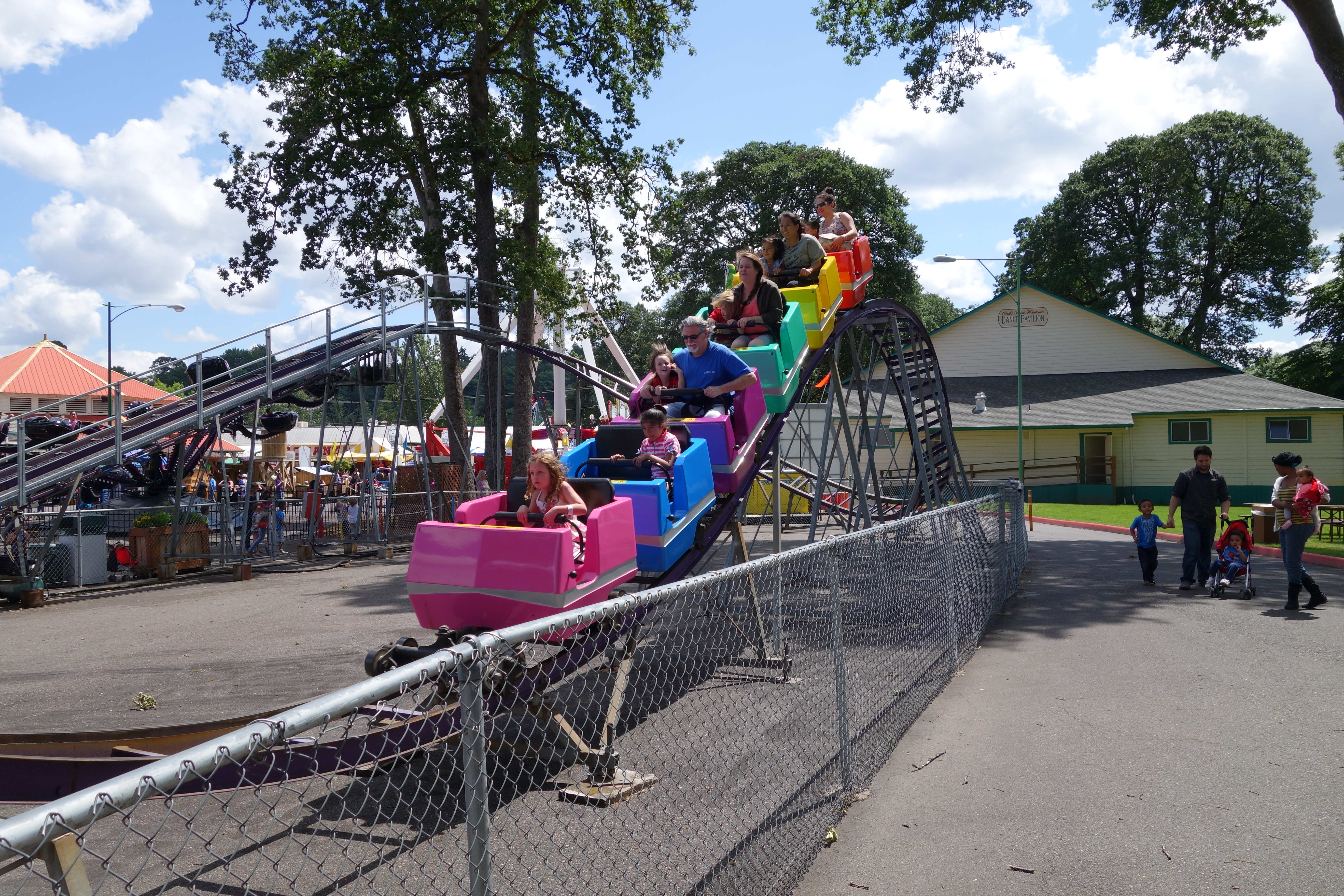
Zoooooom à Oaks Amusement Park

### Autres attractions
Cette liste est non exhaustive.
| Nom                                     | Type / Modèle                        | Constructeur                     | Parc                                     | Pays        |
| --------------------------------------- | ------------------------------------ | -------------------------------- | ---------------------------------------- | ----------- |
| The Amazing Adventures of Spider-Man    | Parcours scénique / Simulateur 3D    | Oceaneering International        | Universal's Islands of Adventure         | États-Unis  |
| Badewannen Fahrt                        | Bûches                               | Mack Rides                       | Erlebnispark Tripsdrill                  | Allemagne   |
| Balloon School                          | Balloon Race                         | WGH Transportation               | Legoland Windsor                         | Royaume-Uni |
| Black Fly                               | Frisbee                              | Far Fabbri                       | Zoo Safari-und Hollywoodpark Stukenbrock | Allemagne   |
| Blizzard River                          | Rivière rapide en bouées             | Hopkins Rides                    | Riverside: The Great Escape              | États-Unis  |
| Bobby Drop                              | Spinning Raft                        | Van Egdom (nl)                   | Bobbejaanland                            | Belgique    |
| Chérie, j'ai rétréci le public          | Cinéma 4-D                           | Walt Disney Imagineering         | Parc Disneyland                          | France      |
| De Chinese Nachtegaal                   | Walkthrough dans le Bois des contes  | Efteling                         | Efteling                                 | Pays-Bas    |
| Chuck Wagon                             | Grande roue                          | Zamperla                         | Attractiepark Slagharen                  | Pays-Bas    |
| Daffy's School Bus Express              | Crazy Bus                            | Zamperla                         | Six Flags Fiesta Texas                   | États-Unis  |
| Discovery Club                          | Parcours scénique interactif         | Mack Rides                       | Avonturenpark Hellendoorn                | Pays-Bas    |
| Doctor Doom's Fearfall                  | Space Shot                           | S&S Worldwide                    | Universal's Islands of Adventure         | États-Unis  |
| Dominator                               | Turbo Drop/Space Shot                | S&S Worldwide                    | Dorney Park & Wildwater Kingdom          | États-Unis  |
| Drop Zone: Stunt Tower                  | Tour de chute                        | Intamin                          | Paramount's Kings Island                 | États-Unis  |
| Dudley Do-Right's Ripsaw Falls          | Bûches                               | Mack Rides                       | Universal's Islands of Adventure         | États-Unis  |
| Enterprise                              | Enterprise                           | Anton Schwarzkopf                | Tykkimäki                                | Finlande    |
| Evolution                               | Evolution                            | Ronald Bussink                   | Six Flags Great Adventure                | États-Unis  |
| Extreme                                 | Top Scan                             | Mondial Rides                    | Gröna Lund                               | Suède       |
| Fantasía                                | Parcours scénique                    |                                  | Parque de Atracciones de Madrid          | Espagne     |
| Flash Flood                             | Shoot the Chute                      | Hopkins Rides                    | Noah's Ark Water Park                    | États-Unis  |
| Flying Carrousel                        | Chaises volantes                     | Zierer                           | Bellewaerde                              | Belgique    |
| Foghorn Leghorn's Barnyard Railway      | Train junior                         | Zamperla                         | Six Flags Fiesta Texas                   | États-Unis  |
| Ghost Hunt                              | Parcours scénique interactif         | ETF Ride Systems                 | Lake Compounce                           | États-Unis  |
| Houdini's Great Escape                  | Mad House                            | Vekoma                           | Six Flags Great Adventure                | États-Unis  |
| Houdini - The Great Escape              | Mad House                            | Vekoma                           | Riverside: The Great Escape              | États-Unis  |
| Ikarus                                  | Condor                               | Huss Rides                       | Vidámpark                                | Hongrie     |
| Jungle Rapids                           | Rivière rapide en bouées             | Intamin                          | Gardaland                                | Italie      |
| Jurassic Park River Adventure           | Shoot the Chute / Croisière scénique | Vekoma                           | Universal's Islands of Adventure         | États-Unis  |
| Kali River Rapids                       | Rivière rapide en bouées             | Walt Disney Imagineering Intamin | Disney's Animal Kingdom                  | États-Unis  |
| Kinderstein                             | Tasses junior                        | Zamperla                         | Six Flags Fiesta Texas                   | États-Unis  |
| La Furia de los Dioses                  | Parcours scénique                    | Zamperla/Farmer Studios          | Isla Mágica                              | Espagne     |
| Maison Magique d'Houdini                | Mad House                            | Vekoma                           | Bellewaerde                              | Belgique    |
| Many Adventures of Winnie the Pooh      | Parcours scénique                    | Walt Disney Imagineering         | Magic Kingdom                            | États-Unis  |
| Maharajah Jungle Trek                   | Walk-through                         | Walt Disney Imagineering         | Disney's Animal Kingdom                  | États-Unis  |
| Niagara                                 | Shoot the Chute                      | Hopkins Rides                    | Mirabilandia                             | Italie      |
| NYC Transformer                         | Top Spin                             | Huss Rides                       | Warner Bros. Movie World Germany         | Allemagne   |
| One Fish, Two Fish, Red Fish, Blue Fish | Manège avion                         |                                  | Universal's Islands of Adventure         | États-Unis  |
| Oxygénarium (L')                        | Spinning Rapids                      | WhiteWater West Industries       | Parc Astérix                             | France      |
| Popeye and Bluto's Bilge-Rat Barges     | Rivière rapide en bouées             | Barr Engineering                 | Universal's Islands of Adventure         | États-Unis  |
| Raketti                                 | Space Shot                           | S&S Worldwide                    | Linnanmäki                               | Finlande    |
| Rio Bravo                               | Rivière rapide en bouées             | Interlink                        | Euro Park                                | France      |
| Rodeo Rider                             | Tour de chute junior                 | Zamperla                         | Six Flags Fiesta Texas                   | États-Unis  |
| Roue de Paris                           | Grande roue                          | Nauta Bussink                    | Paris                                    | France      |
| Scream                                  | Combo Tower                          | S&S Worldwide                    | Six Flags Fiesta Texas                   | États-Unis  |
| Screaming Eagle                         | Shot'N Drop                          | Huss Rides                       | Bellewaerde                              | Belgique    |
| Shipwreck Rapids                        | Rivière rapide en bouées             | Intamin                          | SeaWorld San Diego                       | États-Unis  |
| Skyline Express                         | Metroliner                           | BHS                              | Skyline Park                             | Allemagne   |
| Space Shot                              | Space Shot                           | S&S Worldwide                    | Adventureland                            | États-Unis  |
| Stormforce 10                           | Bûches                               | Bear Rides                       | Drayton Manor                            | Royaume-Uni |
| T2 3-D: Battle Across Time              | Spectacle et cinéma dynamique        |                                  | Universal Studios Hollywood              | États-Unis  |
| Tarzan's Treehouse                      | Walk-through                         | Walt Disney Imagineering         | Disneyland                               | États-Unis  |
| Taz's Tornado                           | Lolly Swing                          | Zamperla                         | Six Flags Fiesta Texas                   | États-Unis  |
| The Cat In The Hat                      | Parcours scénique                    |                                  | Universal's Islands of Adventure         | États-Unis  |
| The Great Pistolero Roundup             | Parcours scénique interactif         | Sally Corporation                | Family Kingdom Amusement Park            | États-Unis  |
| Tournicoto                              | Tasses (attraction)                  | Technical Park                   | Parc du Bocasse                          | France      |
| Twister                                 | Top Spin                             | Huss Rides                       | Six Flags Great Adventure                | États-Unis  |
| Twister                                 | Top Spin                             | Huss Rides                       | Riverside: The Great Escape              | États-Unis  |
| Wildwasserbahn                          | Bûches                               | Mack Rides                       | Freizeitpark Plohn                       | Allemagne   |
| Yosemite Sam's Wacky Wagons             | Grande roue pour enfants             | Zamperla                         | Six Flags Fiesta Texas                   | États-Unis  |

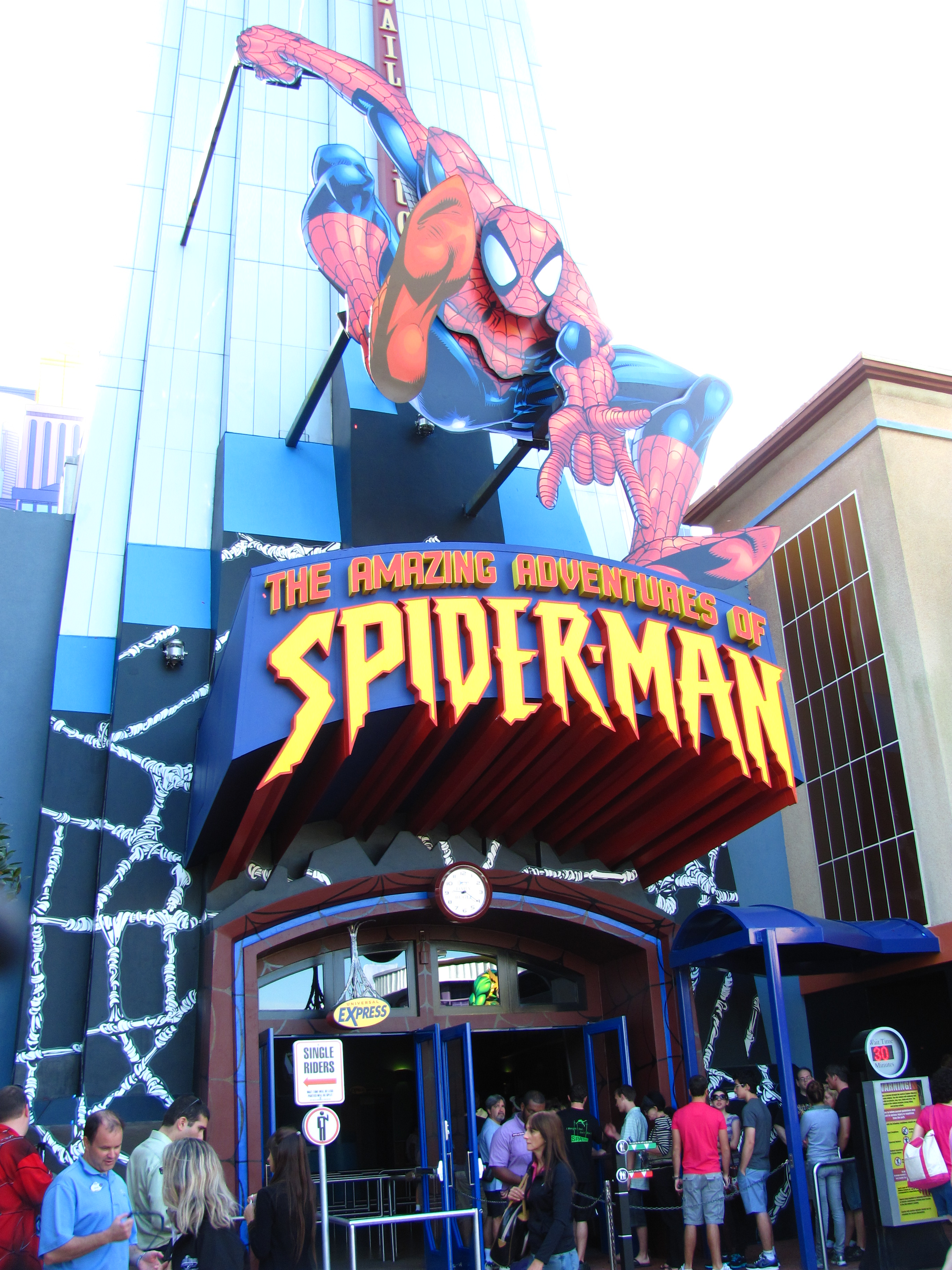
The Amazing Adventures of Spider-Man à Universal's Islands of Adventure
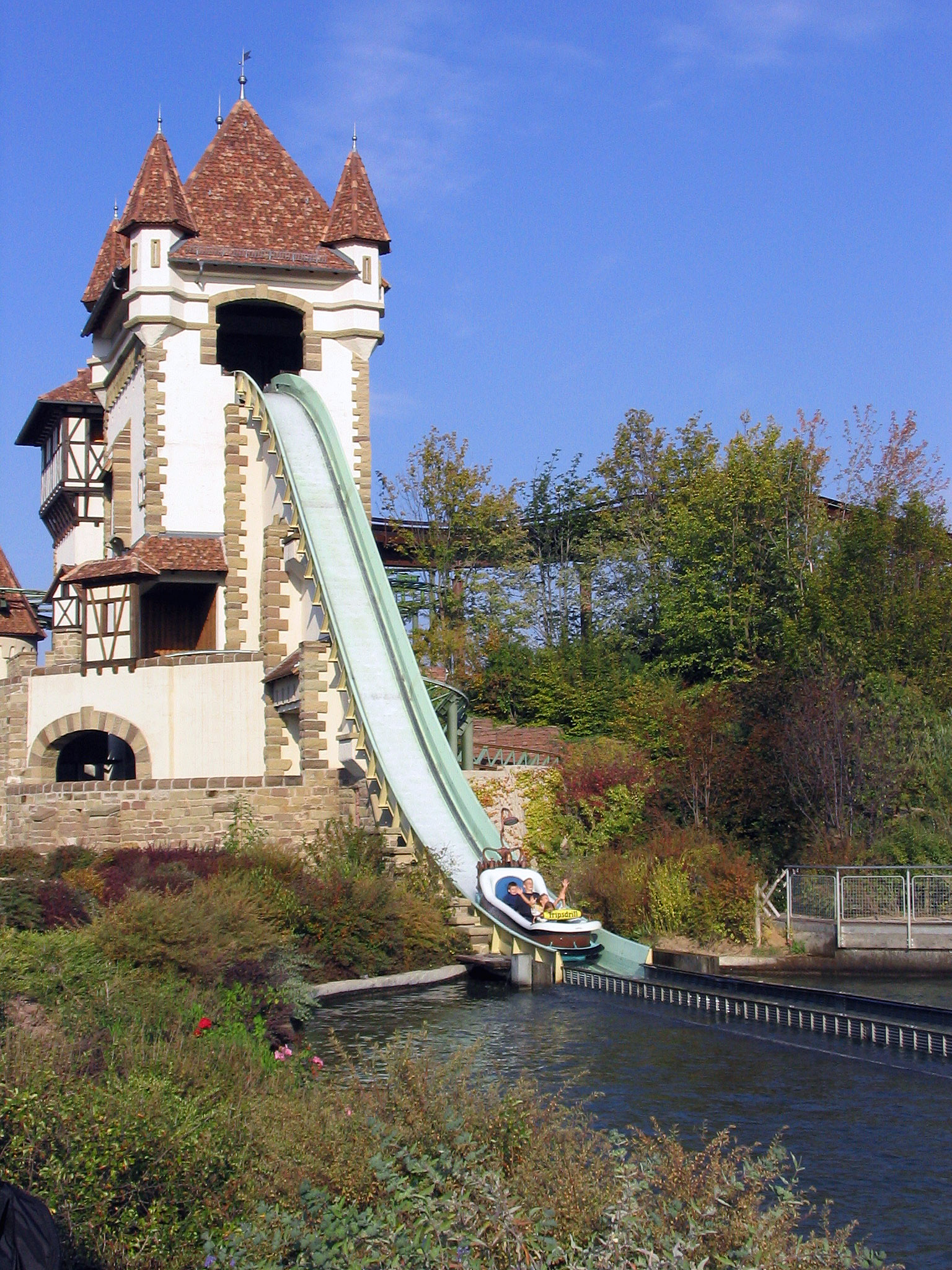
Badewannen Fahrt à Erlebnispark Tripsdrill
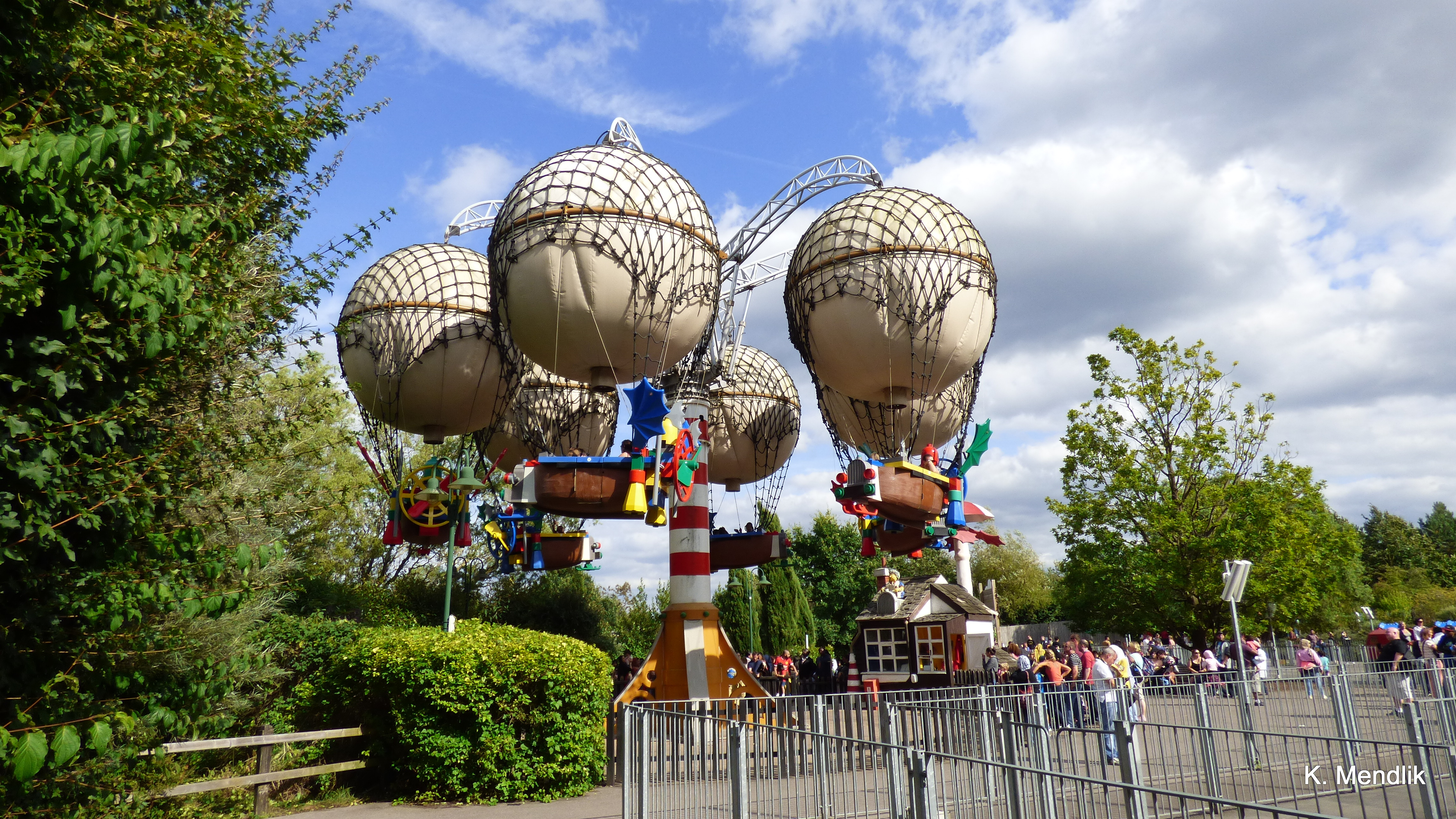
Balloon School à Legoland Windsor
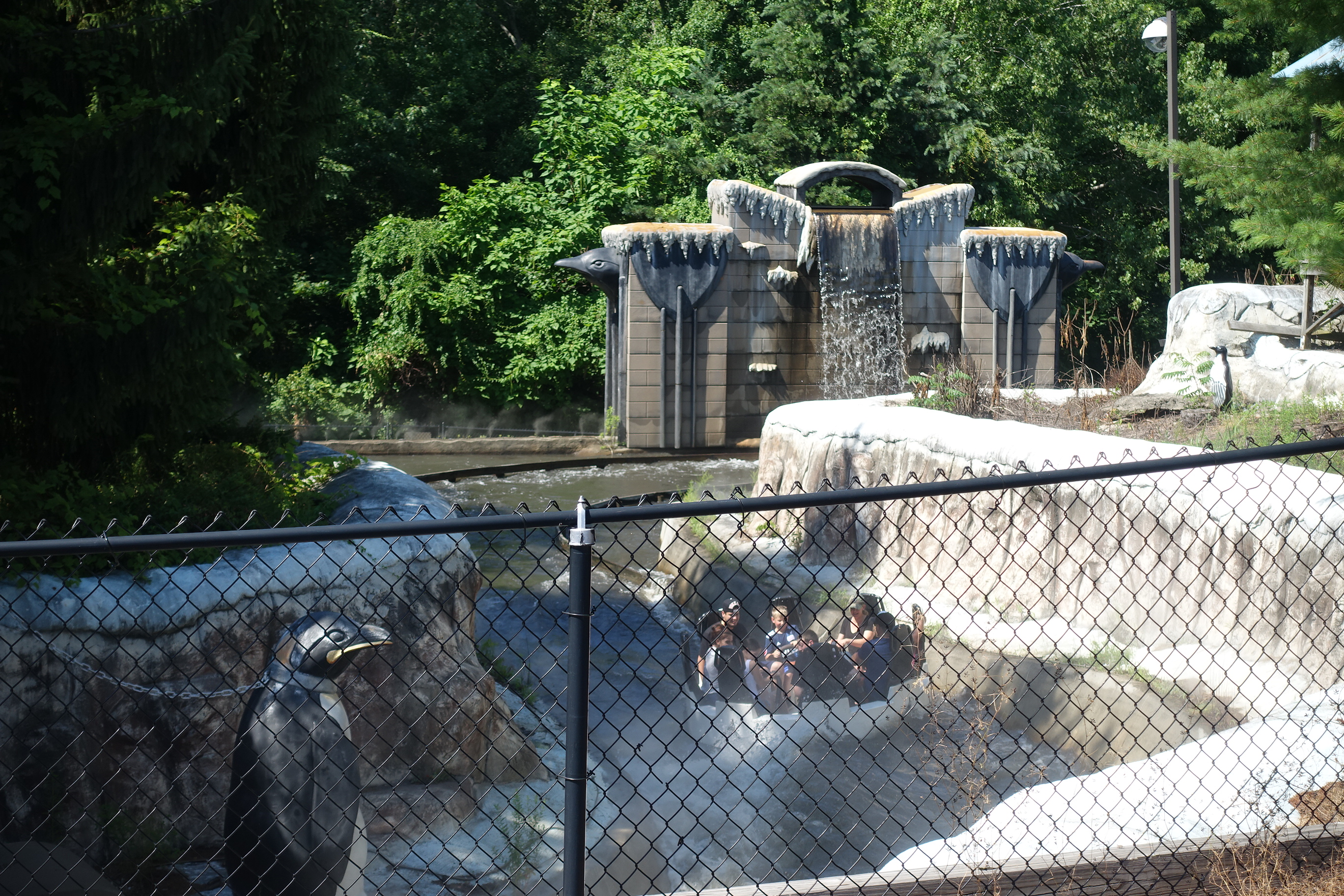
Blizzard River à Riverside: The Great Escape
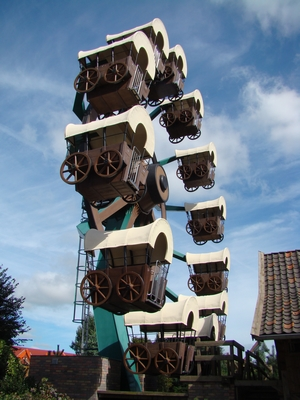
Chuck Wagon à Attractiepark Slagharen
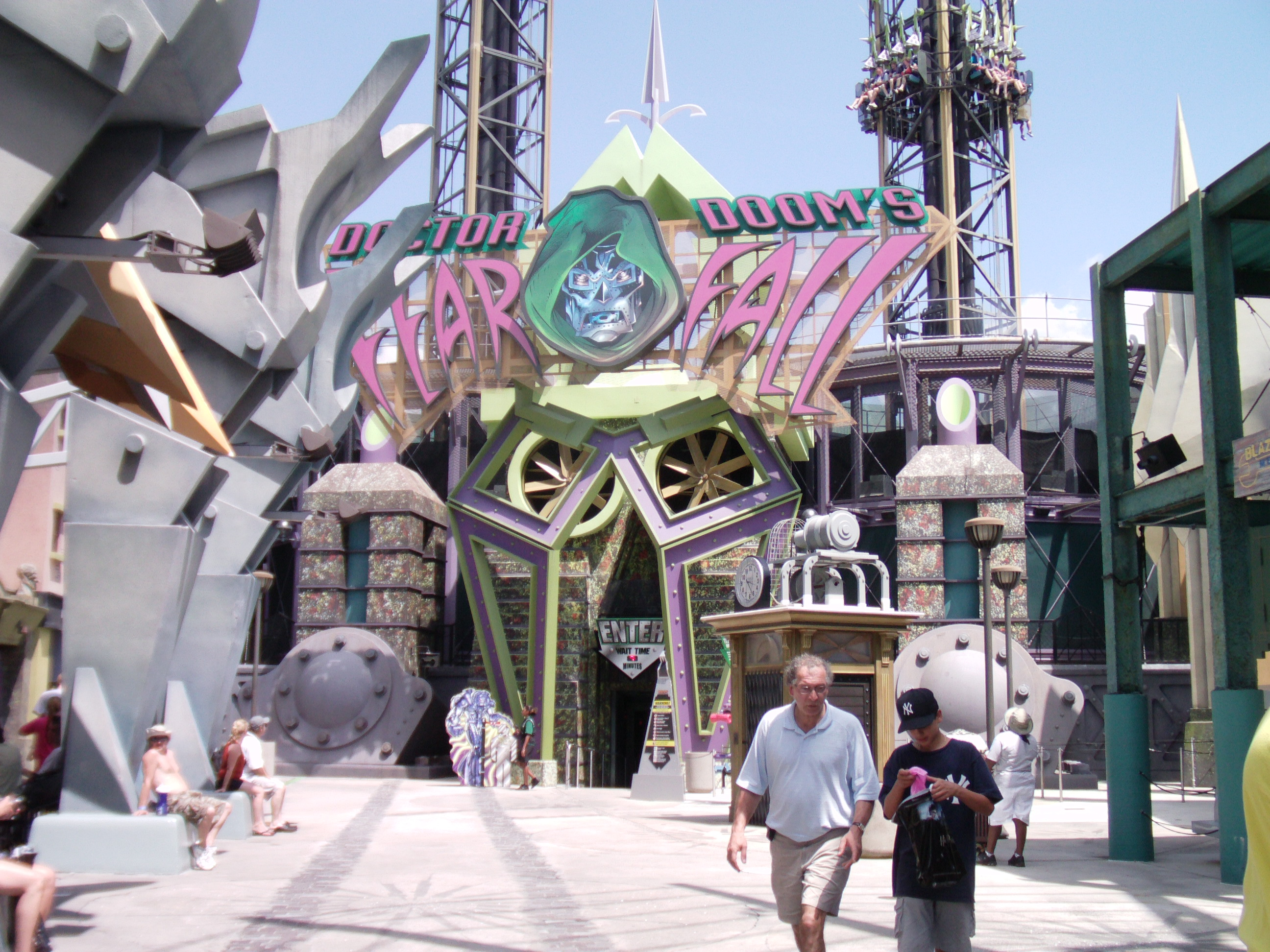
Doctor Doom's Fearfall à Universal's Islands of Adventure
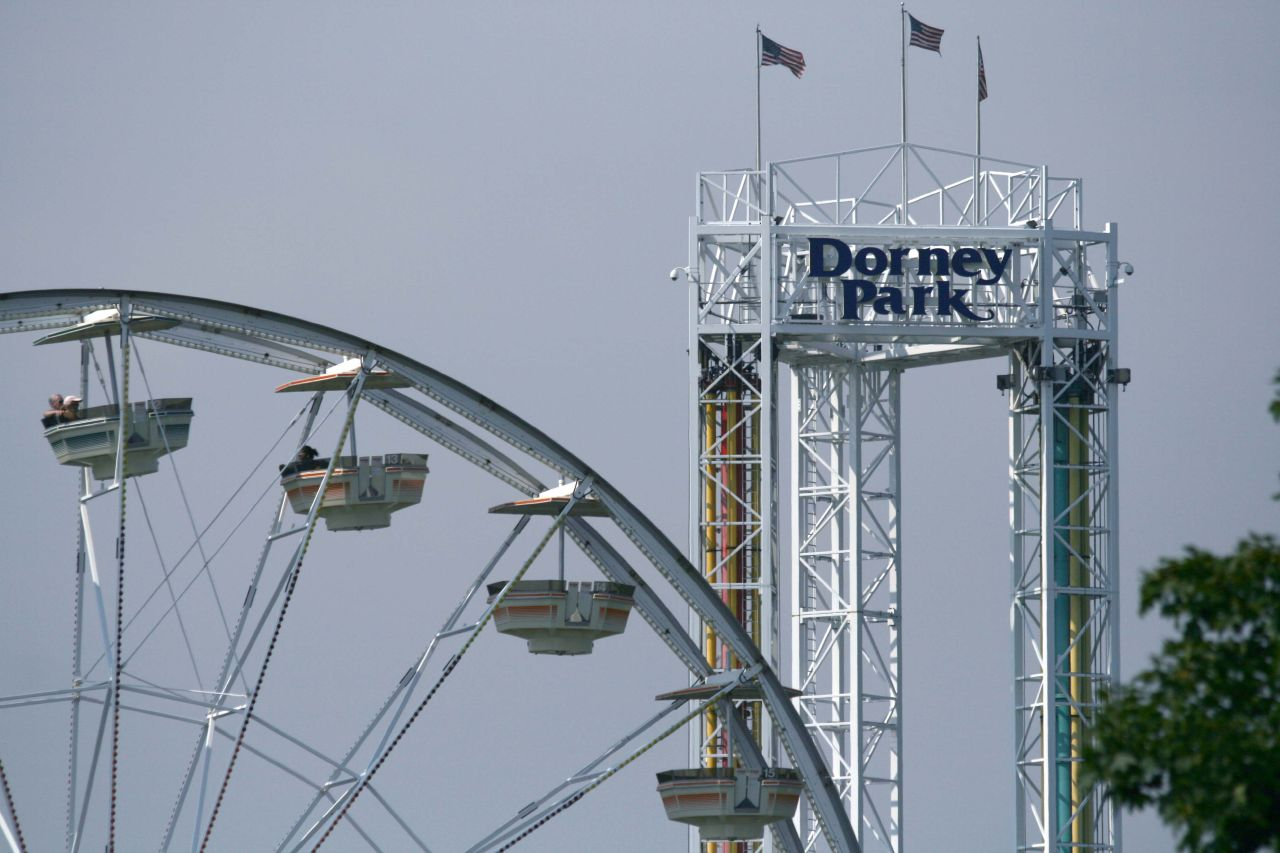
Dominator à Dorney Park & Wildwater Kingdom
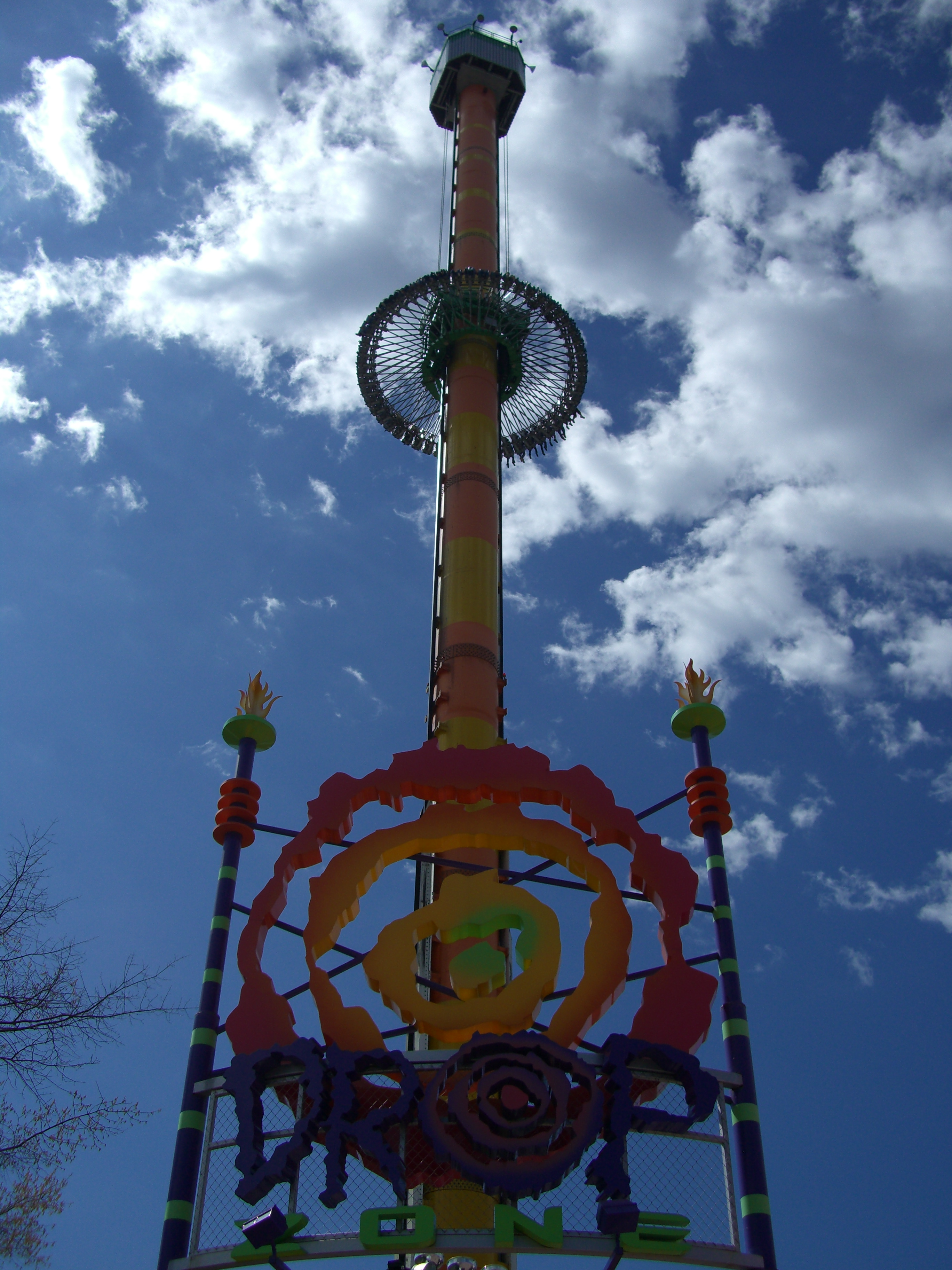
Drop Zone: Stunt Tower à Paramount's Kings Island
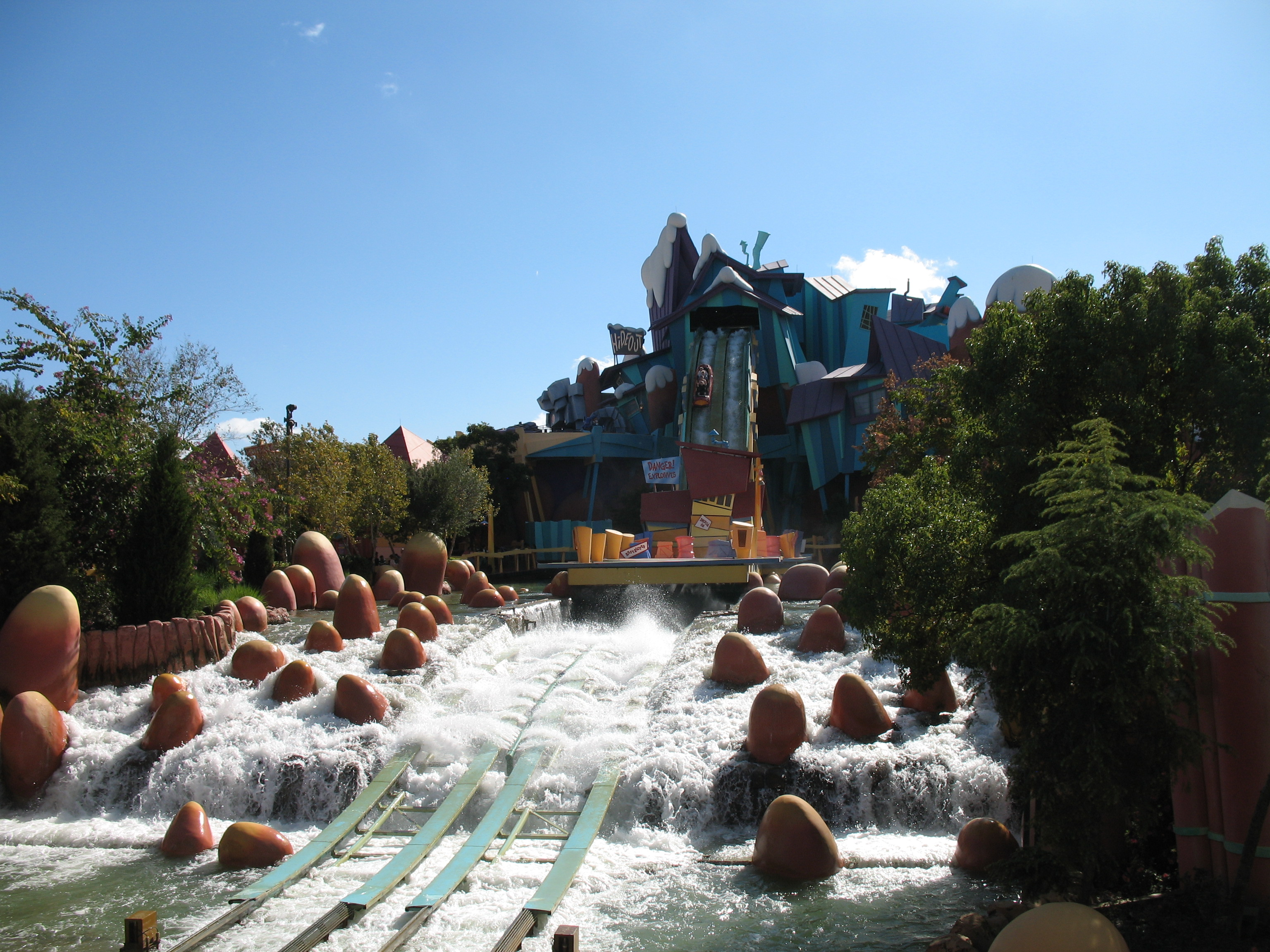
Dudley Do-Right's Ripsaw Falls à Universal's Islands of Adventure
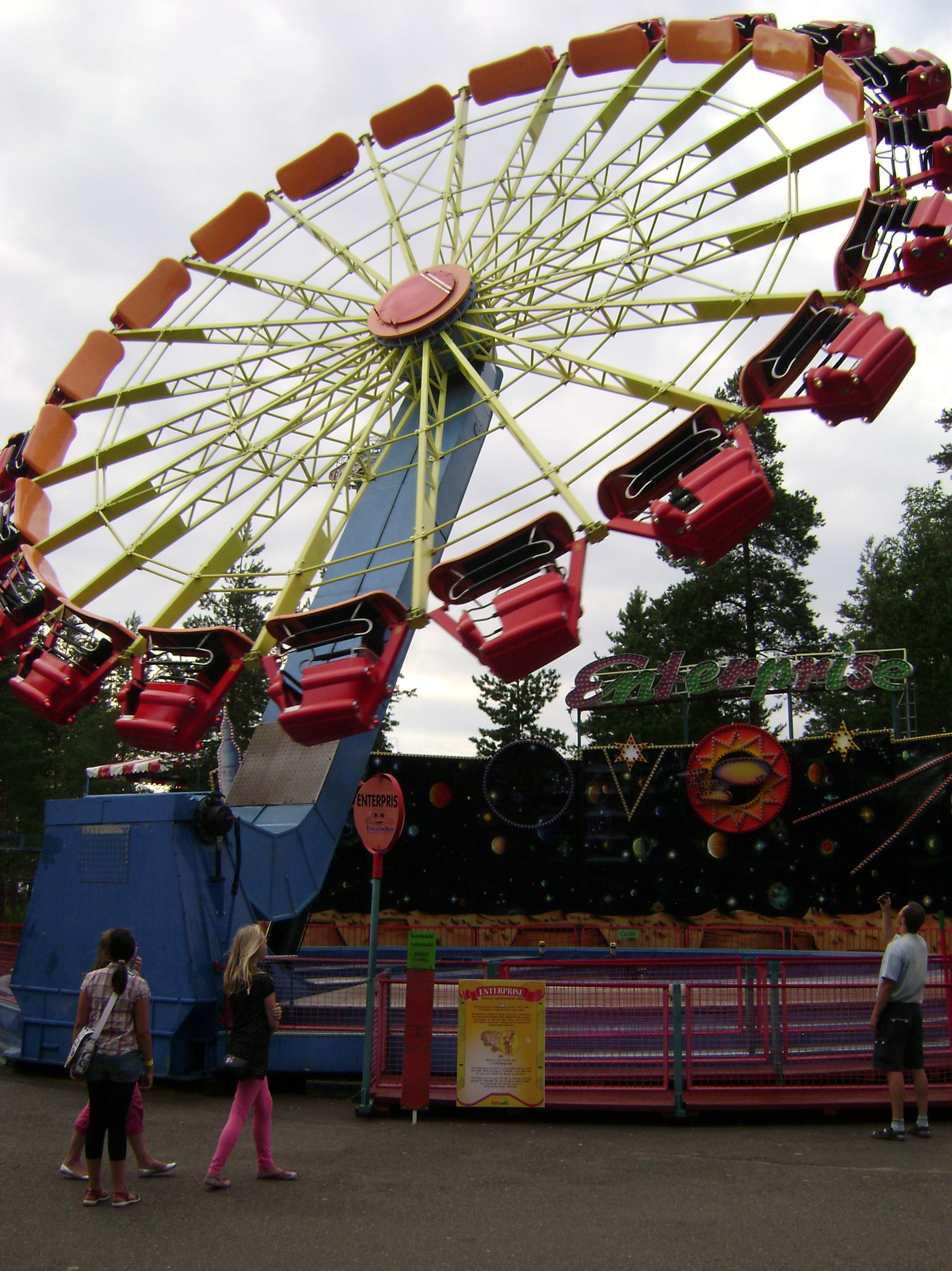
Enterprise à Tykkimäki
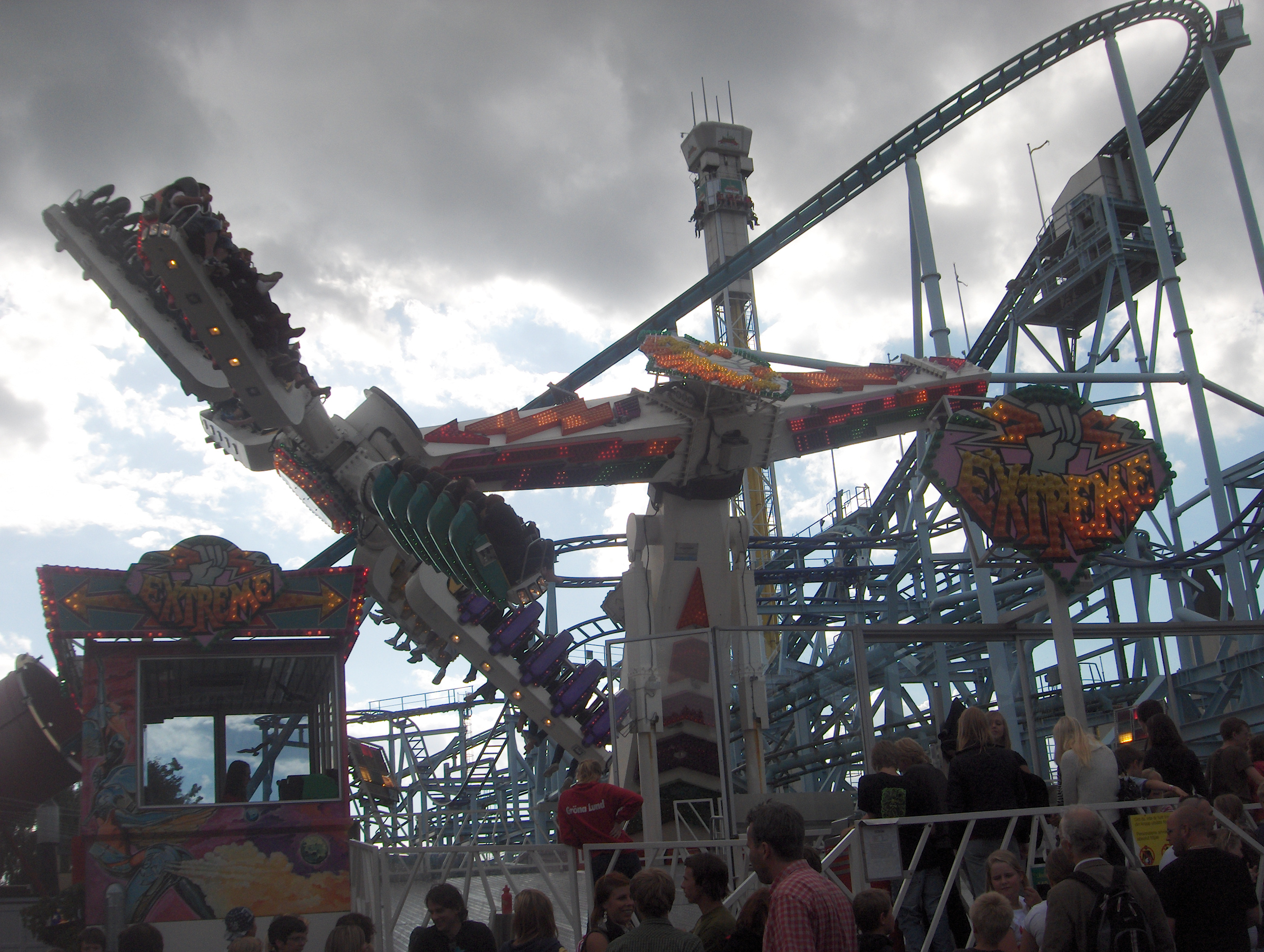
Extreme à Gröna Lund
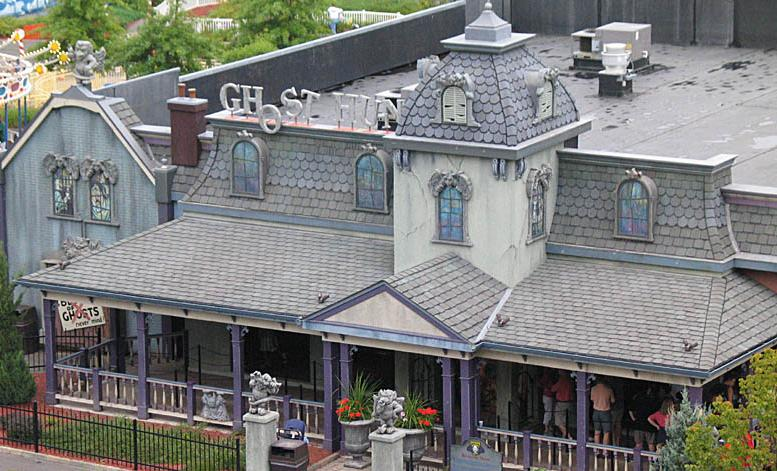
Ghost Hunt à Lake Compounce
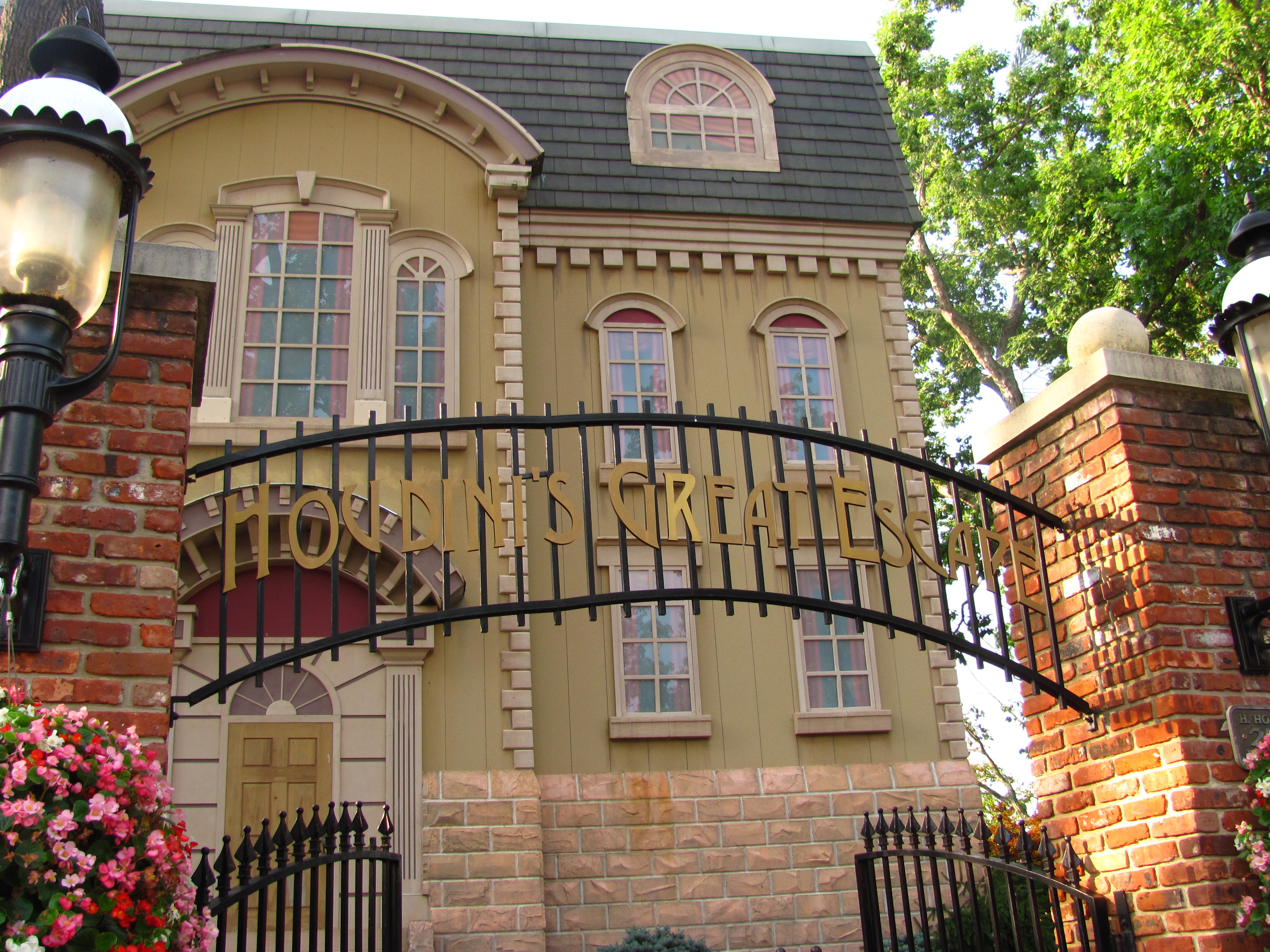
Houdini's Great Escape à Six Flags Great Adventure
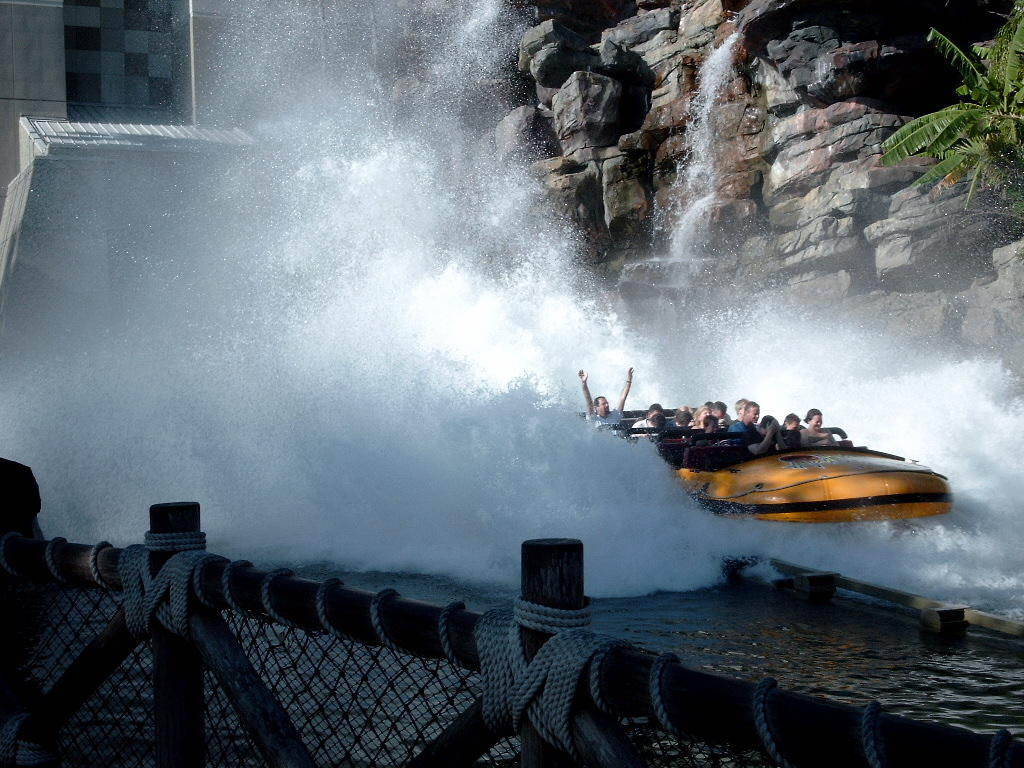
Jurassic Park River Adventure à Universal's Islands of Adventure
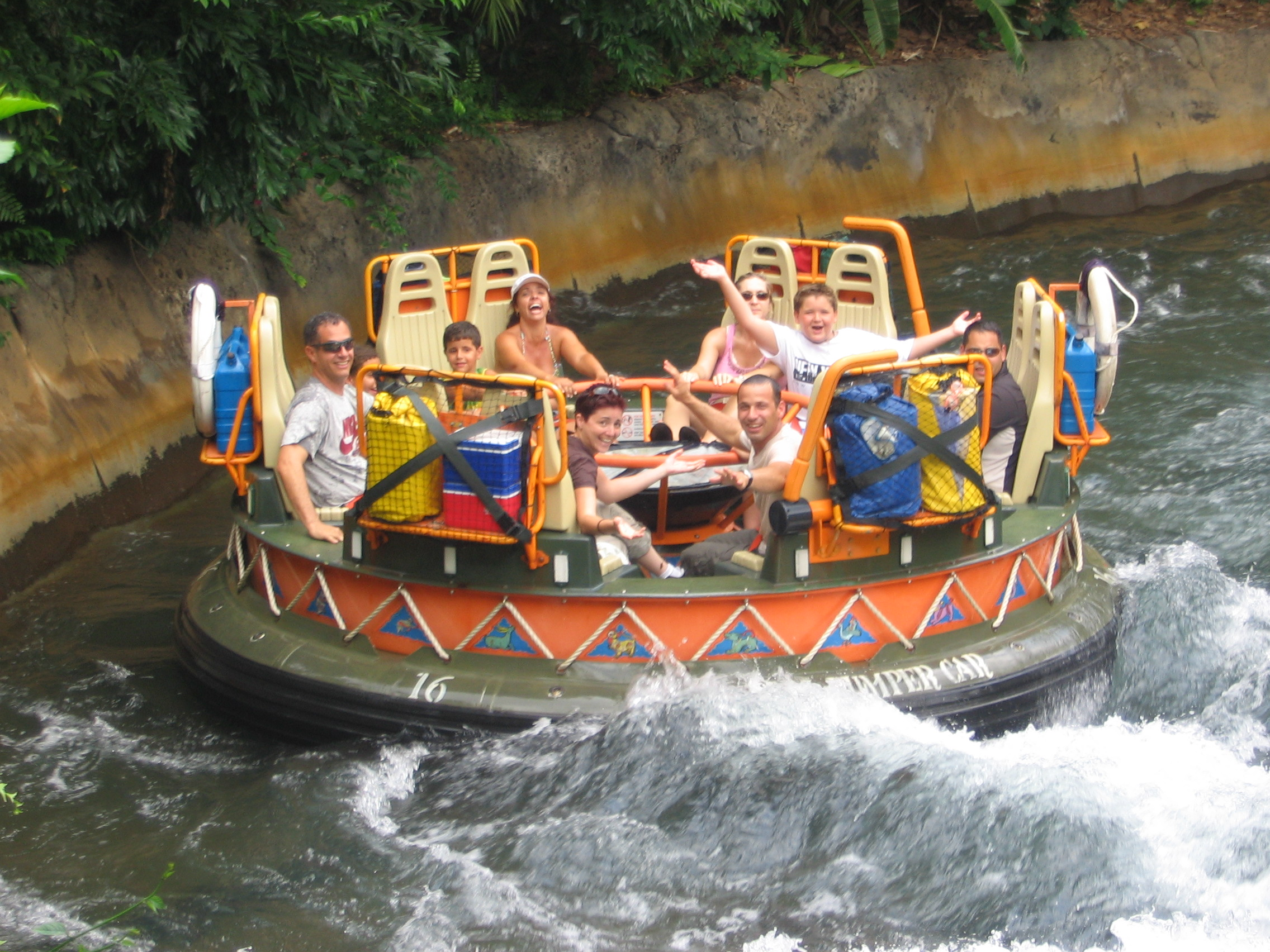
Kali River Rapids à Disney's Animal Kingdom
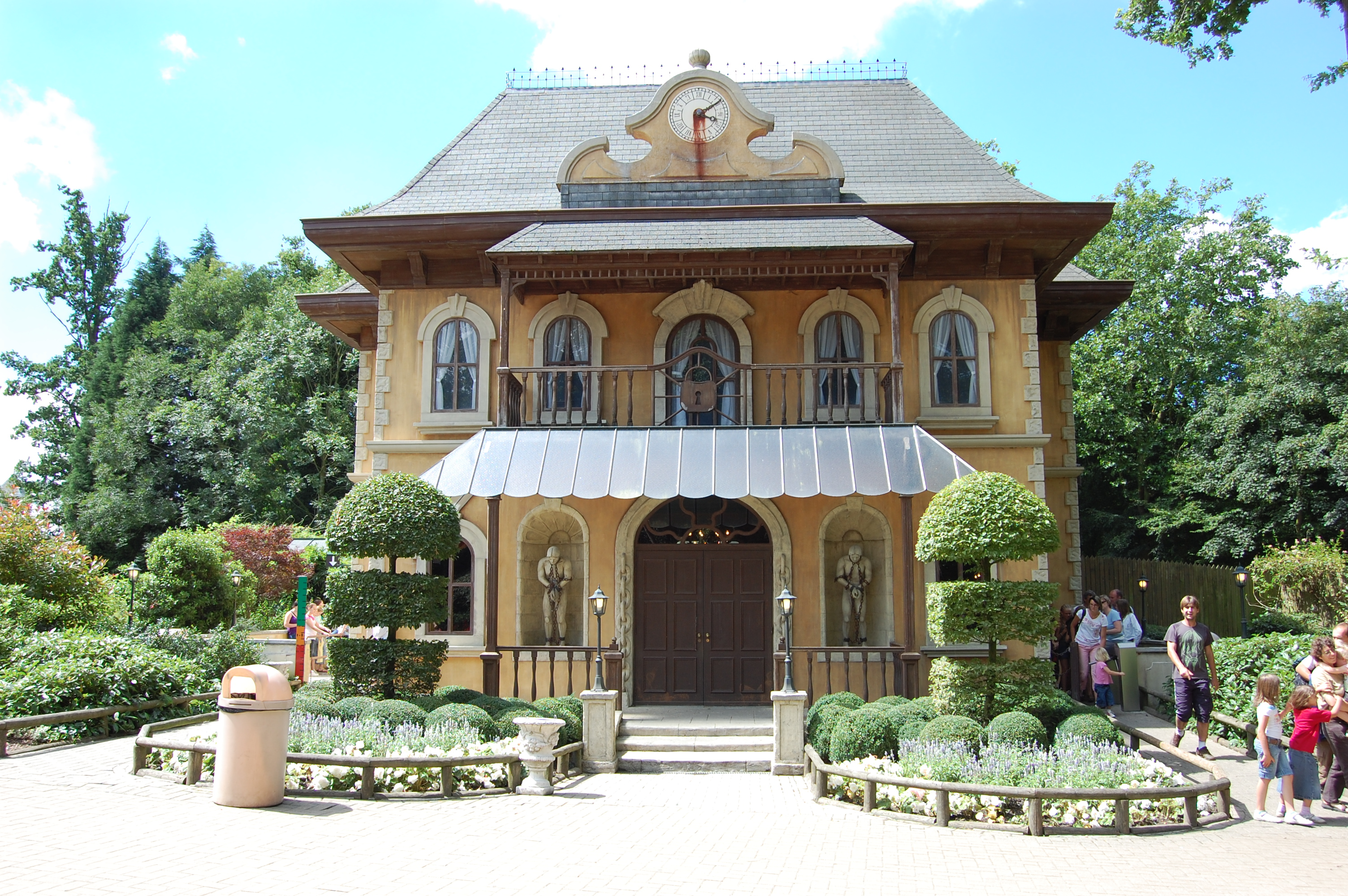
Maison Magique d'Houdini à Bellewaerde
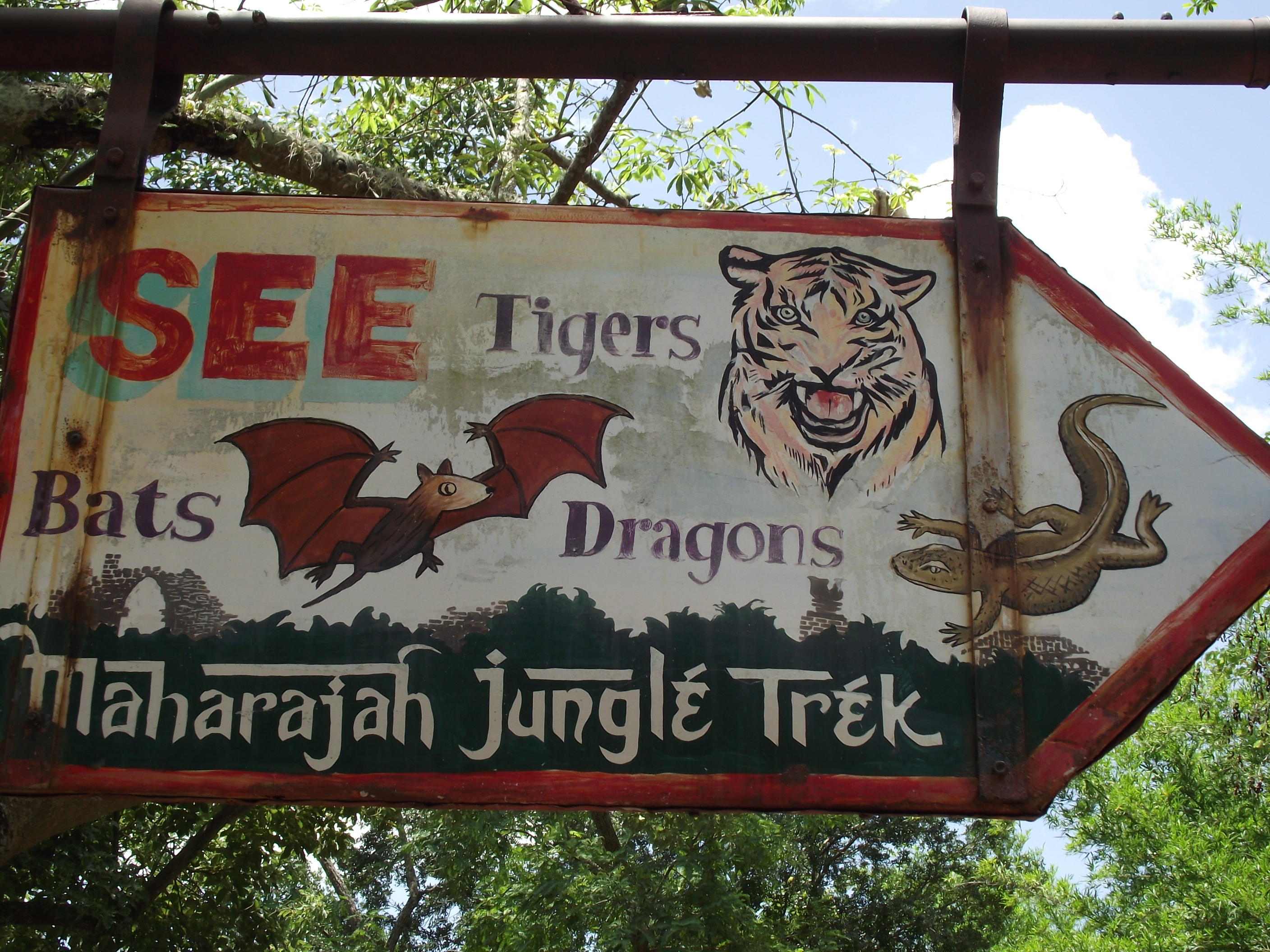
Maharajah Jungle Trek à Disney's Animal Kingdom
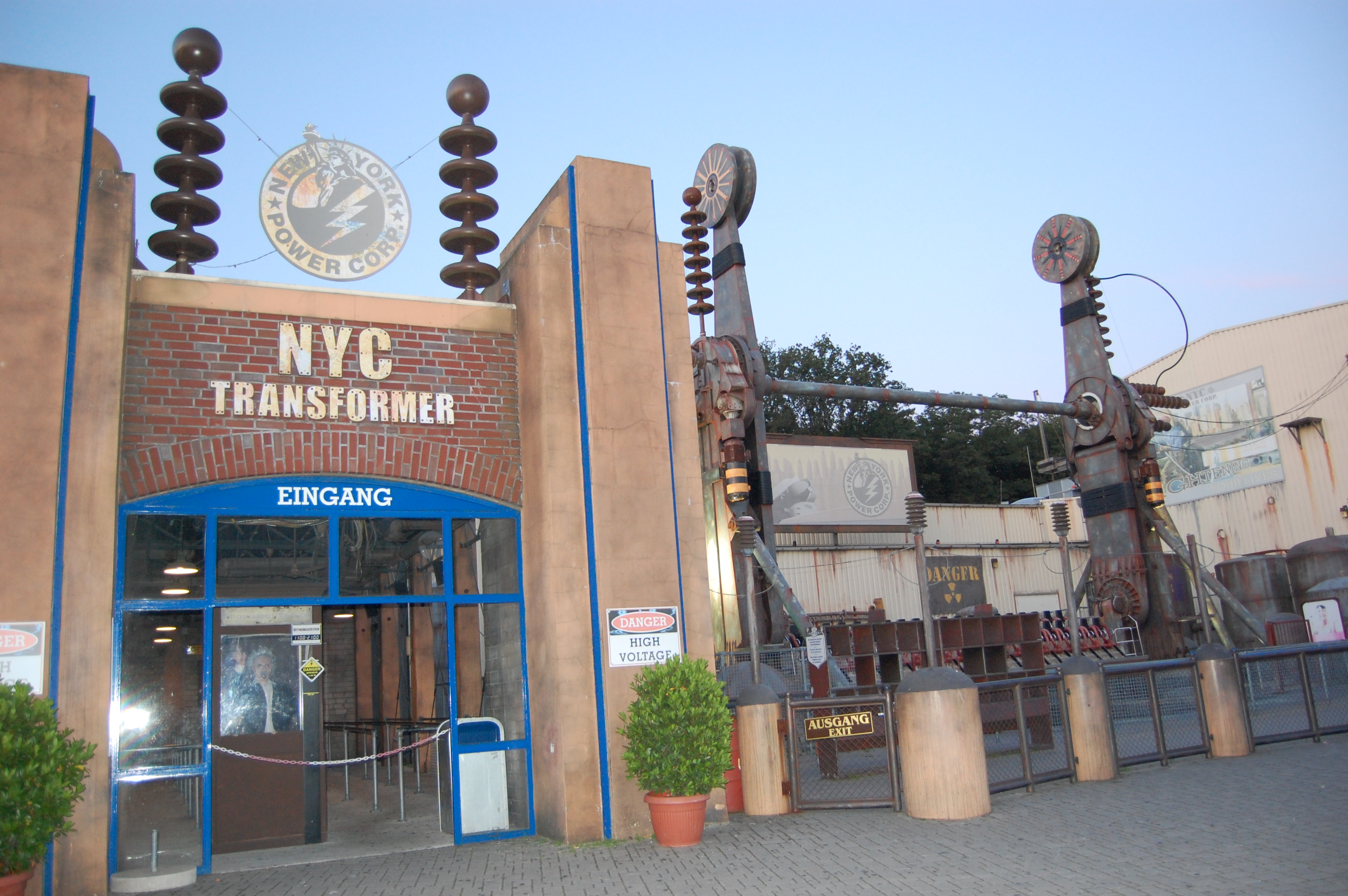
NYC Transformer à Warner Bros. Movie World Germany
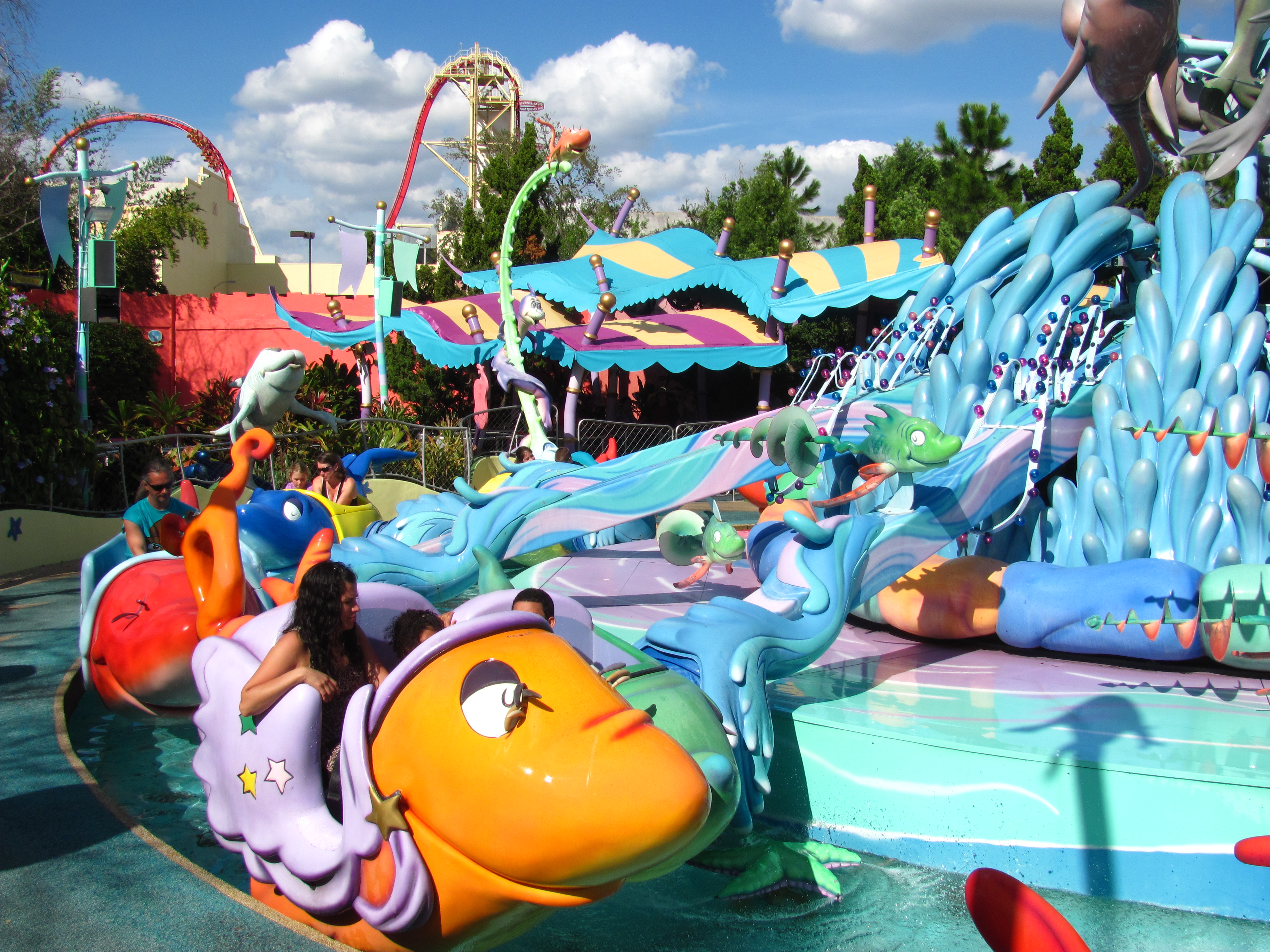
One Fish, Two Fish, Red Fish, Blue Fish à Universal's Islands of Adventure
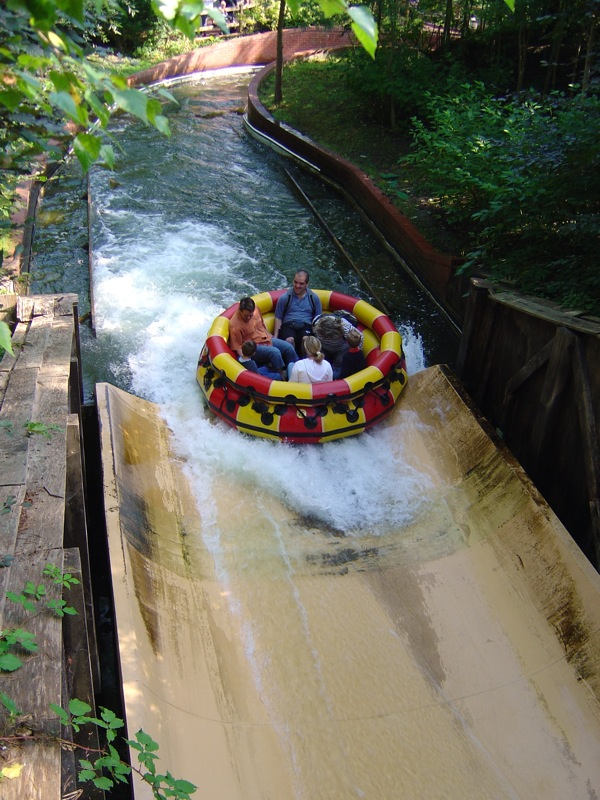
L'Oxygénarium au parc Astérix
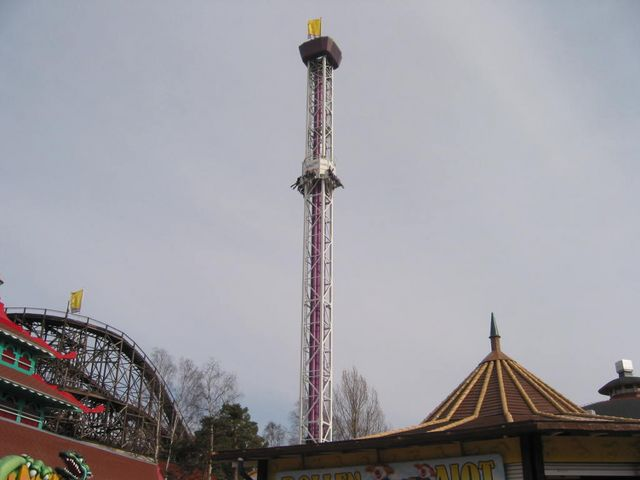
Raketti à Linnanmäki
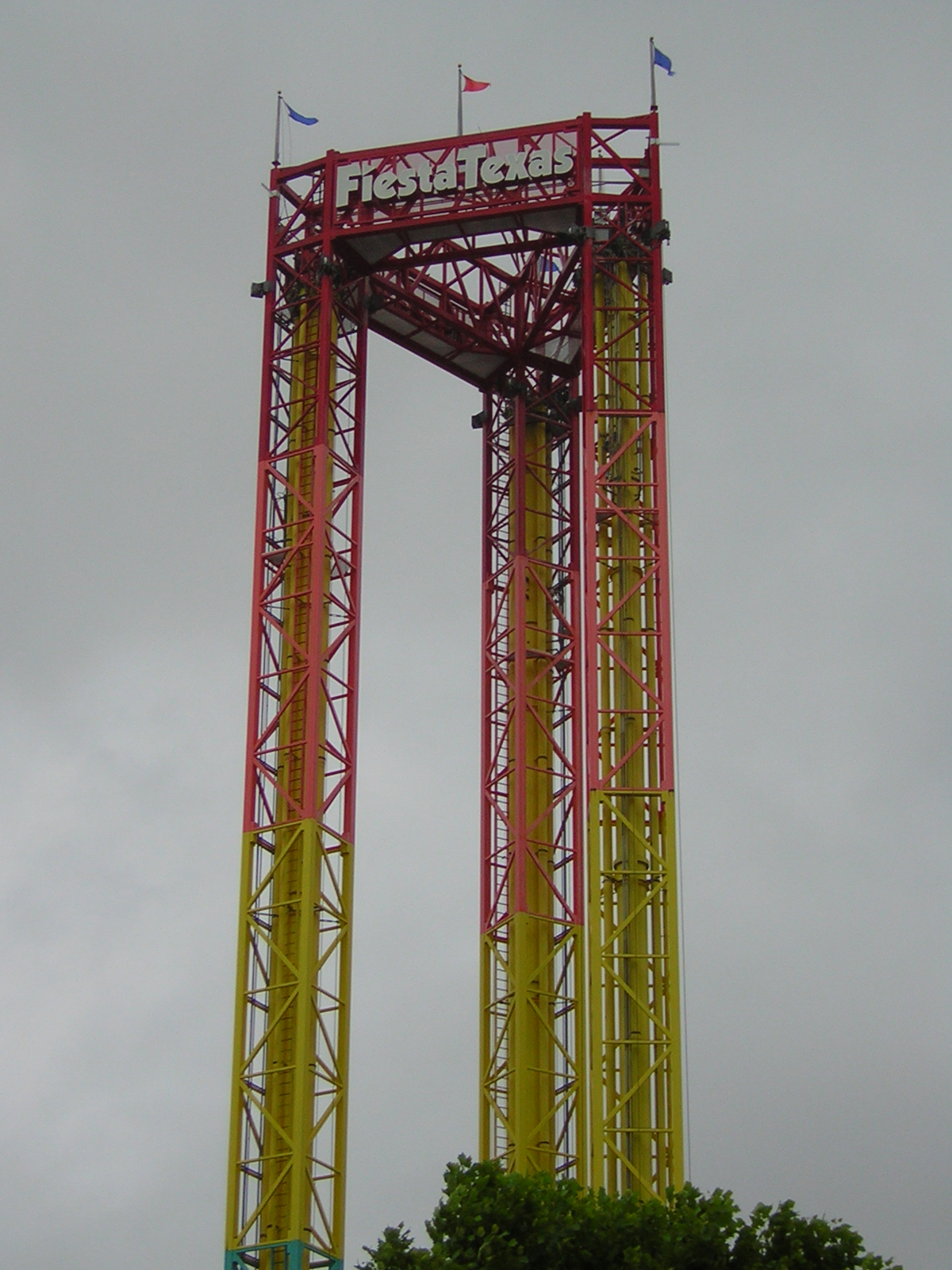
Scream à Six Flags Fiesta Texas
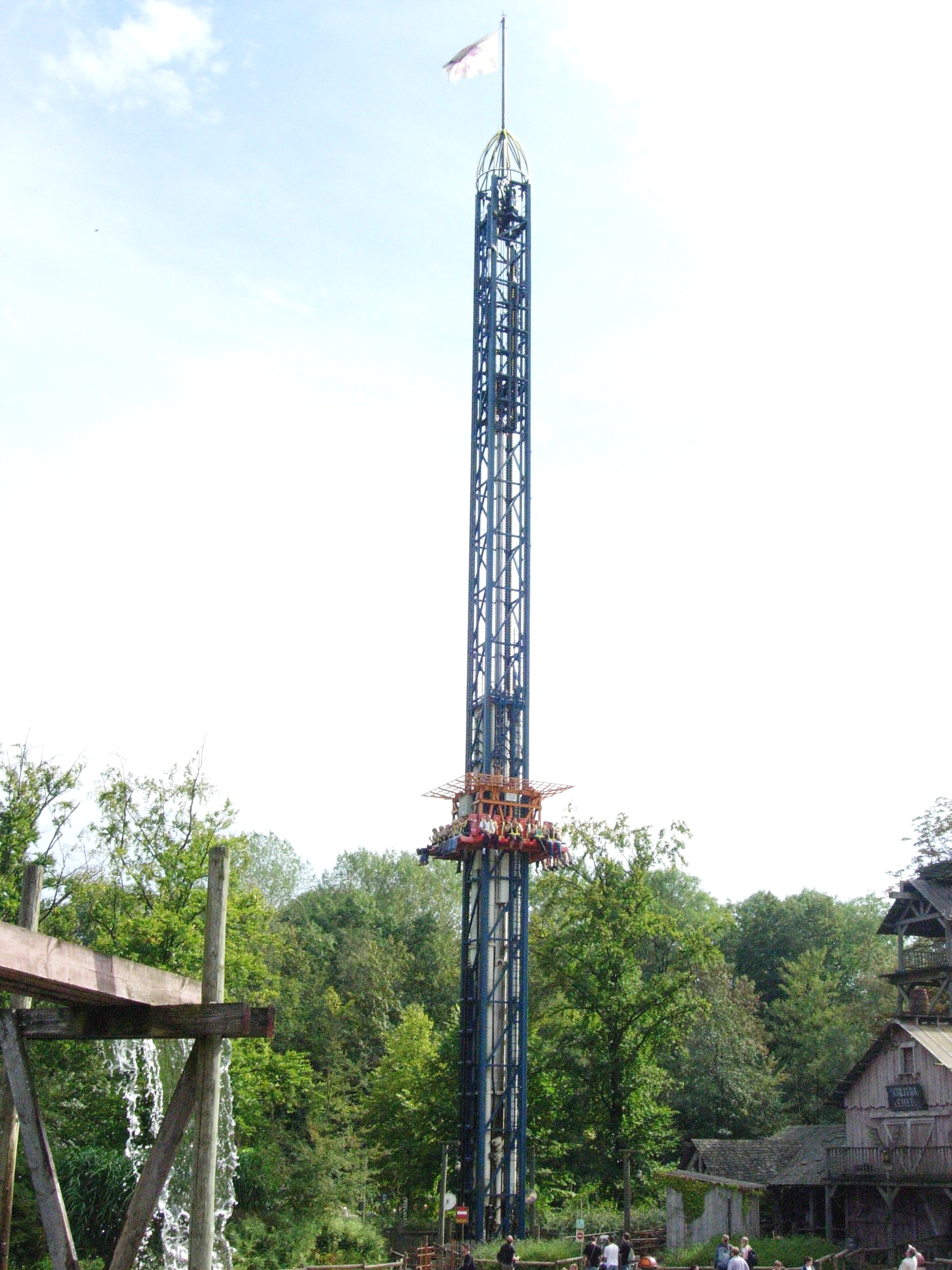
Screaming Eagle à Bellewaerde
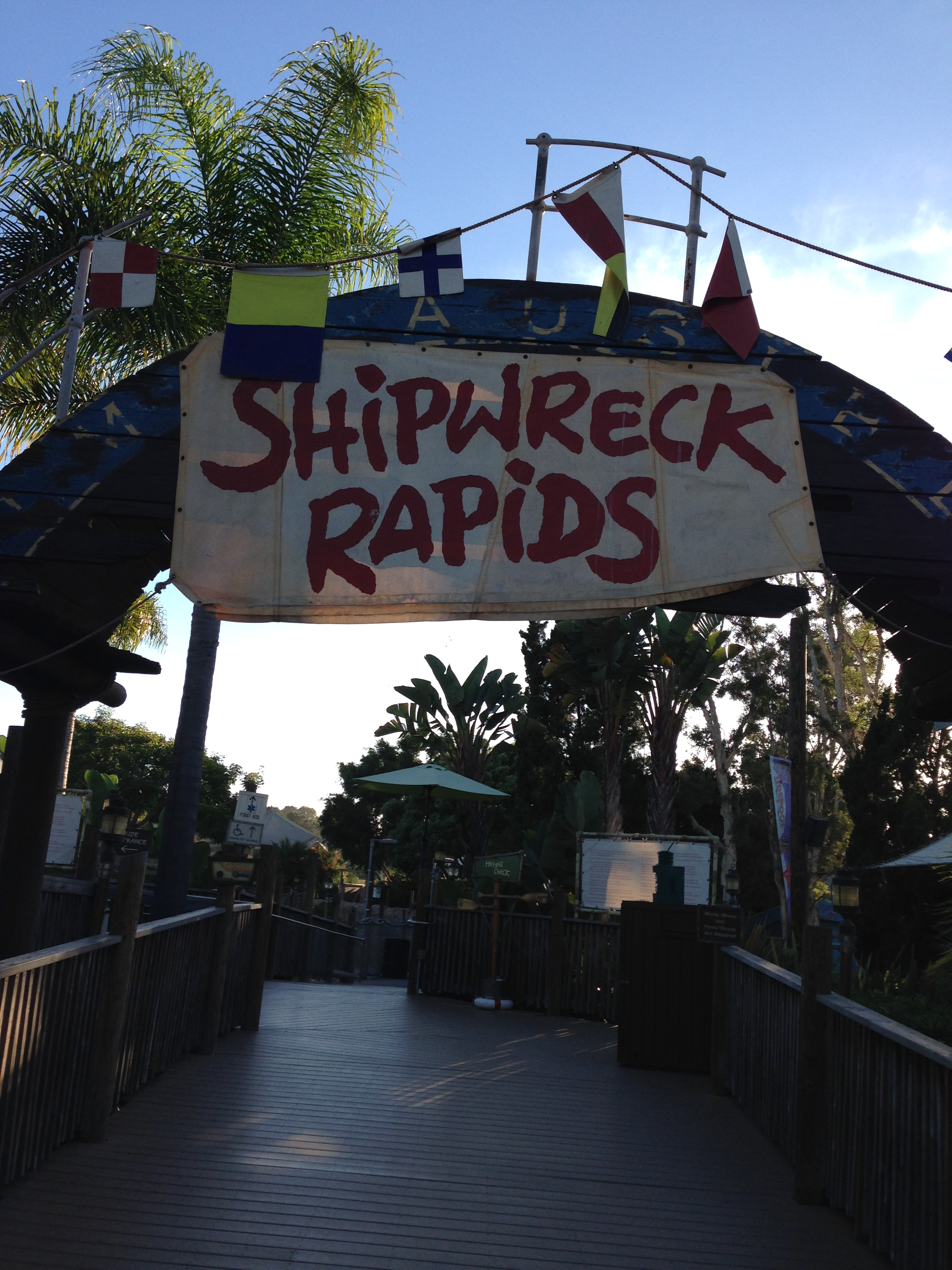
Shipwreck Rapids à SeaWorld San Diego
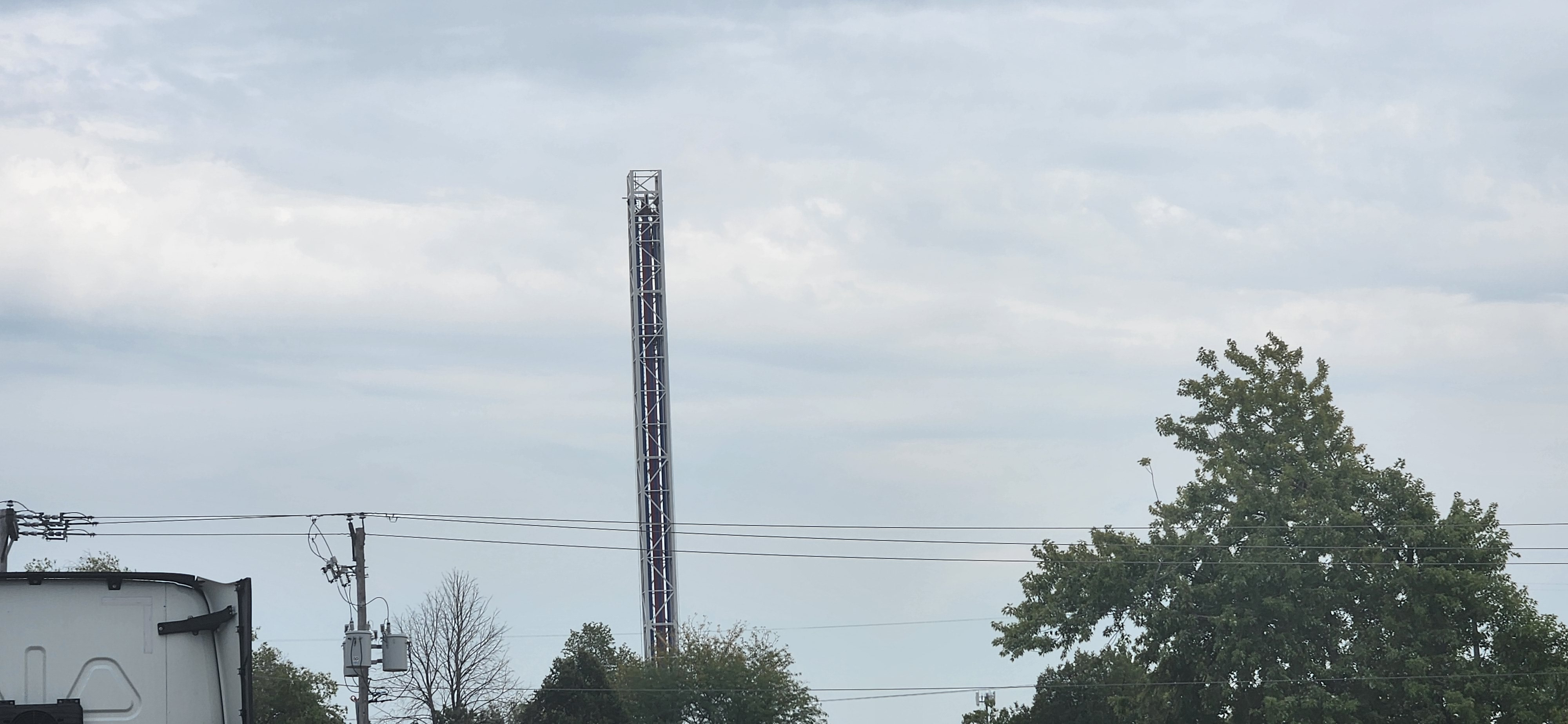
Space Shot à Adventureland
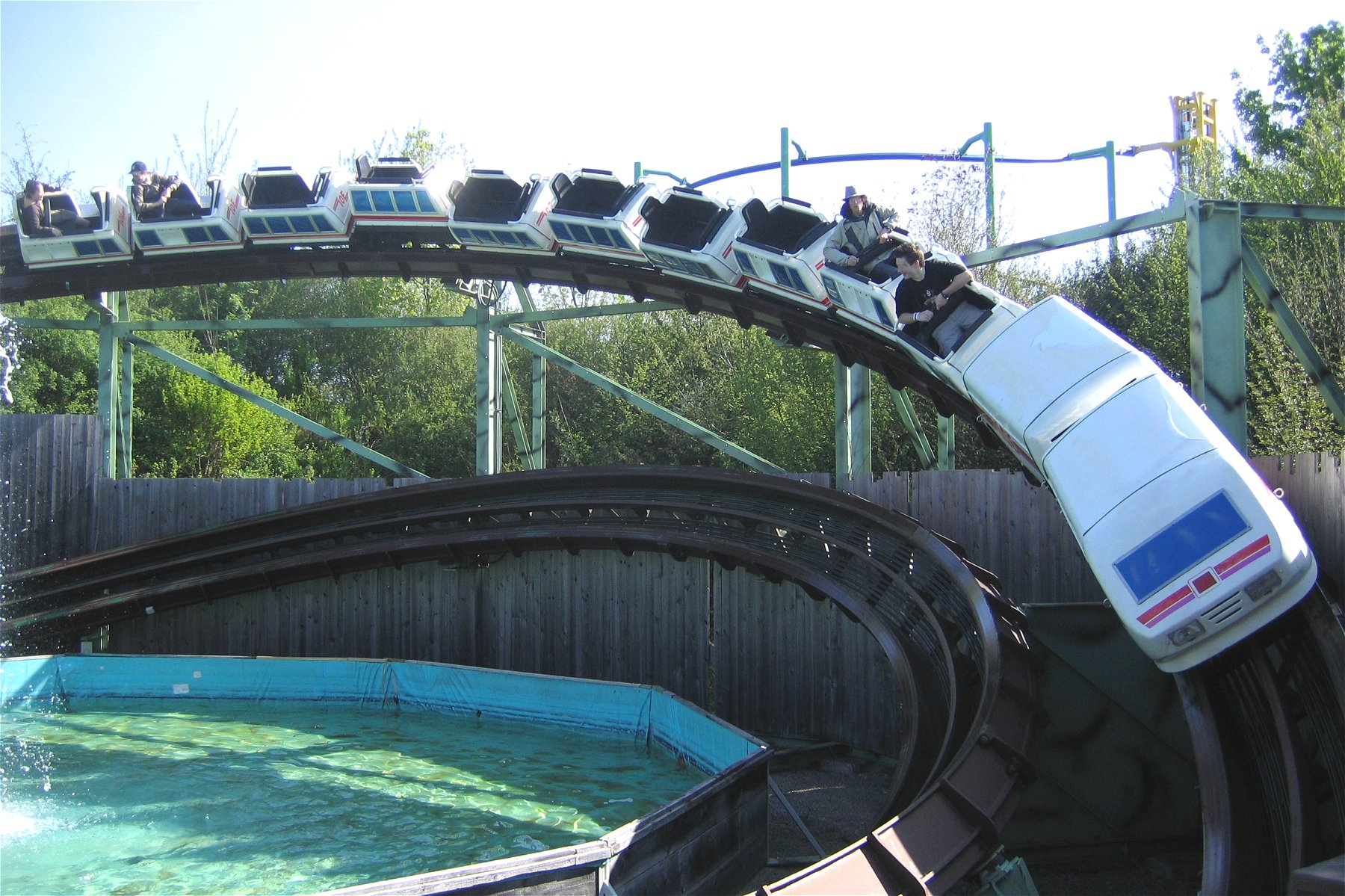
Skyline Express à Skyline Park
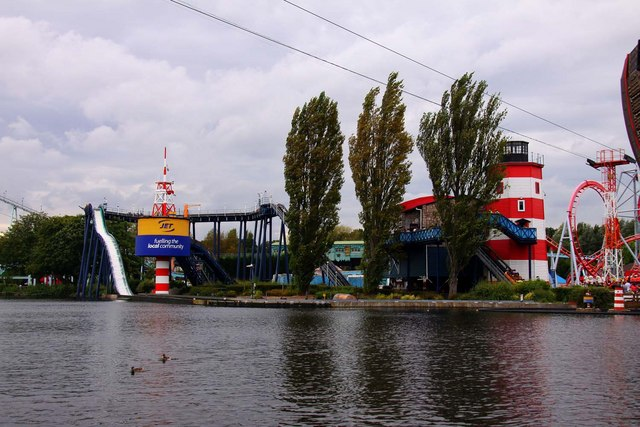
Stormforce 10 à Drayton Manor
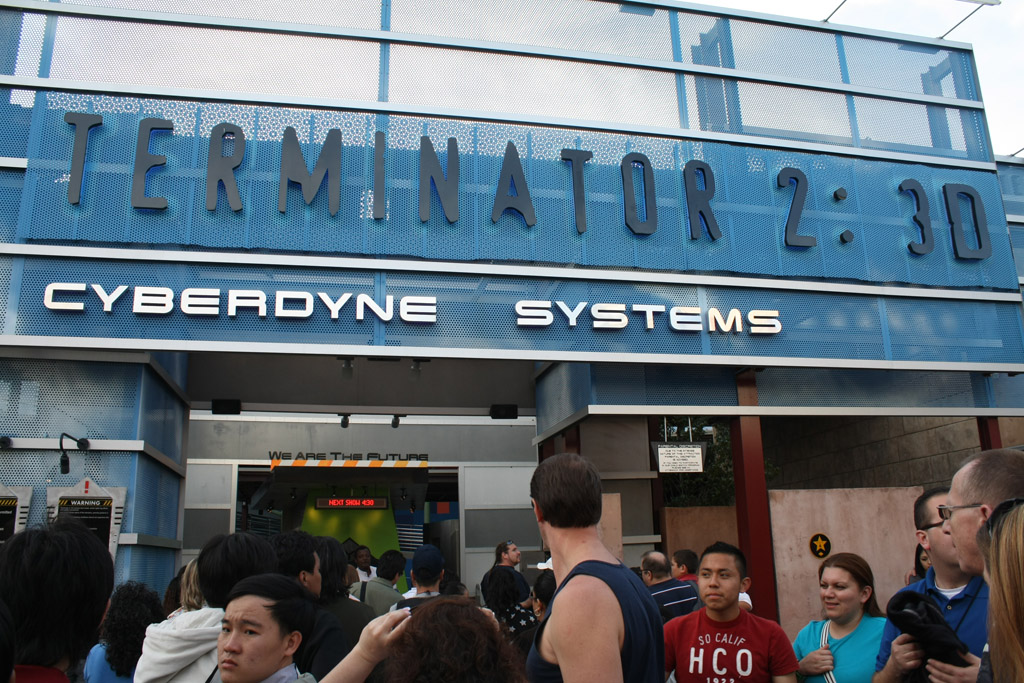
T2 3-D: Battle Across Time à Universal Studios Hollywood
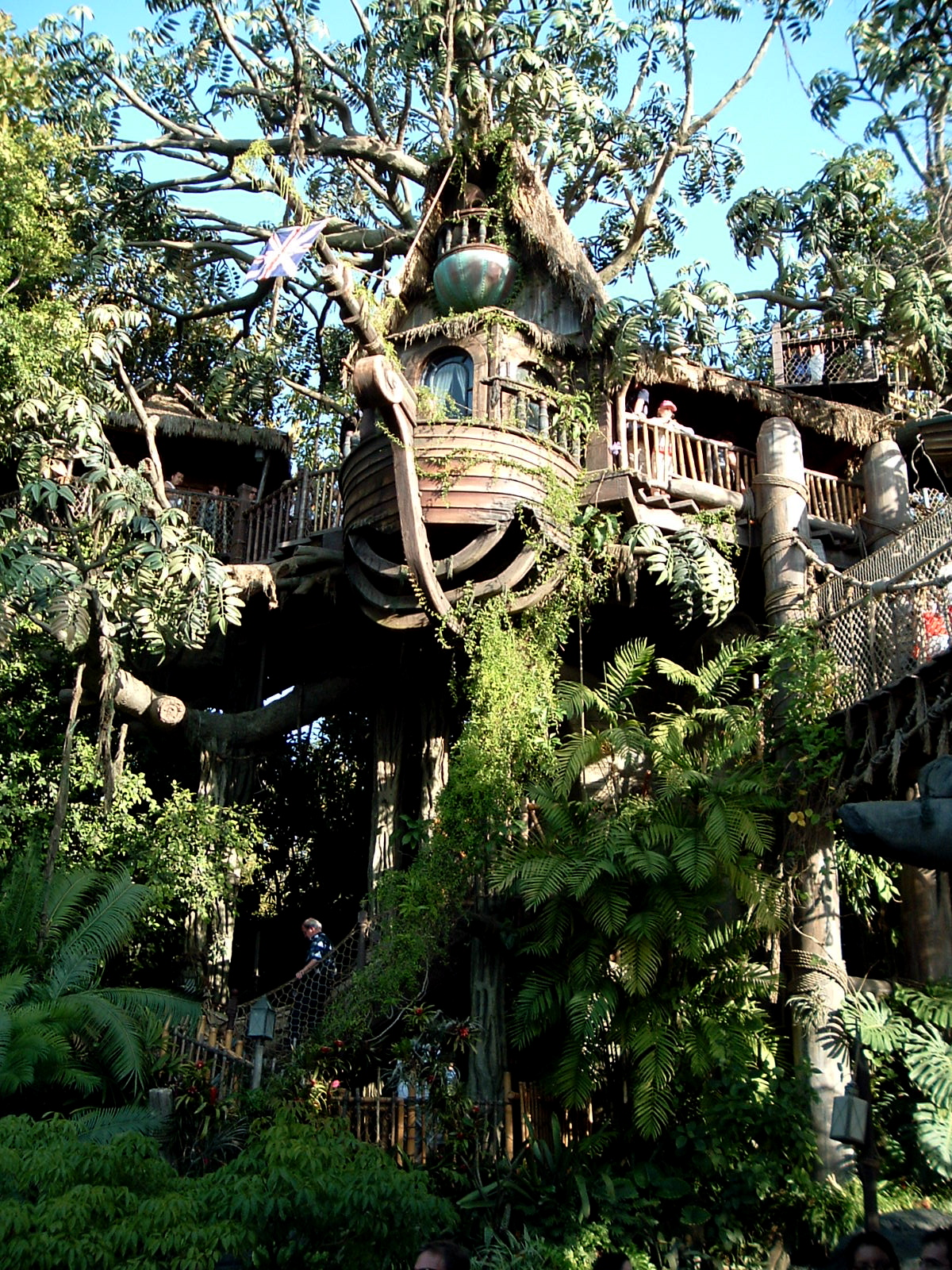
Tarzan's Treehouse à Disneyland
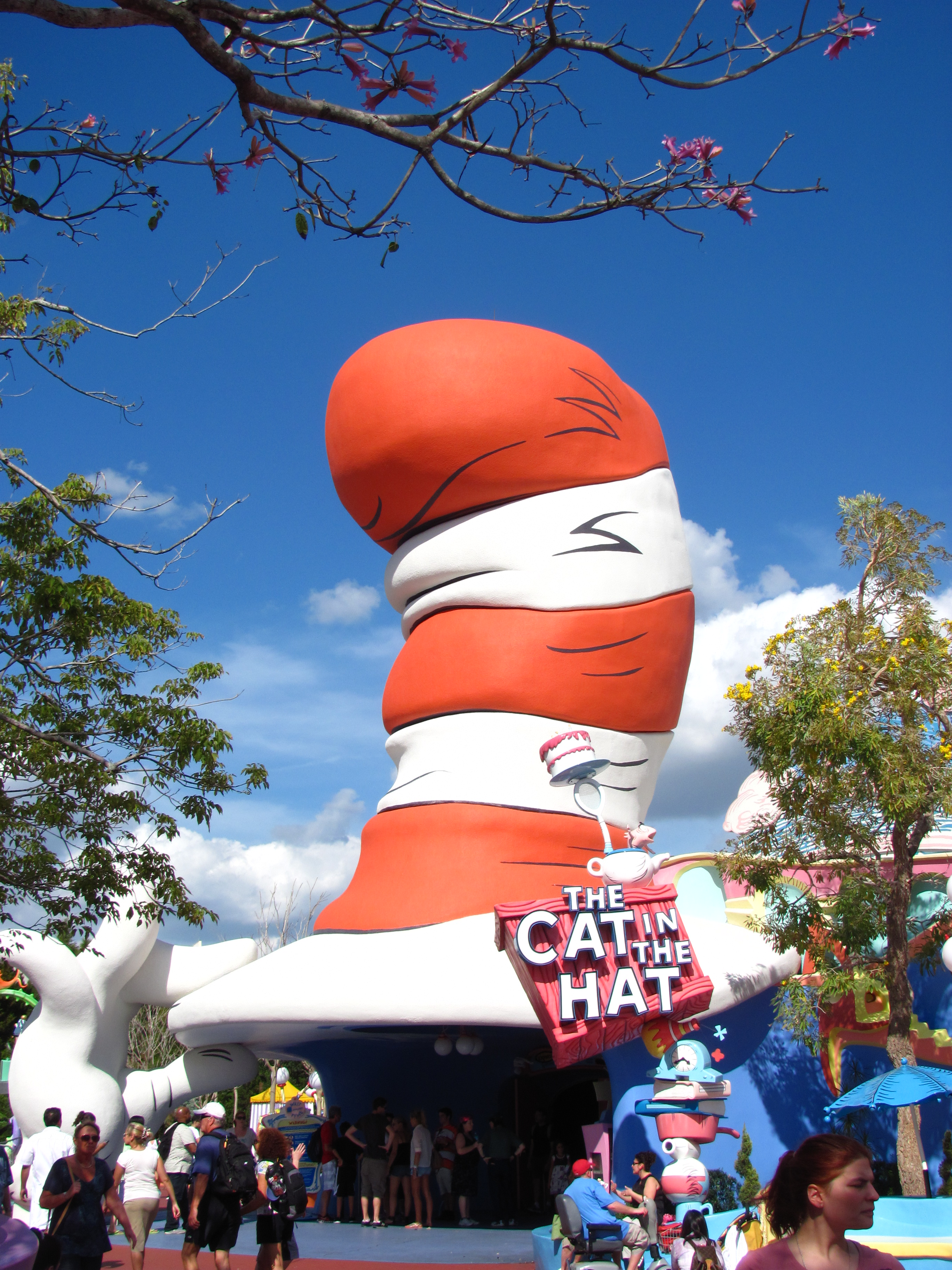
The Cat In The Hat à Universal's Islands of Adventure
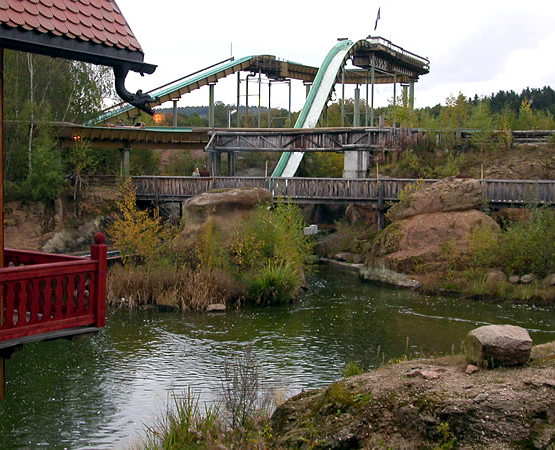
Wildwasserbahn à Freizeitpark Plohn